# نحل
النحل (اسم ومفردها نحلة، وجمعها نحل) (اليرقة دُّجَيْنَة أو بَنِيْن) وهي حشرات مجنحة مرتبطة ارتباطًا وثيقًا بالدبابير والنمل، وتشتهر بدورها في التلقيح، وأشهر أنواع النحل لإنتاج العسل، نحل العسل الغربي. النحل سلالة أحادية النمط الخلوي ضمن الفصيلة العليا النحليات (Apoidea). وتعتبر حاليا فرع حيوي يسمى (الاسم العلمي: Anthophila) والتي تعني (محبات الزهور). يوجد أكثر من 16,000 نوع معروف من النحل في سبع فصائل بيولوجية معترف بها. تعيش بعض الأنواع اجتماعيًا في مستعمرات مثل نحل العسل، والنحل الطنان، والنحل غير اللاسع، بينما معظم الأنواع (> 90%) مثل النحل البناء، والنحل النجار، والنحل القارض، ونحل العرق تكون انفرادية.
ينتشر النحل في كل قارة باستثناء القارة القطبية الجنوبية، وفي كل بيئة على كوكب الأرض يحتوي على النباتات المزهرة تُلقحها الحشرات. وأكثر النحل شيوعًا في نصف الكرة الشمالي هو نحل العرق، لكنه صغير الحجم وغالبًا لا يُميَّز بها وبين الدبابير أو الذباب. يتراوح حجم النحل من أنواع نحل صغيرة لاسعة، يبلغ طول عمالها أقل من 2 ملليمتر، إلى نحل والاس الكبير، أكبر أنواع النحل القارض، والتي يمكن أن يصل طول إناثها إلى 39 ملم.
يحصل النحل على كفايته من الطاقة انطلاقاً من الرحيق الذي يجمعه، فيما يحصل على البروتين والمواد المغذّية الأخرى انطلاقاً من حبوب اللقاح. حيث تُوجَّه معظم كمية اللقاح المجموعة من طرف النحل لتغذية اليرقات. ومن الحيوانات المفترسة للنحل من الفقاريات الرئيسيات والطيور مثل آكل النحل (الوروار). ومن الحشرات ذئب النحل واليعسوب.
يعد تلقيح النحل أمرًا مهمًا على الصعيدين البيئي والتجاري، وقد أدى انخفاض أعداد النحل البري إلى زيادة قيمة التلقيح بواسطة خلايا نحل العسل المدارة تجاريًا. تبين بعد تحليل 353 نوعًا من النحل البري وذباب الزهور في جميع أنحاء بريطانيا من 1980 إلى 2013 أن الحشرات قد فقدت من ربع الأماكن التي سكنتها في عام 1980.
تمت ممارسة تربية النحل (تربية النحل الغير لاسع) منذ آلاف السنين، على الأقل منذ عصور مصر القديمة واليونان القديمة. فقد ظهر النحل في الأساطير والفولكلور، من خلال جميع مراحل الفن والأدب من العصور القديمة وحتى يومنا هذا، رغم أن التركيز كان بشكل أساسي في نصف الأرض الشمالي حيث تنتشر تربية النحل بشكل أكبر. وفي أمريكا الوسطى، مارس شعب المايا تربية النحل غير اللاسع بشكل واسع منذ عصور ما قبل كولومبوس.

## التطور

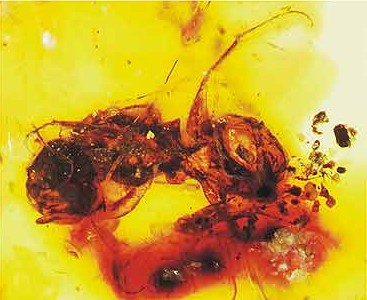
ميليتوفسكس بورمنسيس، وهي أقدم نحلة أحفورية عُثِر عليها محفوظة في كهرمان من العصر الطباشيري المبكر في وادي هوكا وانغ شمالي ميانمار.

كانت الأسلاف المباشرة للنحل عبارة عن دبابير لاسعة من فصيلة الدبابير المربعة الرؤوس (Crabronidae)، والمفترسة للحشرات الأخرى. وقد يكون تحولها من الإقتات على الحشرات إلى حبوب اللقاح بسبب استهلاكها للحشرات التي تزور الزهور، وكانت مغطاة جزئيا بحبوب اللقاح عندما تم إطعامها ليرقات الدبابير. وقد يكون هذا السيناريو التطوري هو نفسه الذي حدث داخل فصيلة الزنبوريات (Vespoidea) التي تطورت فيها الدبابير اللقاحية انطلاقا من أسلافها المفترسة. عُثِر على أقدم أحفورة نحل غير مضغوطة في كهرمان نيو جيرسي وكانت لـ(Cretotrigona prisca)، ونحلة سلة اللقاح من العصر الطباشيري (~ 65 مليون سنة مضت). أحفورة "دبور نحل العسل" (Melittosphex burmensis) من فترة الطباشيري المبكر (حوالي 100 مليون سنة مضت)، كانت تعتبر في البداية "سلالة منقرضة من شقيقة النحل الجامع لحبوب اللقاح إلى النحل الحديث"، ولكن الأبحاث اللاحقة رفضت هذا الادعاء بأن دبور نحل العسل يعتبر نحلة، أو حتى أحد أفراد الفصيلة العليا النحليات التي ينتمي إليها النحل، بدلاً من معاملة السلالة بأنها أصنوفة غير محددة داخل الرتبة الدنيا ذوات الحمة. بحلول فترة الأيوسين (حوالي 45 مليون سنة مضت) كان هناك بالفعل تنوع كبير بين سلالات النحل الاجتماعي.
ظهر نحل سلة اللقاح المتماسك اجتماعيا حوالي 87 مليون سنة مضت، وظهرت القبيلة الألودية (Allodapini) (داخل فصيلة النحلية) حوالي 53 مليون سنة مضت. وظهرت نحليات البوليستر كأحافير فقط من أواخر العصر الأوليغوسيني (~ 25 مليون سنة مضت) وحتى أوائل العصر الميوسيني. وتُعرف نحليات الميليتا من "نحل الساق" (Palaeomacropis eocenicus) في أوائل عصر الأيوسيني. وتُعرف النحليات القارضة من أثر أحافير (قارضات الأوراق المميزة) من الأيوسيني الأوسط. تُعرف النحليات الحفارة من حدود الأيوسيني-لأوليغوسيني، حوالي 34 مليون سنة مضت، من الطفل صفحي. ظهرت نحليات العرق لأول مرة في أوائل العصر الأيوسيني مع الأنواع الموجودة في الكهرمان. تُعرف (Stenotritidae) من خلايا الحضن الأحفورية في عصر البليستوسين.

### التطور المشترك

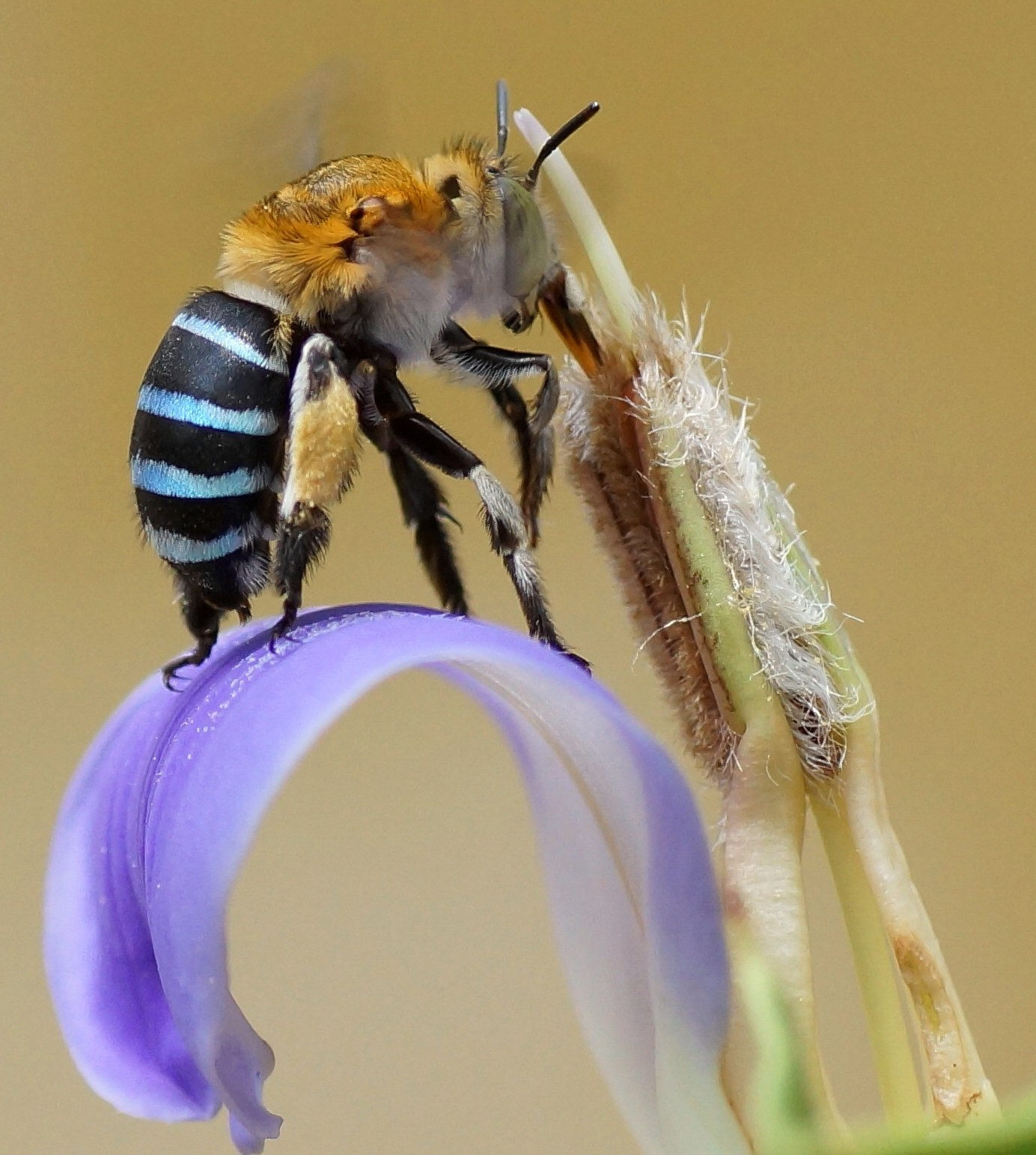
يتطور النحل طويل اللسان والزهور ذات الأنابيب الطويلة تطورا مشتركا، مثل هذا النوع من نحل ذو النطاقات الزرقاء (النحلية) على نبتة أقنثا الأوراق المقدسة.

كانت أقدم الأزهار التي يتم تلقيحها بالحيوانات أزهار مسلطحة على شكل أكواب تلقحها الحشرات مثل الخنافس، لذلك فقد كانت متلازمة التلقيح بواسطة الحشرات مثبتة جيدًا قبل ظهور النحل لأول مرة. الحداثة هي أن النحل متخصص كعامل تلقيح، مع تعديلات سلوكية وجسدية تعزز التلقيح على وجه التحديد، وهي الحشرات الأكثر فعالية في التلقيح. في عملية التطور المشترك، فقد طورت الأزهار مكافآت زهرية مثل الرحيق والأنابيب الأطول، وقد طور النحل ألسنة أطول لاستخراج الرحيق. طور النحل أيضًا هياكل تُعرف باسم فرش حبوب اللقاح وسلال حبوب اللقاح لجمع حبوب اللقاح وحملها. ويختلف موقعها ونوعها بين مجموعات النحل. معظم الأنواع لديها فرش حبوب اللقاح على أرجلها الخلفية أو على الجانب السفلي من بطونها. تحتوي بعض الأنواع في فصيلة النحلية على سلال حبوب اللقاح على أرجلها الخلفية، في حين أن القليل منها يفتقر إلى هذه السلال وبدلاً من ذلك يجمع حبوب اللقاح في حوصلتها. أدى ظهور هذه الهياكل إلى التشعب التكيفي لكاسيات البذور، وبالتالي النحل نفسه. إن التطور المشترك للنحل ليس فقط مع الأزهار ولكن يُعتقد أن بعض أنواعها قد تطور مع السوس. بعضها لديها خصلات شعر تسمى "أكاريناريا" والتي تبدو أنها توفر سكنًا للسوس؛ في المقابل، يُعتقد أن السوس يأكل الفطريات التي تهاجم حبوب اللقاح، لذلك قد تكون العلاقة في هذه الحالة متبادلة.

### تطور السلالات

#### الخارجي
تستند شجرة تطور السلالات هذه إلى "أندرو ديبيفيك" وآخرون معه عام 2012، والذي استخدم علم السلالات الجزيئي لإثبات أن نحل (Anthophila) نشأ من أعماق الدبابير المربعة الرؤوس (Crabronidae)، وبالتالي يكون شبه عرق. وموضع الدبابير المتباية النمط غير مؤكد. ولم يتم تضمين الفصيلة الفرعية الصغيرة دبوريات الكتان (Mellininae) في هذا التحليل.
|  | دبوريات خيطية الخصر                             |
|  |                                                 |
|  | دبابير حفارة (جزء من "الدبابير المربعة الرؤوس") |
|  |                                                 |

|  | دبوريات حفارة ‏، Astatinae                   |
|  |                                             |
|  | دبوريات متباينات النمط (التنسيب المحتمل #2) |
|  |                                             |

|  | دبوريات المن، دبوريات صيادة |
|  |                             |
|  | محبات الزهور (النحل)        |
|  |                             |

|  | دبوريات حفارة ‏، Astatinae                   |
|  |                                             |
|  | دبوريات متباينات النمط (التنسيب المحتمل #2) |
|  |                                             |

|  | دبوريات المن، دبوريات صيادة |
|  |                             |
|  | محبات الزهور (النحل)        |
|  |                             |

|  | دبوريات حفارة ‏، Astatinae                   |
|  |                                             |
|  | دبوريات متباينات النمط (التنسيب المحتمل #2) |
|  |                                             |

|  | دبوريات المن، دبوريات صيادة |
|  |                             |
|  | محبات الزهور (النحل)        |
|  |                             |

|  | دبوريات حفارة ‏، Astatinae                   |
|  |                                             |
|  | دبوريات متباينات النمط (التنسيب المحتمل #2) |
|  |                                             |

|  | دبوريات المن، دبوريات صيادة |
|  |                             |
|  | محبات الزهور (النحل)        |
|  |                             |

|  | دبوريات خيطية الخصر                             |
|  |                                                 |
|  | دبابير حفارة (جزء من "الدبابير المربعة الرؤوس") |
|  |                                                 |

|  | دبوريات حفارة ‏، Astatinae                   |
|  |                                             |
|  | دبوريات متباينات النمط (التنسيب المحتمل #2) |
|  |                                             |

|  | دبوريات المن، دبوريات صيادة |
|  |                             |
|  | محبات الزهور (النحل)        |
|  |                             |

|  | دبوريات حفارة ‏، Astatinae                   |
|  |                                             |
|  | دبوريات متباينات النمط (التنسيب المحتمل #2) |
|  |                                             |

|  | دبوريات المن، دبوريات صيادة |
|  |                             |
|  | محبات الزهور (النحل)        |
|  |                             |

|  | دبوريات حفارة ‏، Astatinae                   |
|  |                                             |
|  | دبوريات متباينات النمط (التنسيب المحتمل #2) |
|  |                                             |

|  | دبوريات المن، دبوريات صيادة |
|  |                             |
|  | محبات الزهور (النحل)        |
|  |                             |

|  | دبوريات حفارة ‏، Astatinae                   |
|  |                                             |
|  | دبوريات متباينات النمط (التنسيب المحتمل #2) |
|  |                                             |

|  | دبوريات المن، دبوريات صيادة |
|  |                             |
|  | محبات الزهور (النحل)        |
|  |                             |

|  | دبوريات خيطية الخصر                             |
|  |                                                 |
|  | دبابير حفارة (جزء من "الدبابير المربعة الرؤوس") |
|  |                                                 |

|  | دبوريات حفارة ‏، Astatinae                   |
|  |                                             |
|  | دبوريات متباينات النمط (التنسيب المحتمل #2) |
|  |                                             |

|  | دبوريات المن، دبوريات صيادة |
|  |                             |
|  | محبات الزهور (النحل)        |
|  |                             |

|  | دبوريات حفارة ‏، Astatinae                   |
|  |                                             |
|  | دبوريات متباينات النمط (التنسيب المحتمل #2) |
|  |                                             |

|  | دبوريات المن، دبوريات صيادة |
|  |                             |
|  | محبات الزهور (النحل)        |
|  |                             |

|  | دبوريات حفارة ‏، Astatinae                   |
|  |                                             |
|  | دبوريات متباينات النمط (التنسيب المحتمل #2) |
|  |                                             |

|  | دبوريات المن، دبوريات صيادة |
|  |                             |
|  | محبات الزهور (النحل)        |
|  |                             |

|  | دبوريات حفارة ‏، Astatinae                   |
|  |                                             |
|  | دبوريات متباينات النمط (التنسيب المحتمل #2) |
|  |                                             |

|  | دبوريات المن، دبوريات صيادة |
|  |                             |
|  | محبات الزهور (النحل)        |
|  |                             |

|  | دبوريات خيطية الخصر                             |
|  |                                                 |
|  | دبابير حفارة (جزء من "الدبابير المربعة الرؤوس") |
|  |                                                 |

|  | دبوريات حفارة ‏، Astatinae                   |
|  |                                             |
|  | دبوريات متباينات النمط (التنسيب المحتمل #2) |
|  |                                             |

|  | دبوريات المن، دبوريات صيادة |
|  |                             |
|  | محبات الزهور (النحل)        |
|  |                             |

|  | دبوريات حفارة ‏، Astatinae                   |
|  |                                             |
|  | دبوريات متباينات النمط (التنسيب المحتمل #2) |
|  |                                             |

|  | دبوريات المن، دبوريات صيادة |
|  |                             |
|  | محبات الزهور (النحل)        |
|  |                             |

|  | دبوريات حفارة ‏، Astatinae                   |
|  |                                             |
|  | دبوريات متباينات النمط (التنسيب المحتمل #2) |
|  |                                             |

|  | دبوريات المن، دبوريات صيادة |
|  |                             |
|  | محبات الزهور (النحل)        |
|  |                             |

|  | دبوريات حفارة ‏، Astatinae                   |
|  |                                             |
|  | دبوريات متباينات النمط (التنسيب المحتمل #2) |
|  |                                             |

|  | دبوريات المن، دبوريات صيادة |
|  |                             |
|  | محبات الزهور (النحل)        |
|  |                             |

|  | دبوريات خيطية الخصر                             |
|  |                                                 |
|  | دبابير حفارة (جزء من "الدبابير المربعة الرؤوس") |
|  |                                                 |

|  | دبوريات حفارة ‏، Astatinae                   |
|  |                                             |
|  | دبوريات متباينات النمط (التنسيب المحتمل #2) |
|  |                                             |

|  | دبوريات المن، دبوريات صيادة |
|  |                             |
|  | محبات الزهور (النحل)        |
|  |                             |

|  | دبوريات حفارة ‏، Astatinae                   |
|  |                                             |
|  | دبوريات متباينات النمط (التنسيب المحتمل #2) |
|  |                                             |

|  | دبوريات المن، دبوريات صيادة |
|  |                             |
|  | محبات الزهور (النحل)        |
|  |                             |

|  | دبوريات حفارة ‏، Astatinae                   |
|  |                                             |
|  | دبوريات متباينات النمط (التنسيب المحتمل #2) |
|  |                                             |

|  | دبوريات المن، دبوريات صيادة |
|  |                             |
|  | محبات الزهور (النحل)        |
|  |                             |

|  | دبوريات حفارة ‏، Astatinae                   |
|  |                                             |
|  | دبوريات متباينات النمط (التنسيب المحتمل #2) |
|  |                                             |

|  | دبوريات المن، دبوريات صيادة |
|  |                             |
|  | محبات الزهور (النحل)        |
|  |                             |

|  | دبوريات خيطية الخصر                             |
|  |                                                 |
|  | دبابير حفارة (جزء من "الدبابير المربعة الرؤوس") |
|  |                                                 |

|  | دبوريات حفارة ‏، Astatinae                   |
|  |                                             |
|  | دبوريات متباينات النمط (التنسيب المحتمل #2) |
|  |                                             |

|  | دبوريات المن، دبوريات صيادة |
|  |                             |
|  | محبات الزهور (النحل)        |
|  |                             |

|  | دبوريات حفارة ‏، Astatinae                   |
|  |                                             |
|  | دبوريات متباينات النمط (التنسيب المحتمل #2) |
|  |                                             |

|  | دبوريات المن، دبوريات صيادة |
|  |                             |
|  | محبات الزهور (النحل)        |
|  |                             |

|  | دبوريات حفارة ‏، Astatinae                   |
|  |                                             |
|  | دبوريات متباينات النمط (التنسيب المحتمل #2) |
|  |                                             |

|  | دبوريات المن، دبوريات صيادة |
|  |                             |
|  | محبات الزهور (النحل)        |
|  |                             |

|  | دبوريات حفارة ‏، Astatinae                   |
|  |                                             |
|  | دبوريات متباينات النمط (التنسيب المحتمل #2) |
|  |                                             |

|  | دبوريات المن، دبوريات صيادة |
|  |                             |
|  | محبات الزهور (النحل)        |
|  |                             |

|  | دبوريات خيطية الخصر                             |
|  |                                                 |
|  | دبابير حفارة (جزء من "الدبابير المربعة الرؤوس") |
|  |                                                 |

|  | دبوريات حفارة ‏، Astatinae                   |
|  |                                             |
|  | دبوريات متباينات النمط (التنسيب المحتمل #2) |
|  |                                             |

|  | دبوريات المن، دبوريات صيادة |
|  |                             |
|  | محبات الزهور (النحل)        |
|  |                             |

|  | دبوريات حفارة ‏، Astatinae                   |
|  |                                             |
|  | دبوريات متباينات النمط (التنسيب المحتمل #2) |
|  |                                             |

|  | دبوريات المن، دبوريات صيادة |
|  |                             |
|  | محبات الزهور (النحل)        |
|  |                             |

|  | دبوريات حفارة ‏، Astatinae                   |
|  |                                             |
|  | دبوريات متباينات النمط (التنسيب المحتمل #2) |
|  |                                             |

|  | دبوريات المن، دبوريات صيادة |
|  |                             |
|  | محبات الزهور (النحل)        |
|  |                             |

|  | دبوريات حفارة ‏، Astatinae                   |
|  |                                             |
|  | دبوريات متباينات النمط (التنسيب المحتمل #2) |
|  |                                             |

|  | دبوريات المن، دبوريات صيادة |
|  |                             |
|  | محبات الزهور (النحل)        |
|  |                             |

|  | دبوريات خيطية الخصر                             |
|  |                                                 |
|  | دبابير حفارة (جزء من "الدبابير المربعة الرؤوس") |
|  |                                                 |

|  | دبوريات حفارة ‏، Astatinae                   |
|  |                                             |
|  | دبوريات متباينات النمط (التنسيب المحتمل #2) |
|  |                                             |

|  | دبوريات المن، دبوريات صيادة |
|  |                             |
|  | محبات الزهور (النحل)        |
|  |                             |

|  | دبوريات حفارة ‏، Astatinae                   |
|  |                                             |
|  | دبوريات متباينات النمط (التنسيب المحتمل #2) |
|  |                                             |

|  | دبوريات المن، دبوريات صيادة |
|  |                             |
|  | محبات الزهور (النحل)        |
|  |                             |

|  | دبوريات حفارة ‏، Astatinae                   |
|  |                                             |
|  | دبوريات متباينات النمط (التنسيب المحتمل #2) |
|  |                                             |

|  | دبوريات المن، دبوريات صيادة |
|  |                             |
|  | محبات الزهور (النحل)        |
|  |                             |

|  | دبوريات حفارة ‏، Astatinae                   |
|  |                                             |
|  | دبوريات متباينات النمط (التنسيب المحتمل #2) |
|  |                                             |

|  | دبوريات المن، دبوريات صيادة |
|  |                             |
|  | محبات الزهور (النحل)        |
|  |                             |

#### الداخلي
يعتمد مخطط مخطط النسل لفصائل النحل على "هيدتك" وآخرون معه 2013، والذي يضع الفصيلتين السابقتين "مشعرات الأرجل" (Dasypodaidae) "والنوميات العملاقة" (Meganomiidae) فصائل فرعية داخل فصيلة الملیتینة (Melittidae).
|  | النحلية (دمج نحل العسل، ونحل الوقواق والنحل النجار) ≈87 مليون سنة مضت |
|  |                                                                       |
|  | نحليات قارضة (نحل قارض، وبناء) ≈50 مليون سنة مضت                      |
|  |                                                                       |

|  | نحليات العرق (نحل العرق) ≈50 مليون سنة مضت |
|  | |
|  | \| \| نحليات البوليستر (نحل االبوليستر) ≈25 مليون سنة مضت \| \| \| \| \| \| نحليات أستراليا العملاقة (نحل أستراليا العملاق) ≈مليوني سنة مضت \| \| \| \| |
|  | |
|  | نحليات البوليستر (نحل االبوليستر) ≈25 مليون سنة مضت |
|  | |
|  | نحليات أستراليا العملاقة (نحل أستراليا العملاق) ≈مليوني سنة مضت                                                                                         |
|  | |

|  | نحليات البوليستر (نحل االبوليستر) ≈25 مليون سنة مضت             |
|  |                                                                 |
|  | نحليات أستراليا العملاقة (نحل أستراليا العملاق) ≈مليوني سنة مضت |
|  |                                                                 |

|  | نحليات العرق (نحل العرق) ≈50 مليون سنة مضت |
|  | |
|  | \| \| نحليات البوليستر (نحل االبوليستر) ≈25 مليون سنة مضت \| \| \| \| \| \| نحليات أستراليا العملاقة (نحل أستراليا العملاق) ≈مليوني سنة مضت \| \| \| \| |
|  | |
|  | نحليات البوليستر (نحل االبوليستر) ≈25 مليون سنة مضت |
|  | |
|  | نحليات أستراليا العملاقة (نحل أستراليا العملاق) ≈مليوني سنة مضت                                                                                         |
|  | |

|  | نحليات البوليستر (نحل االبوليستر) ≈25 مليون سنة مضت             |
|  |                                                                 |
|  | نحليات أستراليا العملاقة (نحل أستراليا العملاق) ≈مليوني سنة مضت |
|  |                                                                 |

|  | النحلية (دمج نحل العسل، ونحل الوقواق والنحل النجار) ≈87 مليون سنة مضت |
|  |                                                                       |
|  | نحليات قارضة (نحل قارض، وبناء) ≈50 مليون سنة مضت                      |
|  |                                                                       |

|  | نحليات العرق (نحل العرق) ≈50 مليون سنة مضت |
|  | |
|  | \| \| نحليات البوليستر (نحل االبوليستر) ≈25 مليون سنة مضت \| \| \| \| \| \| نحليات أستراليا العملاقة (نحل أستراليا العملاق) ≈مليوني سنة مضت \| \| \| \| |
|  | |
|  | نحليات البوليستر (نحل االبوليستر) ≈25 مليون سنة مضت |
|  | |
|  | نحليات أستراليا العملاقة (نحل أستراليا العملاق) ≈مليوني سنة مضت                                                                                         |
|  | |

|  | نحليات البوليستر (نحل االبوليستر) ≈25 مليون سنة مضت             |
|  |                                                                 |
|  | نحليات أستراليا العملاقة (نحل أستراليا العملاق) ≈مليوني سنة مضت |
|  |                                                                 |

|  | نحليات العرق (نحل العرق) ≈50 مليون سنة مضت |
|  | |
|  | \| \| نحليات البوليستر (نحل االبوليستر) ≈25 مليون سنة مضت \| \| \| \| \| \| نحليات أستراليا العملاقة (نحل أستراليا العملاق) ≈مليوني سنة مضت \| \| \| \| |
|  | |
|  | نحليات البوليستر (نحل االبوليستر) ≈25 مليون سنة مضت |
|  | |
|  | نحليات أستراليا العملاقة (نحل أستراليا العملاق) ≈مليوني سنة مضت                                                                                         |
|  | |

|  | نحليات البوليستر (نحل االبوليستر) ≈25 مليون سنة مضت             |
|  |                                                                 |
|  | نحليات أستراليا العملاقة (نحل أستراليا العملاق) ≈مليوني سنة مضت |
|  |                                                                 |

|  | النحلية (دمج نحل العسل، ونحل الوقواق والنحل النجار) ≈87 مليون سنة مضت |
|  |                                                                       |
|  | نحليات قارضة (نحل قارض، وبناء) ≈50 مليون سنة مضت                      |
|  |                                                                       |

|  | نحليات العرق (نحل العرق) ≈50 مليون سنة مضت |
|  | |
|  | \| \| نحليات البوليستر (نحل االبوليستر) ≈25 مليون سنة مضت \| \| \| \| \| \| نحليات أستراليا العملاقة (نحل أستراليا العملاق) ≈مليوني سنة مضت \| \| \| \| |
|  | |
|  | نحليات البوليستر (نحل االبوليستر) ≈25 مليون سنة مضت |
|  | |
|  | نحليات أستراليا العملاقة (نحل أستراليا العملاق) ≈مليوني سنة مضت                                                                                         |
|  | |

|  | نحليات البوليستر (نحل االبوليستر) ≈25 مليون سنة مضت             |
|  |                                                                 |
|  | نحليات أستراليا العملاقة (نحل أستراليا العملاق) ≈مليوني سنة مضت |
|  |                                                                 |

|  | نحليات العرق (نحل العرق) ≈50 مليون سنة مضت |
|  | |
|  | \| \| نحليات البوليستر (نحل االبوليستر) ≈25 مليون سنة مضت \| \| \| \| \| \| نحليات أستراليا العملاقة (نحل أستراليا العملاق) ≈مليوني سنة مضت \| \| \| \| |
|  | |
|  | نحليات البوليستر (نحل االبوليستر) ≈25 مليون سنة مضت |
|  | |
|  | نحليات أستراليا العملاقة (نحل أستراليا العملاق) ≈مليوني سنة مضت                                                                                         |
|  | |

|  | نحليات البوليستر (نحل االبوليستر) ≈25 مليون سنة مضت             |
|  |                                                                 |
|  | نحليات أستراليا العملاقة (نحل أستراليا العملاق) ≈مليوني سنة مضت |
|  |                                                                 |

|  | النحلية (دمج نحل العسل، ونحل الوقواق والنحل النجار) ≈87 مليون سنة مضت |
|  |                                                                       |
|  | نحليات قارضة (نحل قارض، وبناء) ≈50 مليون سنة مضت                      |
|  |                                                                       |

|  | نحليات العرق (نحل العرق) ≈50 مليون سنة مضت |
|  | |
|  | \| \| نحليات البوليستر (نحل االبوليستر) ≈25 مليون سنة مضت \| \| \| \| \| \| نحليات أستراليا العملاقة (نحل أستراليا العملاق) ≈مليوني سنة مضت \| \| \| \| |
|  | |
|  | نحليات البوليستر (نحل االبوليستر) ≈25 مليون سنة مضت |
|  | |
|  | نحليات أستراليا العملاقة (نحل أستراليا العملاق) ≈مليوني سنة مضت                                                                                         |
|  | |

|  | نحليات البوليستر (نحل االبوليستر) ≈25 مليون سنة مضت             |
|  |                                                                 |
|  | نحليات أستراليا العملاقة (نحل أستراليا العملاق) ≈مليوني سنة مضت |
|  |                                                                 |

|  | نحليات العرق (نحل العرق) ≈50 مليون سنة مضت |
|  | |
|  | \| \| نحليات البوليستر (نحل االبوليستر) ≈25 مليون سنة مضت \| \| \| \| \| \| نحليات أستراليا العملاقة (نحل أستراليا العملاق) ≈مليوني سنة مضت \| \| \| \| |
|  | |
|  | نحليات البوليستر (نحل االبوليستر) ≈25 مليون سنة مضت |
|  | |
|  | نحليات أستراليا العملاقة (نحل أستراليا العملاق) ≈مليوني سنة مضت                                                                                         |
|  | |

|  | نحليات البوليستر (نحل االبوليستر) ≈25 مليون سنة مضت             |
|  |                                                                 |
|  | نحليات أستراليا العملاقة (نحل أستراليا العملاق) ≈مليوني سنة مضت |
|  |                                                                 |

|  | النحلية (دمج نحل العسل، ونحل الوقواق والنحل النجار) ≈87 مليون سنة مضت |
|  |                                                                       |
|  | نحليات قارضة (نحل قارض، وبناء) ≈50 مليون سنة مضت                      |
|  |                                                                       |

|  | نحليات العرق (نحل العرق) ≈50 مليون سنة مضت |
|  | |
|  | \| \| نحليات البوليستر (نحل االبوليستر) ≈25 مليون سنة مضت \| \| \| \| \| \| نحليات أستراليا العملاقة (نحل أستراليا العملاق) ≈مليوني سنة مضت \| \| \| \| |
|  | |
|  | نحليات البوليستر (نحل االبوليستر) ≈25 مليون سنة مضت |
|  | |
|  | نحليات أستراليا العملاقة (نحل أستراليا العملاق) ≈مليوني سنة مضت                                                                                         |
|  | |

|  | نحليات البوليستر (نحل االبوليستر) ≈25 مليون سنة مضت             |
|  |                                                                 |
|  | نحليات أستراليا العملاقة (نحل أستراليا العملاق) ≈مليوني سنة مضت |
|  |                                                                 |

|  | نحليات العرق (نحل العرق) ≈50 مليون سنة مضت |
|  | |
|  | \| \| نحليات البوليستر (نحل االبوليستر) ≈25 مليون سنة مضت \| \| \| \| \| \| نحليات أستراليا العملاقة (نحل أستراليا العملاق) ≈مليوني سنة مضت \| \| \| \| |
|  | |
|  | نحليات البوليستر (نحل االبوليستر) ≈25 مليون سنة مضت |
|  | |
|  | نحليات أستراليا العملاقة (نحل أستراليا العملاق) ≈مليوني سنة مضت                                                                                         |
|  | |

|  | نحليات البوليستر (نحل االبوليستر) ≈25 مليون سنة مضت             |
|  |                                                                 |
|  | نحليات أستراليا العملاقة (نحل أستراليا العملاق) ≈مليوني سنة مضت |
|  |                                                                 |

|  | النحلية (دمج نحل العسل، ونحل الوقواق والنحل النجار) ≈87 مليون سنة مضت |
|  |                                                                       |
|  | نحليات قارضة (نحل قارض، وبناء) ≈50 مليون سنة مضت                      |
|  |                                                                       |

|  | نحليات العرق (نحل العرق) ≈50 مليون سنة مضت |
|  | |
|  | \| \| نحليات البوليستر (نحل االبوليستر) ≈25 مليون سنة مضت \| \| \| \| \| \| نحليات أستراليا العملاقة (نحل أستراليا العملاق) ≈مليوني سنة مضت \| \| \| \| |
|  | |
|  | نحليات البوليستر (نحل االبوليستر) ≈25 مليون سنة مضت |
|  | |
|  | نحليات أستراليا العملاقة (نحل أستراليا العملاق) ≈مليوني سنة مضت                                                                                         |
|  | |

|  | نحليات البوليستر (نحل االبوليستر) ≈25 مليون سنة مضت             |
|  |                                                                 |
|  | نحليات أستراليا العملاقة (نحل أستراليا العملاق) ≈مليوني سنة مضت |
|  |                                                                 |

|  | نحليات العرق (نحل العرق) ≈50 مليون سنة مضت |
|  | |
|  | \| \| نحليات البوليستر (نحل االبوليستر) ≈25 مليون سنة مضت \| \| \| \| \| \| نحليات أستراليا العملاقة (نحل أستراليا العملاق) ≈مليوني سنة مضت \| \| \| \| |
|  | |
|  | نحليات البوليستر (نحل االبوليستر) ≈25 مليون سنة مضت |
|  | |
|  | نحليات أستراليا العملاقة (نحل أستراليا العملاق) ≈مليوني سنة مضت                                                                                         |
|  | |

|  | نحليات البوليستر (نحل االبوليستر) ≈25 مليون سنة مضت             |
|  |                                                                 |
|  | نحليات أستراليا العملاقة (نحل أستراليا العملاق) ≈مليوني سنة مضت |
|  |                                                                 |

|  | النحلية (دمج نحل العسل، ونحل الوقواق والنحل النجار) ≈87 مليون سنة مضت |
|  |                                                                       |
|  | نحليات قارضة (نحل قارض، وبناء) ≈50 مليون سنة مضت                      |
|  |                                                                       |

|  | نحليات العرق (نحل العرق) ≈50 مليون سنة مضت |
|  | |
|  | \| \| نحليات البوليستر (نحل االبوليستر) ≈25 مليون سنة مضت \| \| \| \| \| \| نحليات أستراليا العملاقة (نحل أستراليا العملاق) ≈مليوني سنة مضت \| \| \| \| |
|  | |
|  | نحليات البوليستر (نحل االبوليستر) ≈25 مليون سنة مضت |
|  | |
|  | نحليات أستراليا العملاقة (نحل أستراليا العملاق) ≈مليوني سنة مضت                                                                                         |
|  | |

|  | نحليات البوليستر (نحل االبوليستر) ≈25 مليون سنة مضت             |
|  |                                                                 |
|  | نحليات أستراليا العملاقة (نحل أستراليا العملاق) ≈مليوني سنة مضت |
|  |                                                                 |

|  | نحليات العرق (نحل العرق) ≈50 مليون سنة مضت |
|  | |
|  | \| \| نحليات البوليستر (نحل االبوليستر) ≈25 مليون سنة مضت \| \| \| \| \| \| نحليات أستراليا العملاقة (نحل أستراليا العملاق) ≈مليوني سنة مضت \| \| \| \| |
|  | |
|  | نحليات البوليستر (نحل االبوليستر) ≈25 مليون سنة مضت |
|  | |
|  | نحليات أستراليا العملاقة (نحل أستراليا العملاق) ≈مليوني سنة مضت                                                                                         |
|  | |

|  | نحليات البوليستر (نحل االبوليستر) ≈25 مليون سنة مضت             |
|  |                                                                 |
|  | نحليات أستراليا العملاقة (نحل أستراليا العملاق) ≈مليوني سنة مضت |
|  |                                                                 |

|  | النحلية (دمج نحل العسل، ونحل الوقواق والنحل النجار) ≈87 مليون سنة مضت |
|  |                                                                       |
|  | نحليات قارضة (نحل قارض، وبناء) ≈50 مليون سنة مضت                      |
|  |                                                                       |

|  | نحليات العرق (نحل العرق) ≈50 مليون سنة مضت |
|  | |
|  | \| \| نحليات البوليستر (نحل االبوليستر) ≈25 مليون سنة مضت \| \| \| \| \| \| نحليات أستراليا العملاقة (نحل أستراليا العملاق) ≈مليوني سنة مضت \| \| \| \| |
|  | |
|  | نحليات البوليستر (نحل االبوليستر) ≈25 مليون سنة مضت |
|  | |
|  | نحليات أستراليا العملاقة (نحل أستراليا العملاق) ≈مليوني سنة مضت                                                                                         |
|  | |

|  | نحليات البوليستر (نحل االبوليستر) ≈25 مليون سنة مضت             |
|  |                                                                 |
|  | نحليات أستراليا العملاقة (نحل أستراليا العملاق) ≈مليوني سنة مضت |
|  |                                                                 |

|  | نحليات العرق (نحل العرق) ≈50 مليون سنة مضت |
|  | |
|  | \| \| نحليات البوليستر (نحل االبوليستر) ≈25 مليون سنة مضت \| \| \| \| \| \| نحليات أستراليا العملاقة (نحل أستراليا العملاق) ≈مليوني سنة مضت \| \| \| \| |
|  | |
|  | نحليات البوليستر (نحل االبوليستر) ≈25 مليون سنة مضت |
|  | |
|  | نحليات أستراليا العملاقة (نحل أستراليا العملاق) ≈مليوني سنة مضت                                                                                         |
|  | |

|  | نحليات البوليستر (نحل االبوليستر) ≈25 مليون سنة مضت             |
|  |                                                                 |
|  | نحليات أستراليا العملاقة (نحل أستراليا العملاق) ≈مليوني سنة مضت |
|  |                                                                 |

## مواصفات عامة

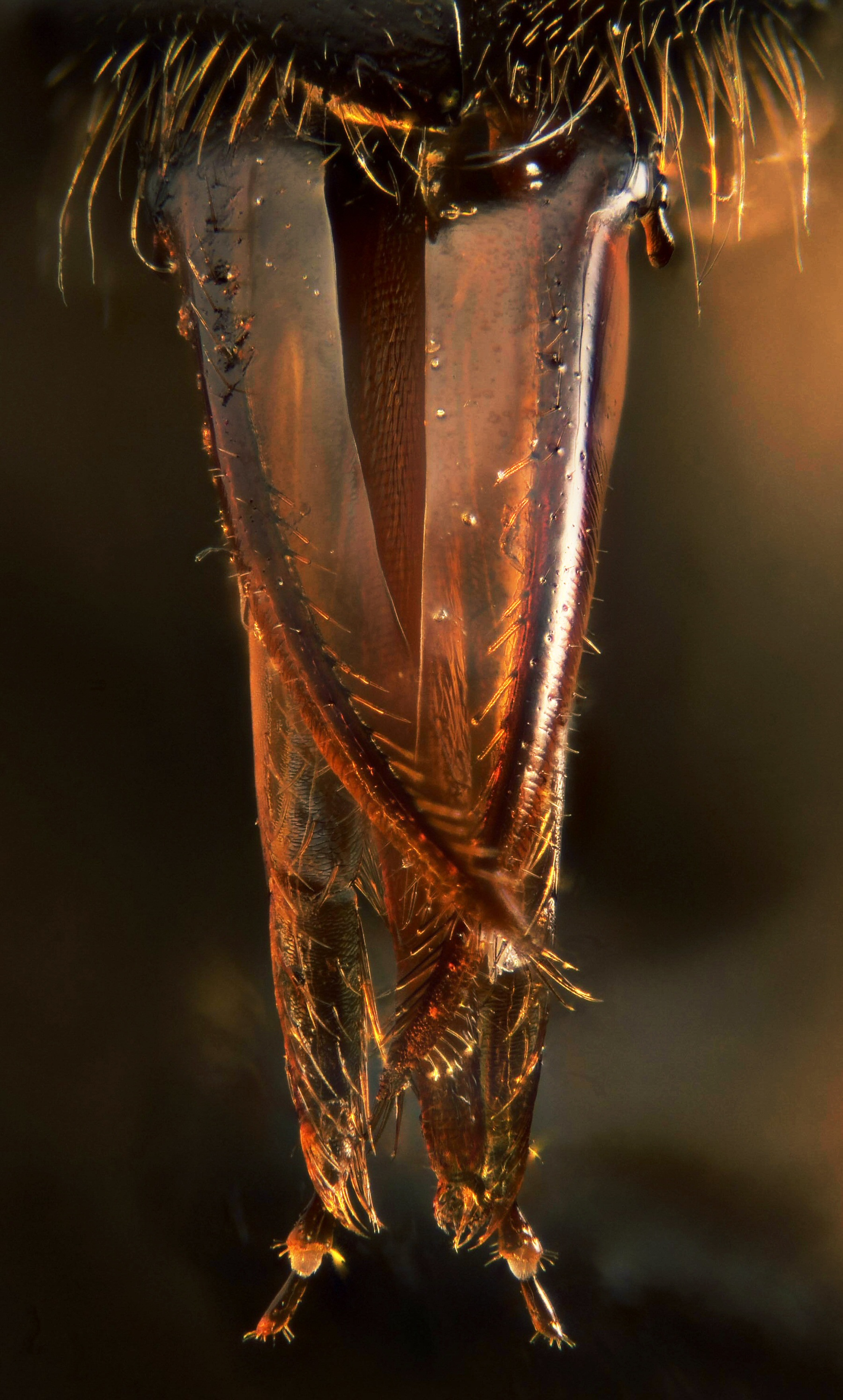
أجزاء الفم الملتفة لنحلة العسل، تظهر الشفة والفك العلوي

يختلف النحل عن المجموعات المرتبطة بها مثل الدبابير من خلال وجود هلبة متفرعة أو شبيهة بالريش، وأمشاط على الأطراف الأمامية لتنظيف قرون الاستشعار، واختلافات تشريحية صغيرة في بنية الأطراف، وتعرق الأجنحة الخلفية؛ وفي الإناث، من خلال تقسيم الصفيحة البطنية الظهرية السابعة إلى نصفين.
يمتلك النحل الخصائص التالية:
- زوج من العيون المركبة الكبيرة التي تغطي معظم سطح الرأس. يوجد بين هذه العيون وفوقها ثلاث عيون صغيرة بسيطة (عوينات) توفر معلومات عن شدة الضوء.
- عادة ما تحتوي قرون الاستشعار على 13 جزءًا في الذكور و 12 في الإناث، وتكون مرفقية، مع وجود جزء من مفصل الكوع على أمتدادها. فهي تضم عدد كبير من أعضاء الحس التي يمكنها اكتشاف اللمس (المستقبلات الميكانيكية) والشم والتذوق؛ ومستقبلات ميكانيكية صغيرة شبيهة بالشعر يمكنها اكتشاف حركة الهواء "لسماع" الأصوات.
- تتكييف أجزاء الفم للمضغ والامتصاص من خلال وجود زوج من الفُكُوك وخرطوم طويل لامتصاص الرحيق.[30]
- يتكون الصدر من ثلاثة أجزاء، لكل منها زوج من الأرجل القوية، وزوج من الأجنحة الغشائية في الجزءين الخلفيين. تحمل الأرجل الأمامية للنحل الحبيبي أمشاطًا لتنظيف قرون الاستشعار، وفي العديد من الأنواع تحمل الأرجل الخلفية سلال حبوب اللقاح، وهي أقسام مفلطحة تحتوي على شعر مقوس لتأمين حبوب اللقاح التي تم جمعها. تتزامن الأجنحة أثناء الطيران، والأجنحة الخلفية الأصغر نوعًا ما تتصل بالأجنحة الأمامية بواسطة صف من الخطافات على طول الهامش الذي يتصل بأخدود في المقدمة.
- يحتوي البطن على تسعة أجزاء، يتغير الجزء الثالث إلى لادغة.[30]

يُعتقد أن أكبر أنواع النحل هي نحلة والاس العملاقة (Megachile pluto)، التي يمكن أن يصل طول إناثها إلى 39 ملم. وأصغر الأنواع قد تكون النحل القزم اللاسع في قبيلة النحل غير اللاسع (Meliponini) التي يبلغ طول عمالها أقل من 2 مم.

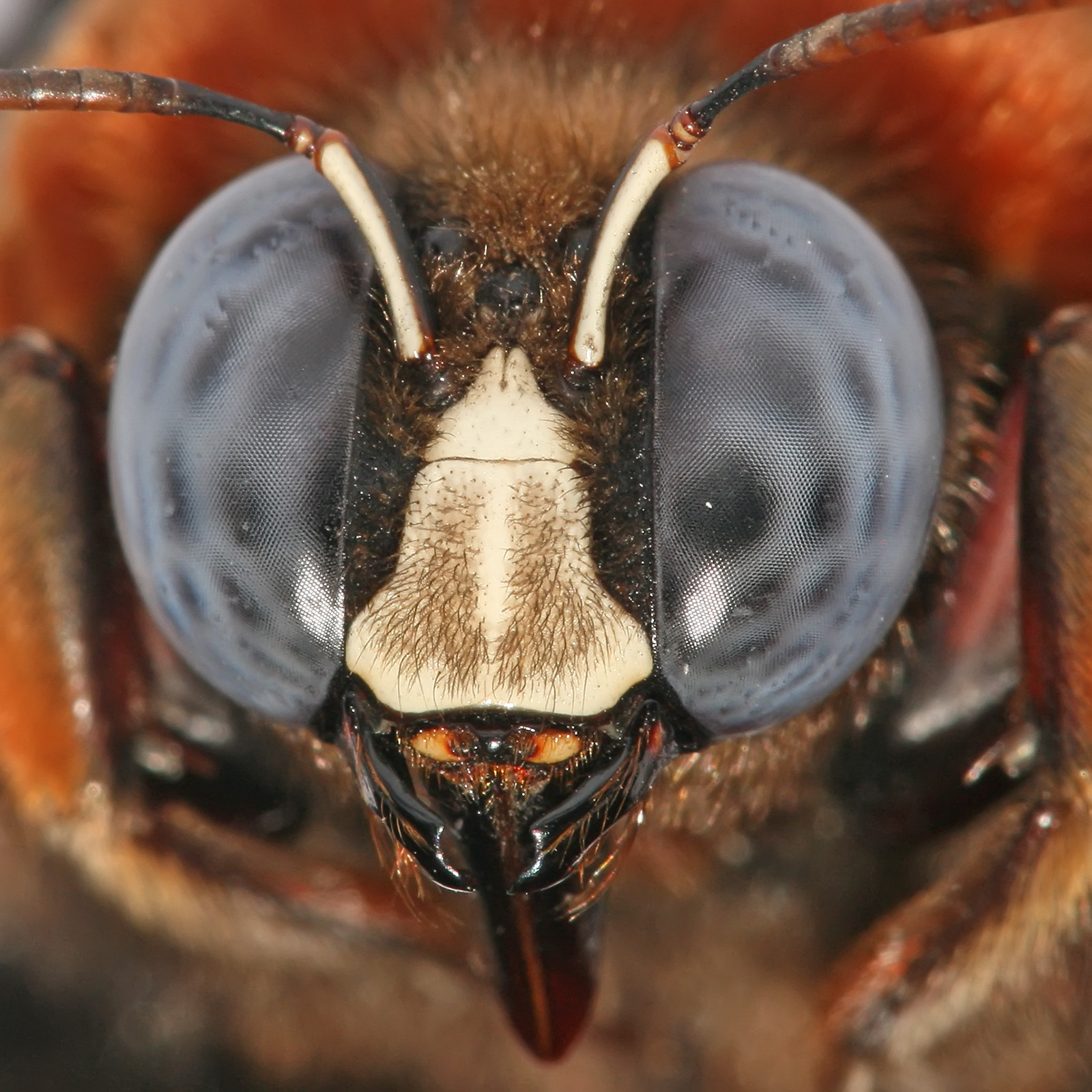
منظر أمامي لذكر النحل النجار، تظهر قرون الاستشعار والعوينات الثلاث والعيون المركبة وأجزاء الفم

## النّشاط الاجتماعيّ

### نظام التكاثر الفرداني الضعفاني

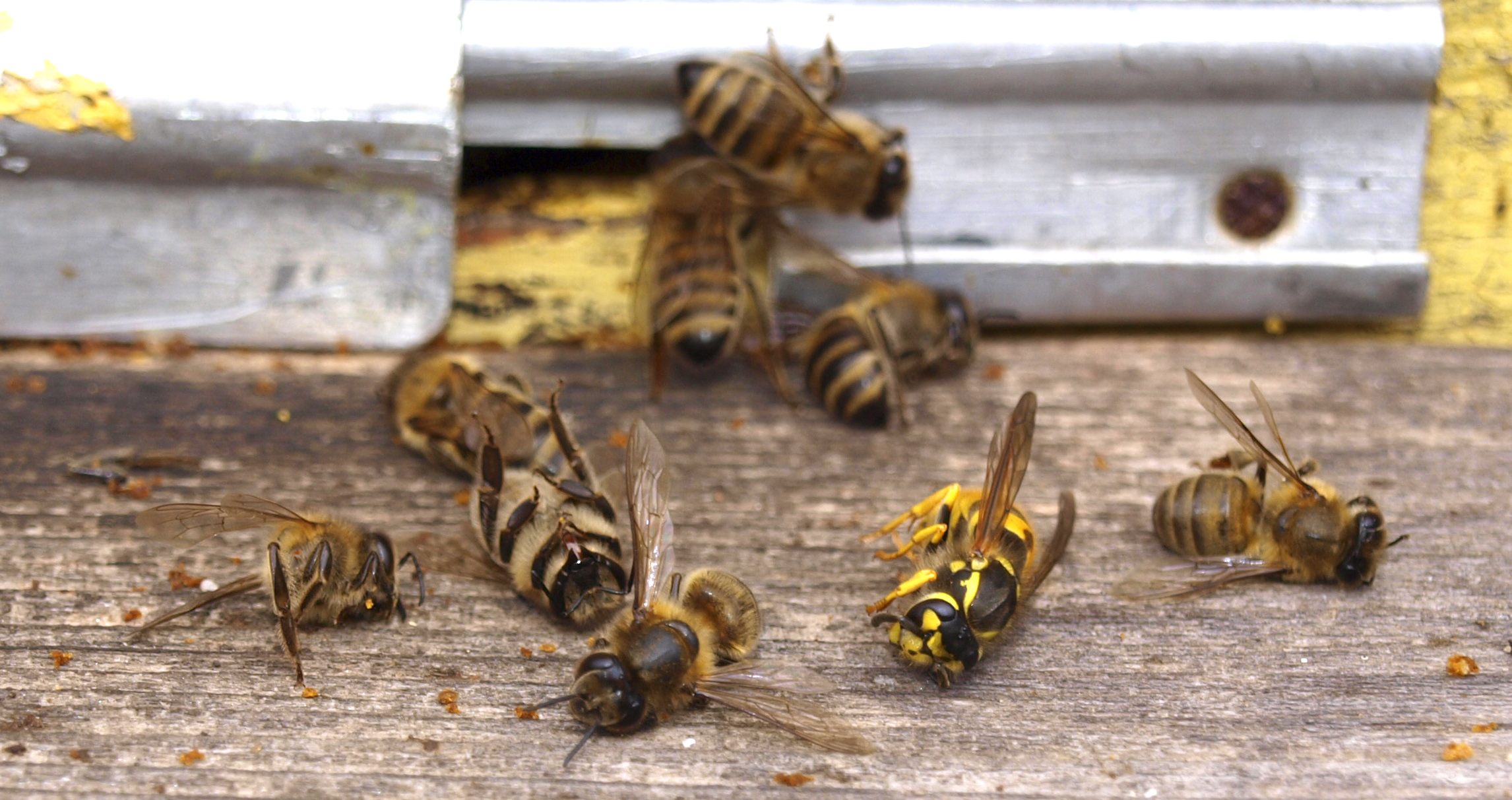
الاستعداد للموت من أجل الأخوات: قُتلت شغالات نحل العسل وهي تدافع عن خليتها ضد دبابير السترة الصفراء، بالإضافة إلى سترة صفراء ميتة. قد يتم تفضيل مثل هذا السلوك الإيثار من خلال نظام تحديد الجنس الفرداني الضعفاني لدى النحل.

وفقًا لنظرية التلاؤم الشامل، فإنه يمكن للكائنات الحية أن تكتسب التلاؤم ليس فقط من خلال زيادة إنتاجها الإنجابي، بل من الأقارب أيضا. ومن الناحية التطورية، يجب على الأفراد مساعدة الأقارب عند التكلفة <العلاقة * المنفعة. يتم تلبية متطلبات الحياة الاجتماعية بسهولة أكبر عن طريق الأنواع الفردانية الضعفانية مثل النحل بسبب هيكل الترابط الغير عادي.
في الأنواع الفردانية الضعفانية تتطور الإناث من البويضات المخصبة والذكور من الغير مخصبة. نظرًا لأن الذكر فرداني (لديه نسخة واحدة فقط من كل جين)، فإن بناته (وهما ضعفانيتن، مع نسختين من كل جين) تشتركان في 100% من جيناته و 50% من جينات أمهاتها. لذلك، فإنهن يتشاركن بـ 75% من جيناتهن مع بعضهن البعض. تؤدي آلية تحديد الجنس هذه إلى ظهور ما أطلق عليه عالم الأحياء ويليام دونالد هاملتون مصطلح "الأخت الخارقة"، أقرب إلى أخواتهن من ارتباطهن بنسلهن. ولا تتكاثر العاملات بالغالب، لكنها يمكنها نقل المزيد من جيناتها من خلال المساعدة في تربية أخواتها (كملكات) أكثر مما يفعلن من خلال الإنجاب (كل واحدة منهن لديها 50% فقط من جيناتهن) ، بافتراض أنهن سينتجن أرقامًا متشابهة. تم اقتراح هذا الموقف غير العادي كتفسير للتطورات المتعددة (تسعة على الأقل) من المعيشة الاجتماعية الحقيقية داخل رتبة غشائيات الأجنحة.
إن الفردانية الضعفانية ليست ضرورية ولا كافية للحياة الاجتماعية. حيث أن بعض الأنواع الاجتماعية كالنمل الأبيض ليست فردانية ضعفانية. وعلى العكس من ذلك فإن جميع النحل فرداني ضعفاني ولكن ليس كل النحل اجتماعي حقيقي، ومن بين الأنواع الاجتماعية تتزاوج العديد من الملكات مع عدة ذكور، مما يخلق أخوات غير شقيقات يتشاركن بـ 25% فقط من جينات بعضهن البعض. لكن أحادية التزاوج (تزاوج الملكات منفردًا) هي حالة موروثة لجميع الأنواع الاجتماعية التي تم بحثها حتى الآن، لذلك فمن المحتمل أن تكون الفردانية الضعفانية قد ساهمت في تطور الحياة الاجتماعية لدى النحل.

### الحياة الاجتماعية الحقيقية

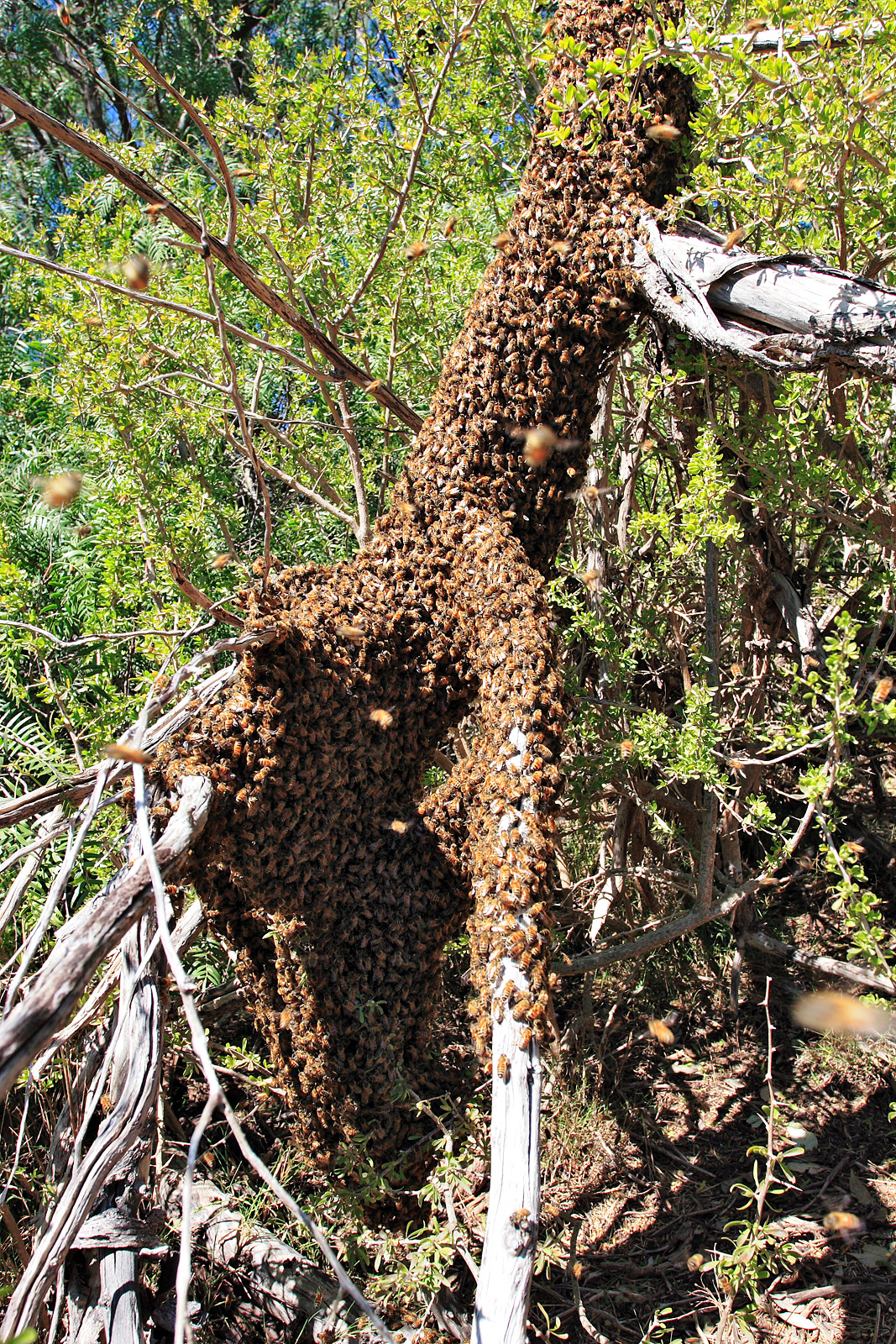
سرب نحل العسل الغربي

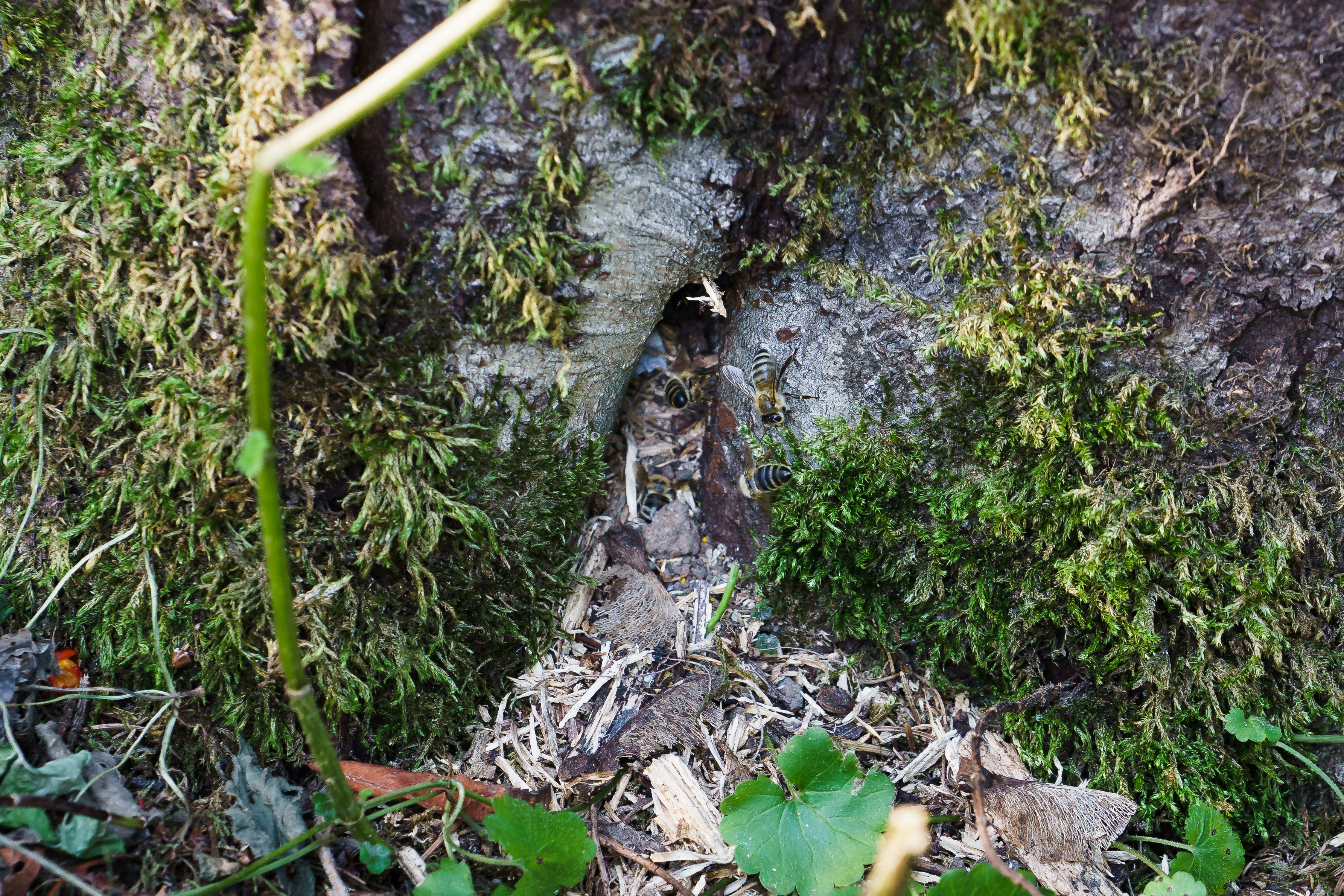
عش نحل العسل الغربي في جذع شجرة الراتينجية الدائحة

قد يكون النحل منعزل أو قد يعيش في أنواع مختلفة من المجتمعات. يبدو أن الحياة الاجتماعية للنحل قد نشأت من ثلاثة أصول مستقلة على الأقل في نحل الھاليكتيد. والأنواع المتقدمة منها تكون في مستعمرات اجتماعية؛ وتتميز برعاية حضنة تعاونية وتقسيم العمل إلى بالغين إنجابيين وغير إنجابيين، بالإضافة إلى تداخل الأجيال. ويؤدي تقسيم العمل هذا إلى إنشاء مجموعات متخصصة داخل المجتمعات التي تسمى الطوائف. في بعض الأنواع، قد تكون مجموعات الإناث المتعايشات أخوات، وإذا كان هناك تقسيم للعمل داخل المجموعة، فإنهن يعتبرن شبه اجتماعيات. وتُسمى المجموعة اجتماعية عليا إذا كانت تتكون من الأم (الملكة) وبناتها (العاملات). وعندما تكون الطوائف عبارة عن بدائل سلوكية بحتة، مع عدم وجود تمايز شكلي غير الحجم، يعتبر النظام اجتماعي بدائي، كما هو الحال في العديد من دبابير الورق؛ وعندما تكون الطوائف منفصلة شكليا، يعتبر النظام اجتماعي بشكل عالي.
نحل العسل الحقيقي (المعروف منها ثمانية أنواع فقط) ذات حياة اجتماعية عالية جدا، ومن بين أفضل الحشرات المعروفة. تتشكل مستعمراتهم بواسطة التطريد، حيث تتكون من ملكة والآلاف من العاملات. هناك 29 نويعًا لأحد هذه الأنواع، وهو نحل العسل الغربي، الذي يستوطن في أوروبا والشرق الأوسط وأفريقيا. ونحل العسل الإفريقي سلالة هجينة من نحل العسل الغربي التي هربت من تجارب التهجين للأنواع الفرعية الأوروبية والأفريقية؛ وهي دفاعية للغاية.
يعتبر النحل غير اللاسع ذات حياة اجتماعية عالية جدا أيضًا. فهي تمارس الإمداد الجماعي، وبناء عش معقد ومستعمرات متينة يتم إنشاؤها أيضًا عن طريق التطريد.

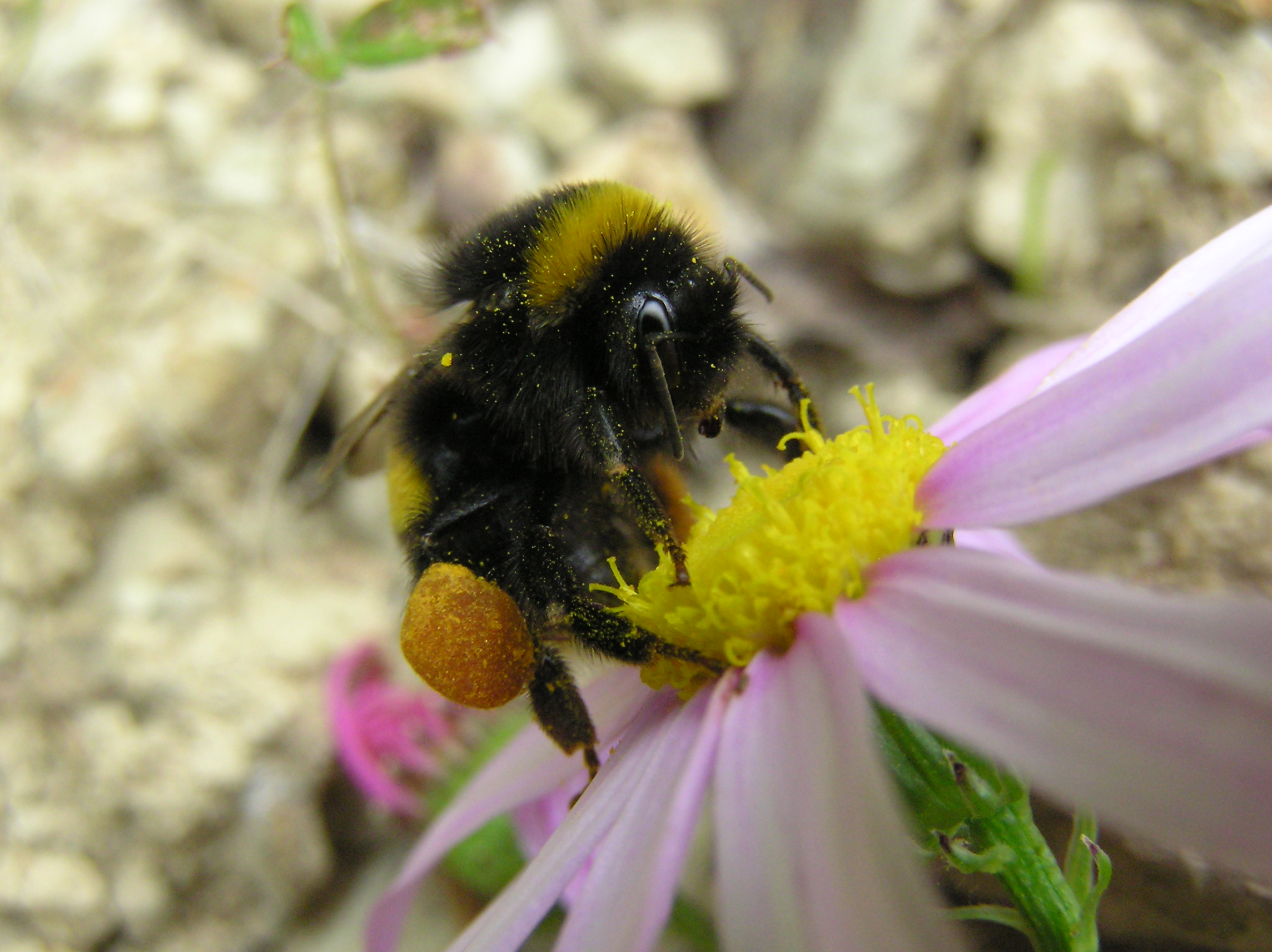
نحلة طنانة تحمل حبوب اللقاح في سلال اللقاح الخاصة بها

يعتبر النحل الطنان من النوع الاجتماعي، وكما في فصيلة لزنابير الاجتماعي مثل الدبابير فإن الملكة تبني العش بمفردها. وتحتوي مستعمرات النحل الطنان عادة ما بين 50 إلى 200 نحلة في قمة تعدادها، والذي عادة ما يكون في منتصف وأواخر الصيف. وبنية العش بسيطة، ومحدودة بحجم تجويف العش الموجود مسبقًا، ونادرًا ما تستمر المستعمرات لأكثر من عام. في عام 2011، أنشأ الاتحاد الدولي لحفظ الطبيعة مجموعة متخصصة للنحل الطنان لمراقبة حالة التهديد لجميع أنواع النحل الطنان في جميع أنحاء العالم باستخدام معيار القائمة الحمراء للأنواع المهددة بالانقراض.
يوجد العديد من أنواع النحل الاجتماعي البدائي أكثر من أنواع النحل الاجتماعي الأعلى، لكن دراستها قد تمت بشكل أقل. ومعظمها ينتمي إلى فصيلة نحليات العرق (Halictidae). ومستعمراتها عادة ما تكون صغيرة، مع متوسط 12 أو أقل من العاملات. وتختلف الملكات عن العاملات في الحجم فقط، هذا إن كان هناك اختلاف بالأصل. ومعظم الأنواع لديها دورة مستعمرة موسمية واحدة، حتى في المناطق الاستوائية، ولا تدخل سوى الإناث المتزاوجة في حالة سبات. بعض الأنواع لها مواسم نشاط طويلة وتصل إلى أحجام مستعمرات إلى المئات، مثل نحل العرق هيسبيروس (Halictus hesperus). تكون بعض الأنواع اجتماعية في أجزاء من نطاقها ومنعزلة في مناطق أخرى، أو لديها مزيج من الأعشاش الاجتماعية والانفرادية في نفس المجموعة. يتضمن نحل السحلب من الفصيلة النحلية بعض الأنواع البدائية ذات البنية البيولوجية المشابهة. يشكل بعض نحل الألودابين (Allodapini) من الفصيلة النحلية مستعمرات اجتماعية بدائية، مع الخبرة في الإمداد بغذاء اليرقات على طول فترة زمنية، كما هو الحال في نحل العسل وبعض النحل الطنان.

### النحل الإجتماعي والانفرادي

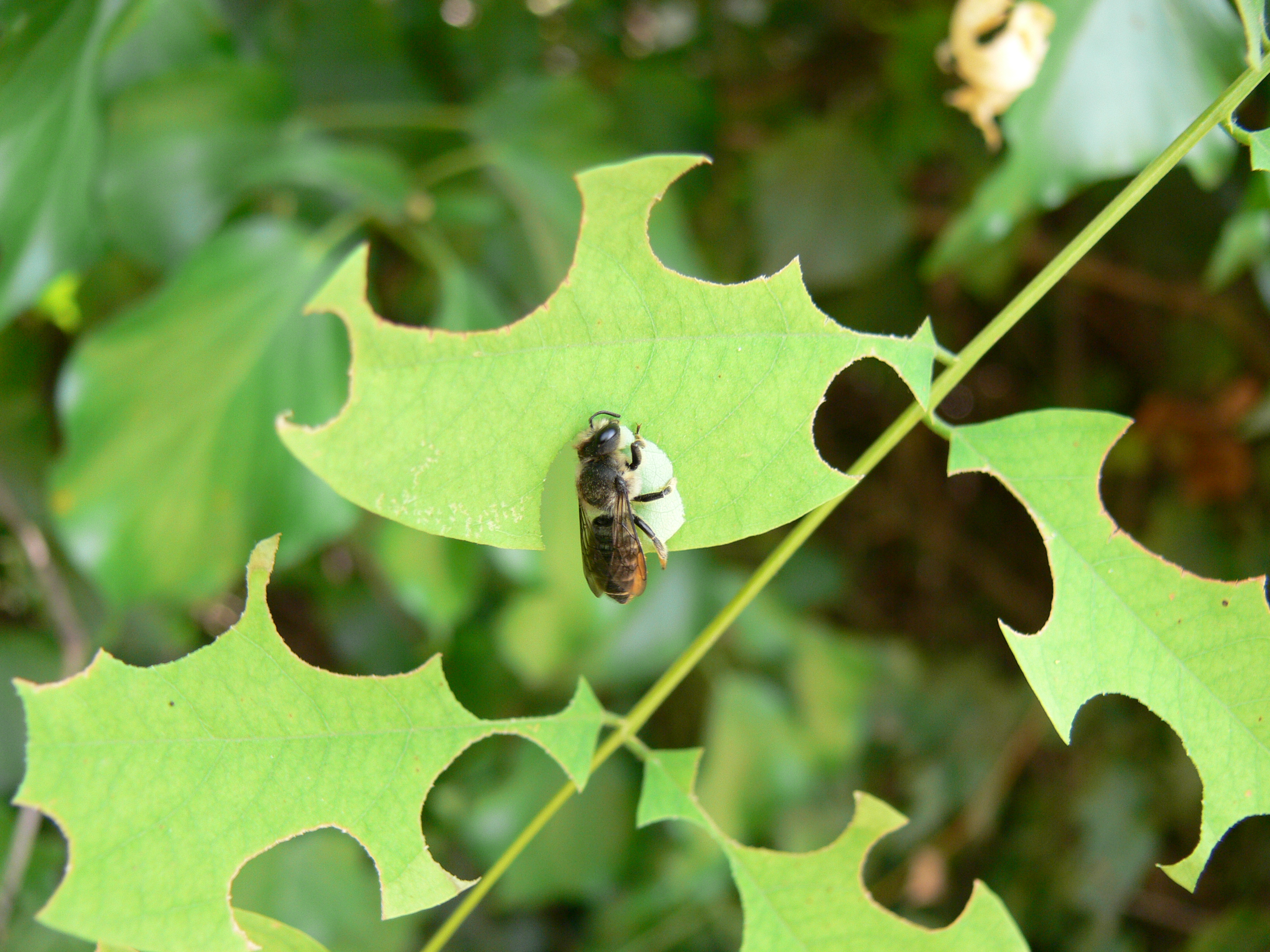
نحلة تقطع الأوراق، نحلة تقطيع أوراق البرسيم (Megachile rotundata)، تقطع دوائر من أوراق السنط

معظم النحل الآخر، والحشرات المألوفة كالنحل النجار، والنحل القارض، والنحل البناء، يكون انفراديًا بمعنى أن كل أنثى تكون مخصبة، وتعيش في عش تبنيه بنفسها. وكذلك لا يوجد تقسيم للعمل، لذا تفتقر أعشاش هذه الأنواع إلى الملكات والعاملات. والنحل الانفرادي عادة لا ينتج العسل ولا شمع العسل. تقوم النحلات بجمع حبوب اللقاح لإطعام صغارها، ولديها التكيفات اللازمة للقيام بذلك. ومع ذلك، فإن بعض أنواع الدبابير مثل دبابير حبوب اللقاح (Masarinae) لها سلوكيات مماثلة، وبعض أنواع النحل قمامة تتغذى على الجثث لإطعام صغارها. ويعتبر النحل الانفرادي من الملقحات المهمة؛ حيث يجمع حبوب اللقاح لتزويد أعشاشهم بالطعام. ويتم مزجه مع الرحيق لتكوين قوام يشبه المعجون. لدى بعض النحل الانفرادي بنية متقدمة لتحمل حبوب اللقاح على أجسامهم. وتتم تربية أعداد قليلة جدًا من أنواع النحل الانفرادي للتلقيح التجاري. وتنتمي معظم هذه الأنواع إلى مجموعة متميزة من الأجناس المعروفة عادة من خلال سلوك التعشيش، وهي:
النحل النجار، النحل العرقي، النحل البناء، النحل الجصاص، نحل قرع، النحل النجار القزم، النحل القارض، النحل القلوي والنحل الحفار.

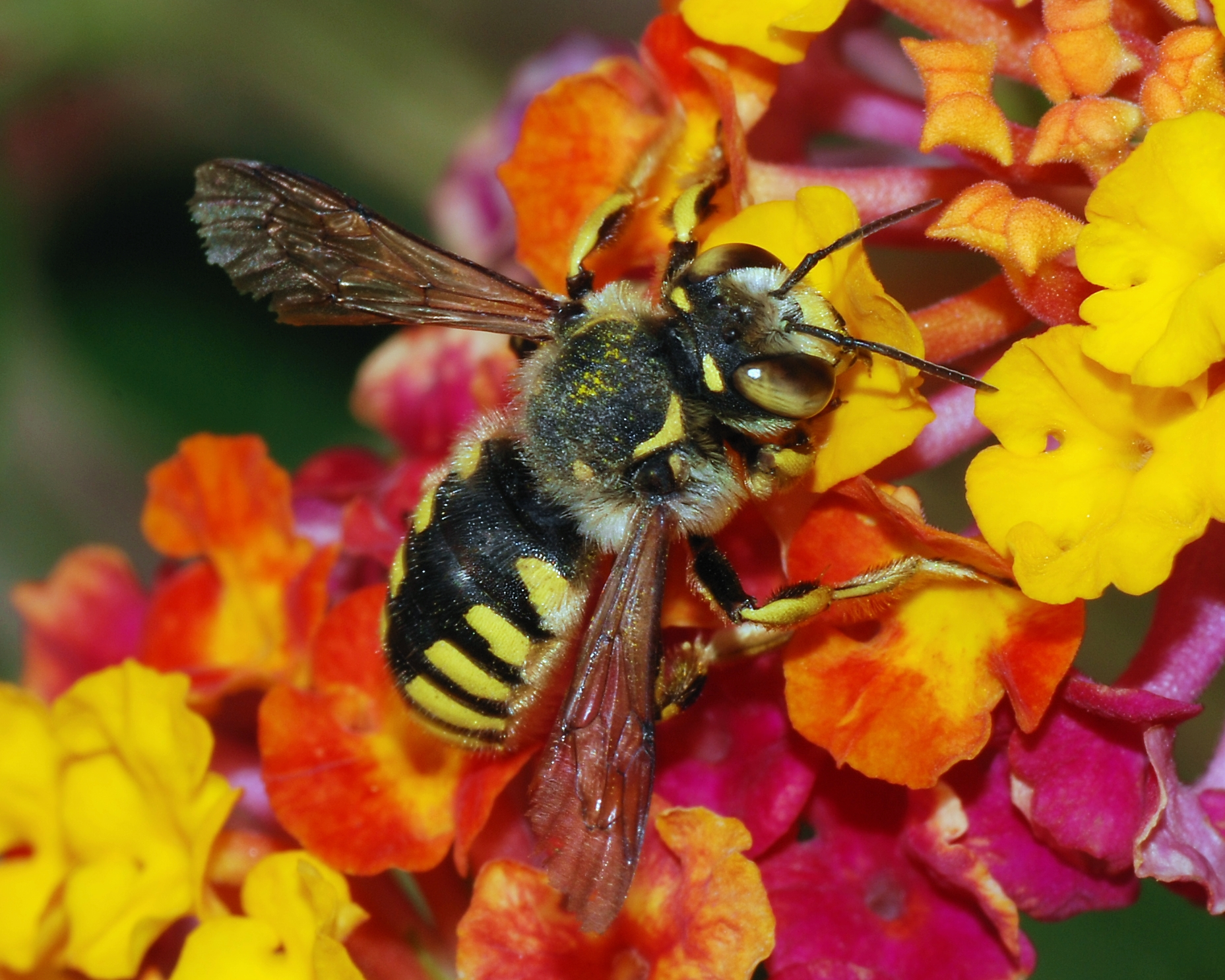
نحلة منفردة، أنثيديوم فلورنتينوم (Anthidium florentinum) من فصيلة النحليات القارضة على نبات الحشف

معظم النحل الانفرادي حفار، حيث يحفر عشه في الأرض في تربة وظروف متنوعة، بينما يبني البعض الآخر أعشاشًا في القصب المجوف أو الأغصان، أو ثقوب الخشب. وتقوم الأنثى عادةً بإنشاء حجرة ("خلية") تحتوي على بيضة وبعض المؤن لليرقة، ثم تغلقها. وقد يتكون العش من عدة خلايا. عندما يكون العش في الخشب، عادةً ما يحتوي المكان الأخير (الأقرب إلى المدخل) على بيض ستنتج ذكورًا. لا تقوم البالغة بتوفير الرعاية للحضنة بمجرد وضع البيضة، وعادةً ما تموت بعد بناء عش واحد أو أكثر. ويخرج الذكور أولاً حيث يصبحون جاهزين للتزاوج عندما تظهر الإناث. النحل الانفرادي لا يلسع (فقط للدفاع عن النفس، إن حدث ذلك).

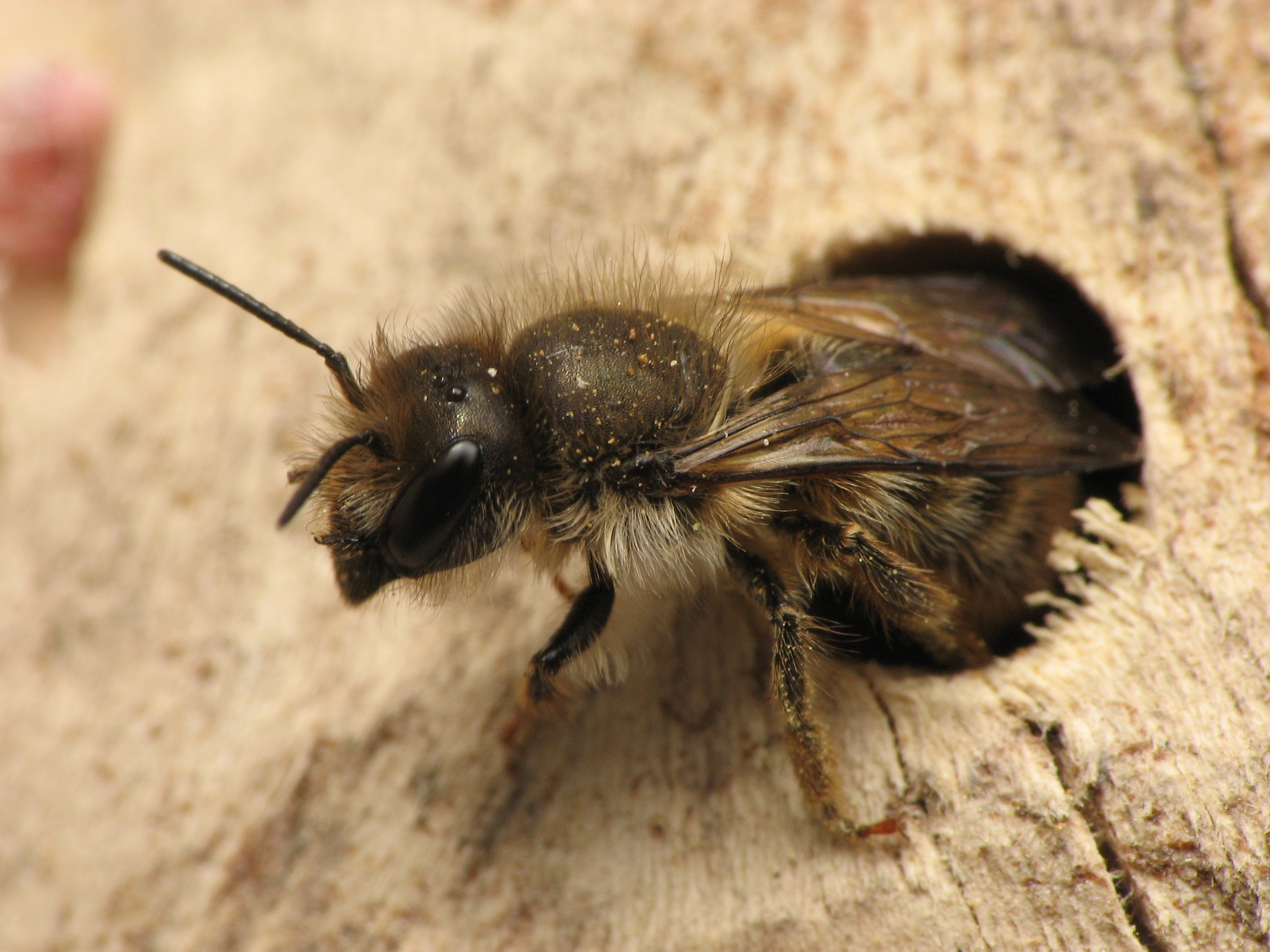
النحلة البناءة ذات الوجه القرني تعشش في حفرة في الخشب الميت. وغالبًا ما يتم بيع "فنادق" النحل لهذا الغرض.

بينما يكون النحل منفرد فإن الإناث تصنع كل منها أعشاشًا فردية. وبعض الأنواع، مثل النحل البناء الأوروبي (Hoplitis anthocopoides)، ونحلة الجحور داوسون (Amegilla dawsoni)، اجتماعية قطيعية، وتفضل بناء أعشاش بالقرب من الأنواع الأخرى من نفس النوع، وتعطي مظهرًا اجتماعيًا. تسمى المجموعات الكبيرة من أعشاش النحل المنفردة بالتجمعات، لتمييزها عن المستعمرات. وفي بعض الأنواع، تتشارك عدة إناث في عش مشترك، لكن كل واحدة منها تصنع خلاياها الخاصة وتغذيها بشكل مستقل. ويُطلق على هذا النوع من المجموعات اسم "المجتمعي أو الطائفي" وهو أمر شائع. ويبدو أن الميزة الأساسية هي أنه من الأسهل الدفاع عن مدخل العش من الحيوانات المفترسة والطفيليات عندما تستخدم عدة إناث نفس المدخل بانتظام.

## البيولوجيا

### دورة الحياة
تتضمن دورة حياة النحلة، سواء كانت الانفرادي أو الاجتماعي، وضع بيضة، ثم تتطور إلى يرقة ثم إلى عذراء بلا أرجل من خلال عدة انسلاخات، وهي مرحلة التشرنق حيث تخضع الحشرة للتطور الكامل، يليها ظهور حشرة مجنحة بالغة. يمكن أن يتراوح عدد البيض الذي تضعه الأنثى خلال حياتها من ثمانية أو أقل في بعض النحل الانفرادي، وإلى أكثر من مليون في الأنواع الاجتماعية. فترة الشتاء يعيش معظم النحل الانفرادي والنحل الطنان في سبات خلال مرحلة البلوغ أو الشرانق، ثم يظهر في الربيع عندما تتفتح النباتات المزهرة. وعادة ما يخرج الذكور أولاً ليبحثون عن الإناث للتزاوج. وكما في الأعضاء الأخرى في غشائيات الأجنحة، فإن النحل متعدد الصبغيات؛ حيث يتم تحديد جنس النحلة من خلال ما إذا كانت البويضة مخصبة أم لا. بعد التزاوج، تقوم الأنثى بتخزين الحيوانات المنوية، وتحديد الجنس المطلوب في وقت وضع كل بويضة على حدة، حيث تنتج البويضات المخصبة ذرية إناث، والبويضات غير المخصبة ذكورًا. قد يكون للنحل الاستوائي عدة أجيال في السنة ولا توجد مرحلة استكنان.
تكون البيضة عمومًا مستطيلة ومنحنية قليلاً ومستدقة من أحد طرفيها. ويضع النحل الانفرادي كل بيضة في خلية منفصلة مع كمية من حبوب اللقاح والرحيق المختلط بجانبها. وقد يتم دحرجتها في شكل حبيبات أو وضعها في كومة تسمى بالتموين المتكتل. ولدى أنواع النحل الاجتماعي الخبرة في الإمداد بغذاء اليرقات بانتظام على طول فترة نموها. ويختلف العش في النحل الانفرادي من ثقب في الأرض أو في الخشب، إلى هيكل كبير به أمشاط شمعية في النحل الطنان ونحل العسل.
في معظم الأنواع، تكون اليرقات بيضاء، وبيضاوية الشكل ومدببة عند كلا الطرفين. لديها 15 فص وفي كل فص متنفس. ليس لها أرجل ولكنها تتحرك داخل الخلية بمساعدة درنات على جوانبها. ولديها قرون قصيرة على الرأس، وفكين لمضغ الطعام، وزوائد مائلة بشعيرات على جانبي الفم. وتوجد غدة تحت الفم تفرز سائلًا لزجًا يتصلب في الحرير الذي تستخدمه في إنتاج الشرنقة. الشرنقة شبه شفافة ويمكن رؤية الخادرة من خلالها. وعلى مدار بضعة أيام، تمر اليرقة بمرحلة الاستحالة ثم إلى نحلة بالغة مجنحة. عندما تكون النحلة البالغة جاهزة للظهور، ينقسم جلدها ظهريًا وتبرز من السلاخ وتخرج من الخلية.

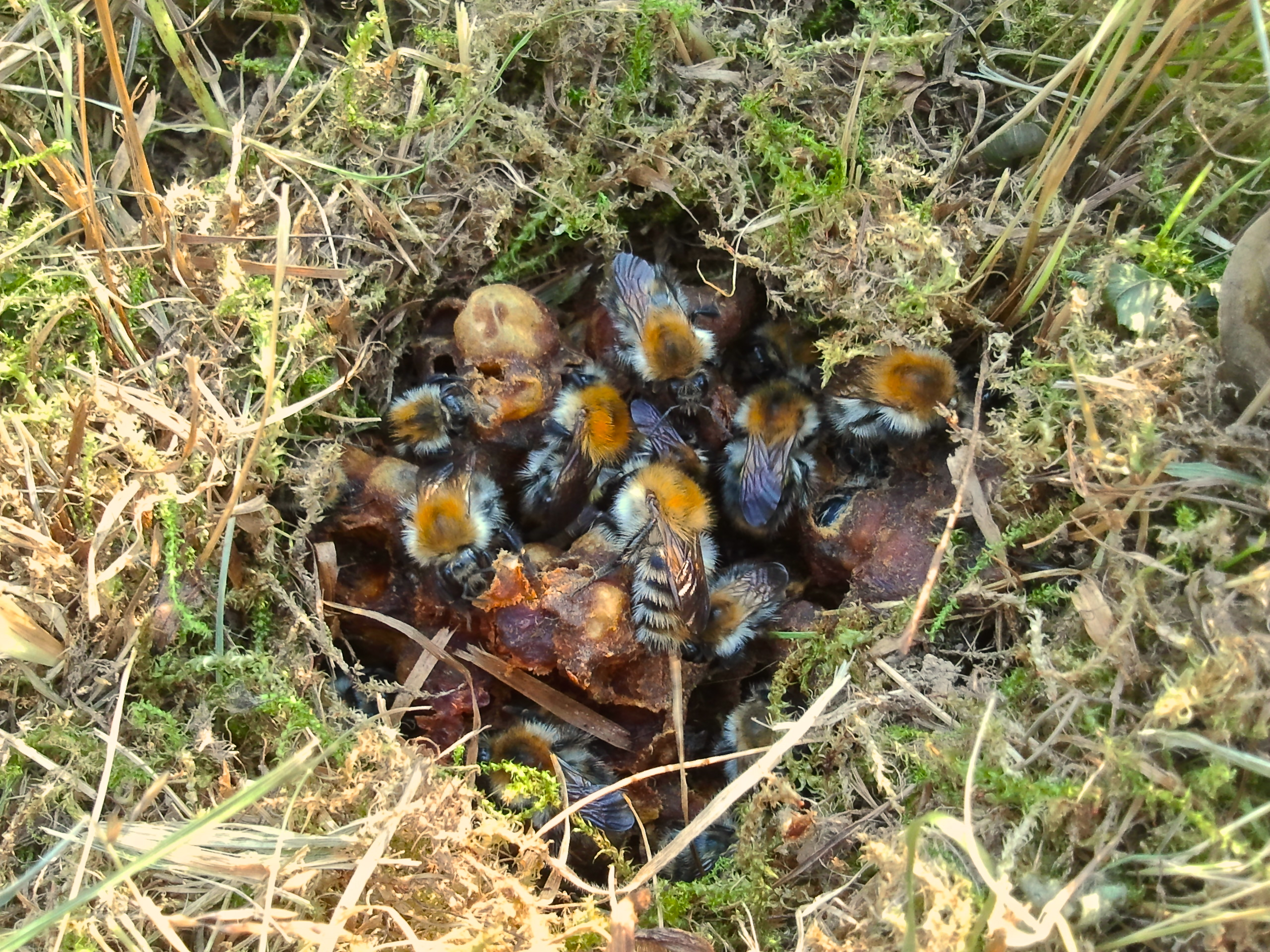
قفير نحلة كاردر الطنانة الشائعة، تمت إزالة المظلة الشمعية لإظهار الشغالات المجنحة والعذارى موضوعة في خلايا شمعية بشكل غير منتظم.
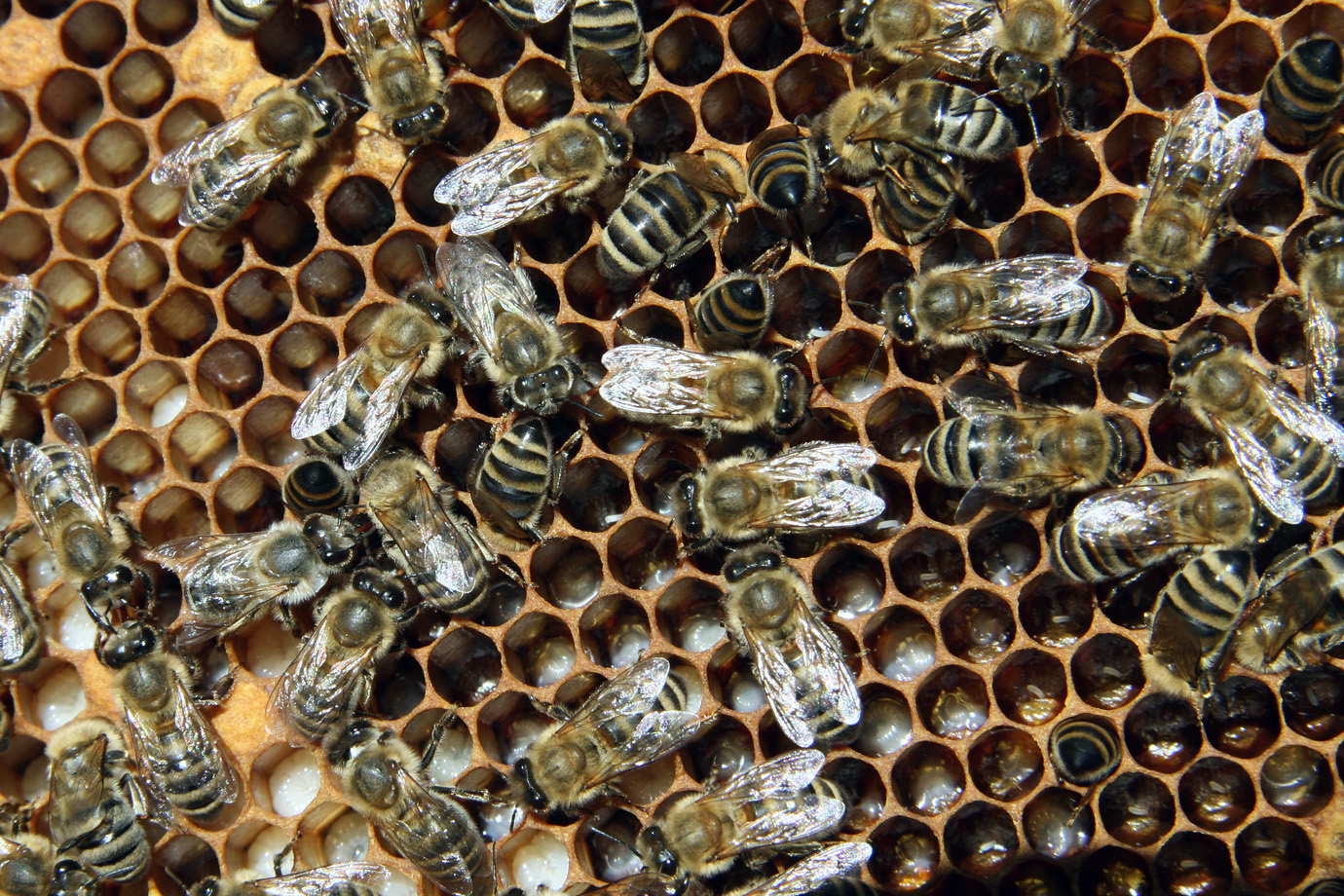
نحل العسل على قرص حضنة مع البيض واليرقات في الخلايا.

### الطيران

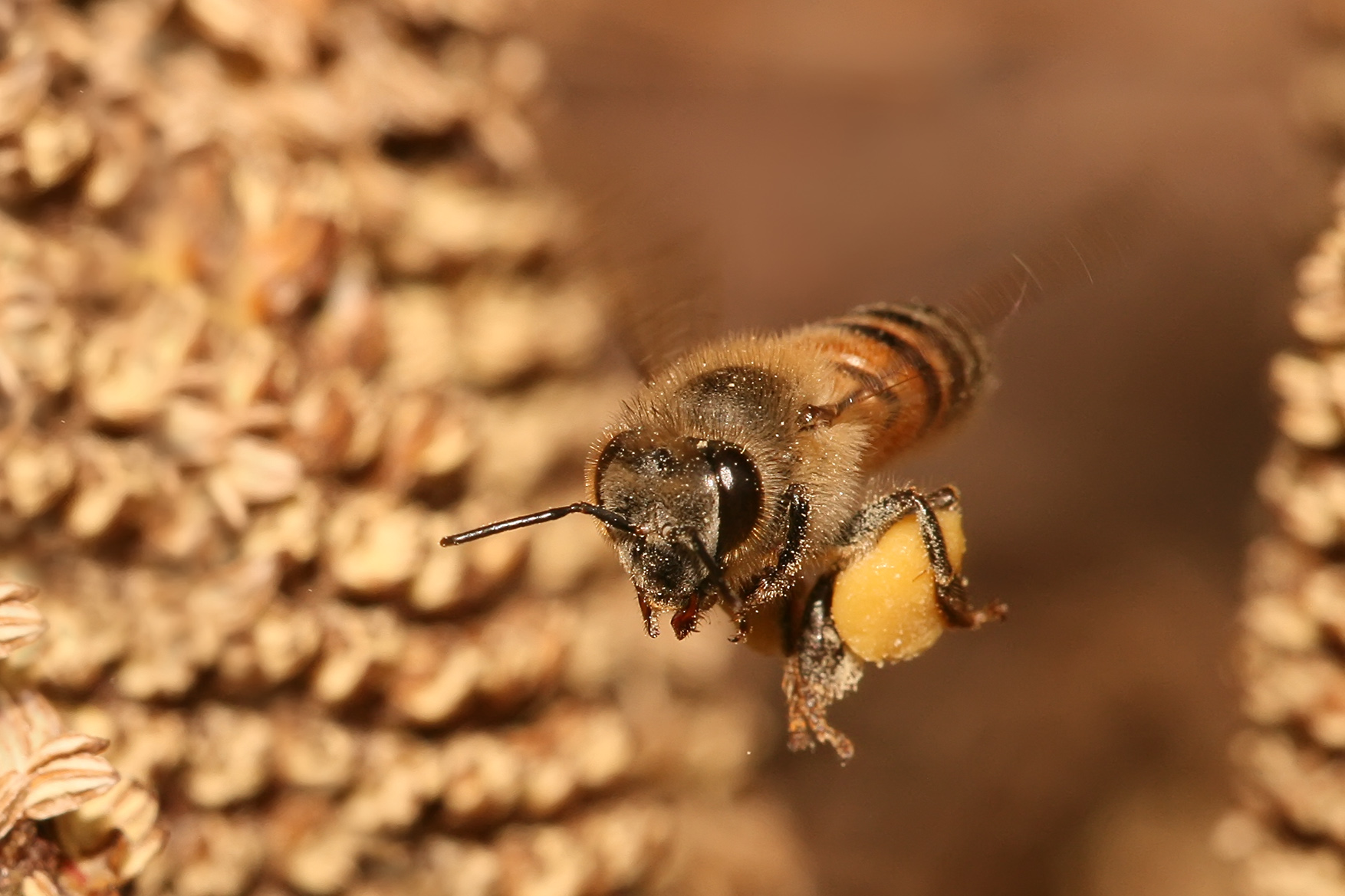
نحلة العسل أثناء الطيران تحمل حبوب اللقاح في سلة حبوب اللقاح.

يقول عالم الحيوان أنطوان ماجنان في كتابه "طيران الحشرات" (Le vol des insectes) الصادر عام 1934 إنه قد طبق مع أندريه سانت لاجو معادلات مقاومة الهواء على الحشرات ووجدا أن رحلتها لا يمكن تفسيرها بحسابات الأجنحة الثابتة، ولكن "لا ينبغي لأحد أن يتفاجأ بأن نتائج الحسابات لا تتوافق مع الواقع". وقد أدى هذا إلى مفهوم خاطئ شائع مفاده أن النحل "ينتهك النظرية الديناميكية الهوائية". في الواقع، فهو يؤكد فقط أن النحل لا يطبق الطيران بأجنحة ثابتة، وأن طيرانه يتم تفسيره بواسطة آليات أخرى، كتلك التي تستخدمها المروحيات. وفي عام 1996 تبين أن الدوامات التي تخلقها أجنحة العديد من الحشرات تساعد على توفير الرفع. وقد أظهر التصوير السينمائي العالي السرعة والنموذج الآلي لجناح النحلة أن الصعود للاعلى يتم من خلال "مزيج استثنائي من ضربات الجناح القصيرة والمتقطعة، مع دوران سريع للجناح أثناء تقلبه وعكس اتجاهه، وتردد ضربات الجناح سريع جدًا". يزداد تردد ضربات الجناح عادة مع انخفاض الحجم، ولكن بما أن ضربات جناح النحلة تغطي هذا القوس الصغير، فإنها ترفرف حوالي 230 مرة في الثانية، أي أسرع من ذبابة الفاكهة (200 مرة في الثانية) والتي أصغر بـ 80 مرة.

### الملاحة، والاتصالات، والبحث عن الغذاء

اكتشف كارل فون فريش (1953) أن شغالات نحل العسل يمكنها التنقل، مشيرة إلى نطاق واتجاه الطعام للشغالات الأخرى برقصة اهتزازية.

درس عالم السلوك الحيواني كارل فون فريش الملاحة في نحل العسل. وبين أن نحل العسل يتواصل من خلال رقصة الاهتزاز، حيث يشير العامل إلى موقع مصدر الغذاء للعمال الآخرين في القَفَير. وقد أثبت أن النحل يمكنه التعرف على اتجاه البوصلة المطلوب بثلاث طرق مختلفة: إما بواسطة الشمس، أو نمط استقطاب السماء الزرقاء، أو المجال المغناطيسي للأرض. وتبين أن الشمس هي البوصلة المفضلة أو الرئيسية؛ وأما الآليات الأخرى فيتم استخدامها عندما تتلبد السماء بالغيوم أو عندما تكون داخل قفير مظلمة. ويتنقل النحل باستخدام الذاكرة المكانية من خلال "تنظيم غني يشبه الخريطة".

### الهضم
تعتبر أمعاء النحل بسيطة نوعا ما، ولكن توجد استراتيجيات استقلابية متعددة في ميكروبيوتات الأمعاء. ويستهلك النحل الملقّح الرحيق وحبوب اللقاح، وهذ الأمر يتطلب استراتيجيات هضم مختلفة بواسطة بكتيريا متخصصة إلى حد ما. في حين أن الرحيق هو سائل يتكون في الغالب من السكريات الأحادية ويمكن امتصاصها بسهولة، وحبوب اللقاح تحتوي على السكريات المعقدة: البكتينوالهيميسيلولوز المتفرعة. وتشارك في عملية الهضم حوالي خمس مجموعات من البكتيريا. ثلاث مجموعات متخصصة في السكريات البسيطة (عصية لبنية ومجموعتان من Lactobacillus)، والمجموعتان الأخريان في السكريات المعقدة (الغيلياملا وبيفيدوباكتيريوم). ويسيطر على هضم البكتين والهيميسليلوز الفرع الحيوي البكتيرية الغيلياملا وبيفيدوباكتيريوم على التوالي. البكتيريا التي لا تستطيع هضم السكريات المتعددة تحصل على الإنزيمات من الجوار، والبكتيريا التي تفتقر إلى بعض الأحماض الأمينية تفعل الشيء نفسه، مما يخلق مثوى بيئي متعدد.
على الرغم من أن معظم أنواع النحل راحقة وآكلة حبوب اللقاح، إلا أن بعضها ليس كذلك. فالنحل النسر من جنس (Trigona) يعتبر شاذا، فهو يأكل الجيف ويأكل حضنة الدبابير، ويحول اللحوم إلى مادة تشبه العسل.

## الإيكولوجيا

### العلاقة مع الأزهار

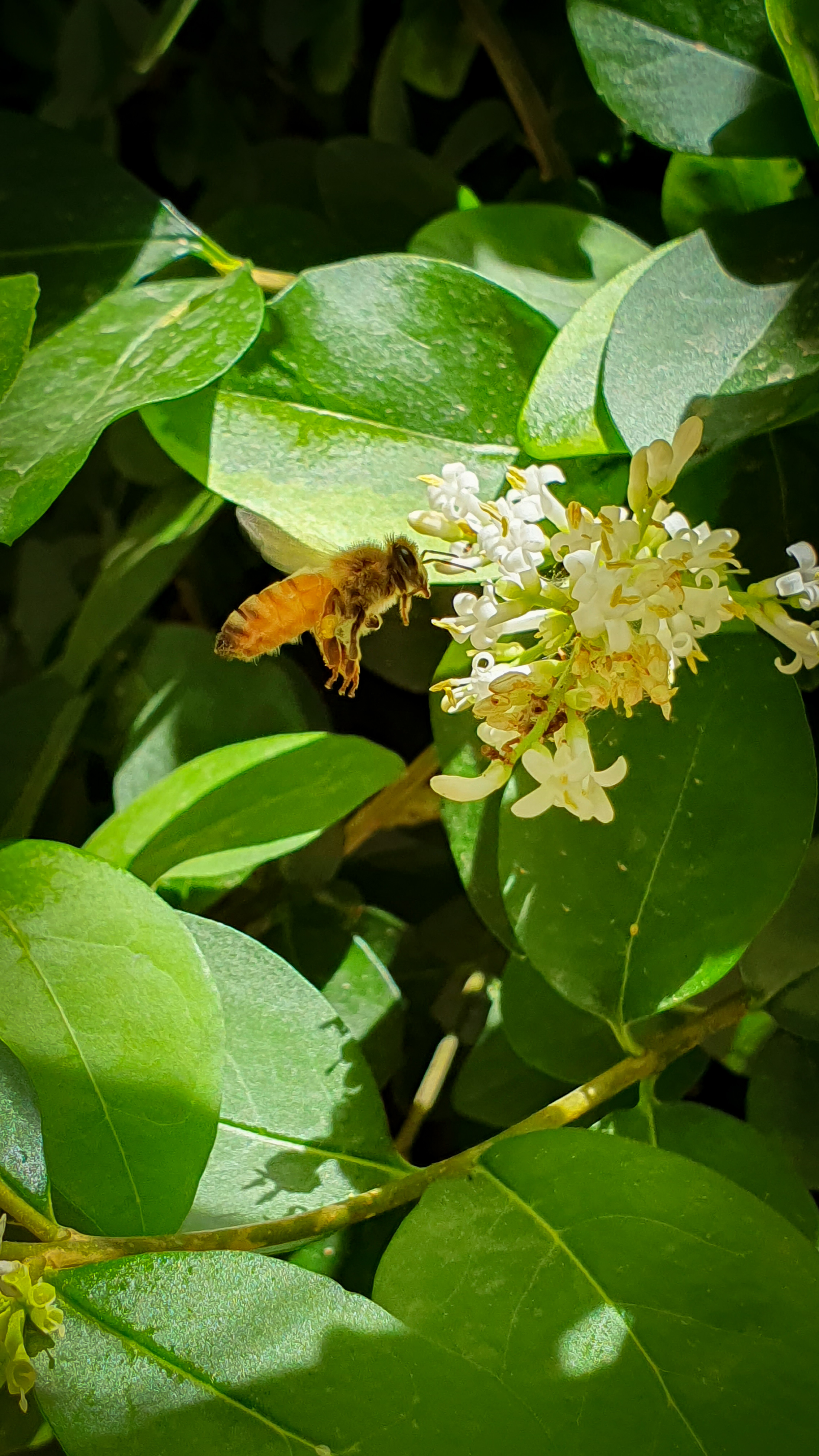
نحلة أمام زهرة

يعتبر معظم النحل متعدد الجمع (لا اختصاصيّ) مما يعني أنه يجمع حبوب اللقاح من مجموعة متعددة من النباتات المزهرة، ولكن البعض من النحل قليلة الجمع (متخصصة)، حيث أنها تجمع حبوب اللقاح فقط من نوع واحد أو عدد قليل من الأنواع أو أجناس النباتات المتعلقة بها. ونجد في فصيلتي الميليتيدية و النحلية عددًا قليلًا من الأجناس متخصصة كثيرًا في جمع الزيوت النباتية بالإضافة إلى الرحيق أو بدلاً منه، والذي يتم خلطه مع حبوب اللقاح كغذاء لليرقات. في بعض الأنواع يقوم ذكر نحل السحلب بجمع المركبات العطرية من نباتات السحلب، وهي أحد الحالات القليلة التي يكون فيها ذكر النحل ملقح فعال. يستطيع النحل استشعار وجود الزهور المرغوبة من خلال الزخرفة فوق البنفسجية على الزهور، وروائح الأزهار، وحتى المجالات الكهرومغناطيسية. وبمجرد عودتها، تستخدم النحلة نوعية الرحيق وطعم حبوب اللقاح لتحديد ما إذا كانت ستستمر في زيارة الزهور المماثلة.
في حالات نادرة، قد يتم تلقيح الأنواع النباتية بفعالية فقط بواسطة نوع واحد من النحل، وبعض النباتات مهددة بالانقراض جزئيًا لأن ملقحاتها مهددة أيضًا. ولكن هناك ميل واضح لارتباط نحل الملقحات المتخصصة بالنباتات الشائعة المنتشرة والتي تزورها أنواع متعددة من الملقحات. على سبيل المثال، ترتبط شجيرة حشيشة الشحم في الأجزاء القاحلة من جنوب غرب الولايات المتحدة بحوالي 40 من الملقحات المتخصصة.

### التقليد والمحاكاة

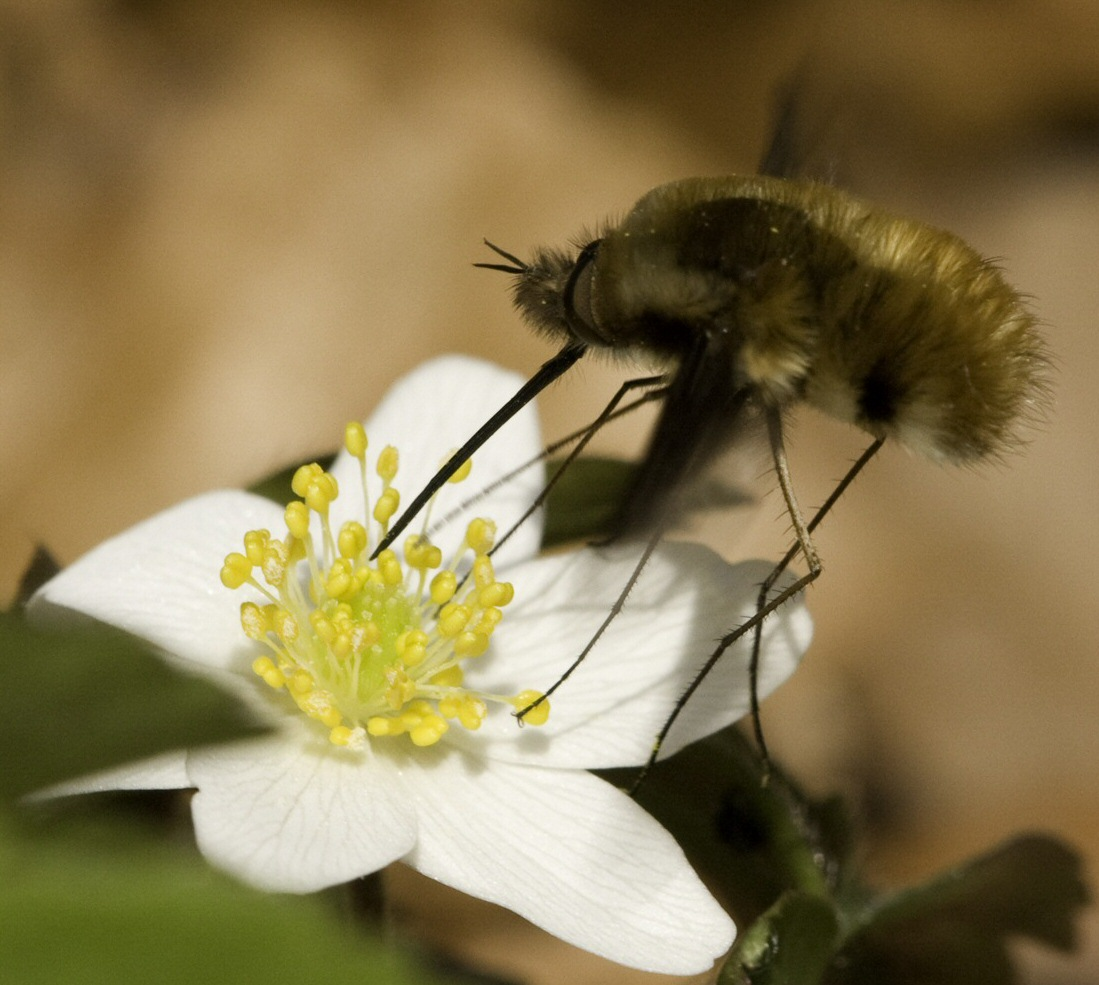
نحل الذباب الكبير، وهي محاكية باتيسية للنحل، تأخذ الرحيق وتلقيح الزهرة

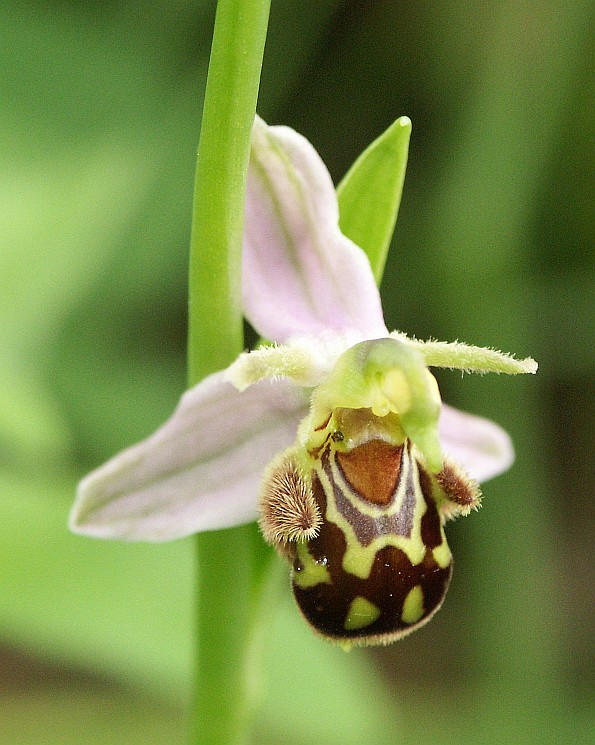
تجذب زهرة أوركيد النحل ذكور النحل لمحاولة التزاوج بشفة الزهرة التي تشبه نحلة تجلس على زهرة وردية.

الكثير من النحل ملون بشكل موضعي، وعادة بالبرتقالي والأسود، وتحذر قدرتها على الدفاع عن أنفسها بلسعة قوية. وبهذا النحو، تعتبر نماذج لمحاكاة باتيسي من خلال الحشرات الغير لاسعة كذباب النحل، والذباب السارق والذباب الحوام، وكلها تكتسب قدرًا من الحماية من خلال المظهر السطحي والتصرف مثل النحل.
النحل هو نفسه محاكي مولري للحشرات الأخرى ذات نفس نظام الألوان، تشمل الدبابير والليسيد والخنافس الأخرى، والعديد من الفراشات والعث (حرشفيات الأجنحة) التي تكون في حد ذاتها مقيتة من خلال الحصول على مواد كيميائية مريرة وسامة من طعامها النباتي. تستفيد جميع حيوانات محاكيات مولر، ومنها النحل، من انخفاض خطر الافتراس الناتج عن تلوينها التحذيري الذي يسهل التعرف عليه.
يوجد بعض النباتات التي تقلد النحل أيضًا، مثل الحاجبية النحلية والتي تقلد مظهر ورائحة أنثى النحل. حيث يحاول ذكر النحل التزاوج (التزاوج الكاذب) مع شفة الزهرة المكسوة بالفراء، وبالتالي تلقيحها.

### تطفل الأعشاش

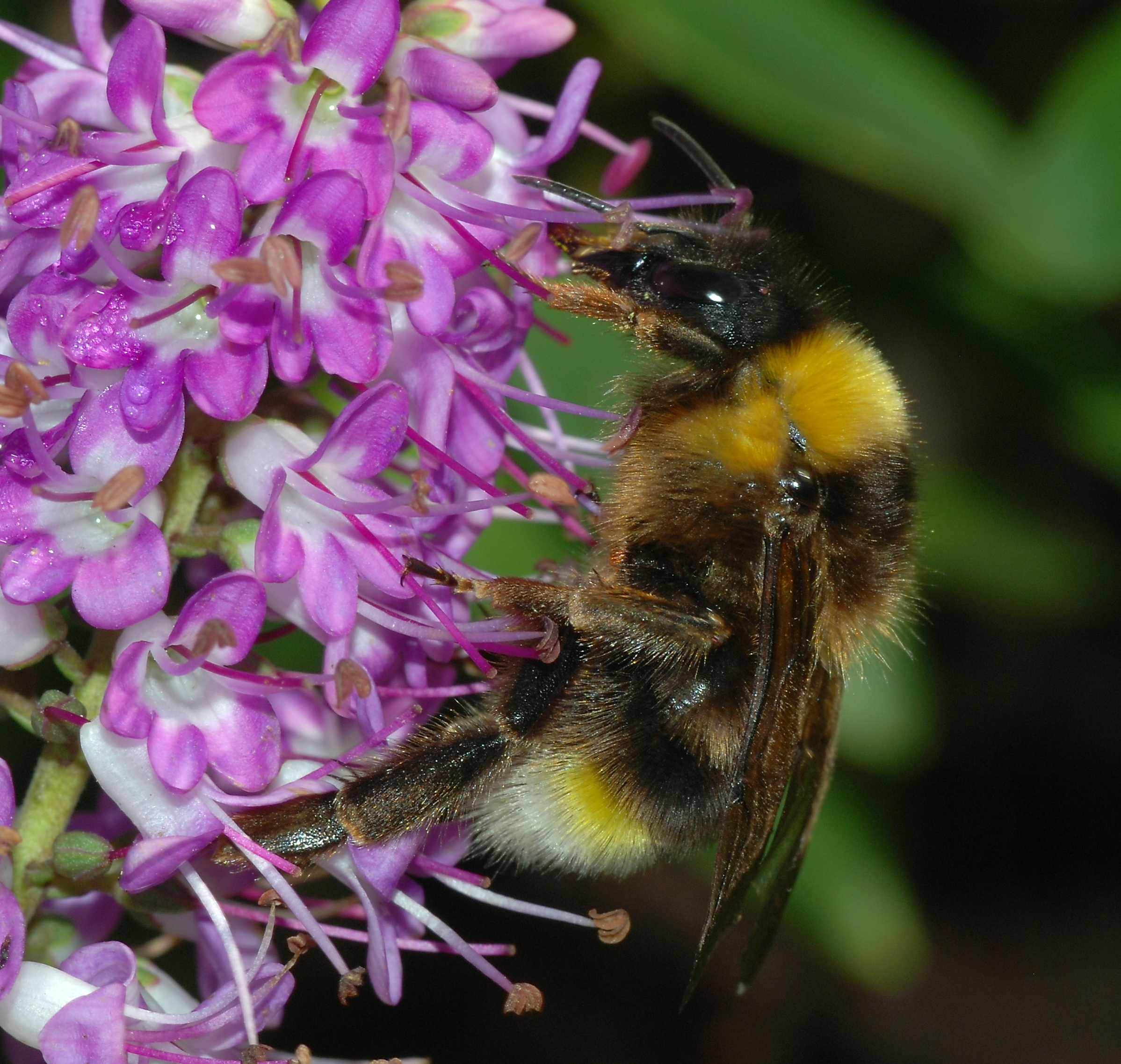
نحل الوقواق فيستال، طفيل حضنة النحل الطنان الأرضي

تطفل الأعشاش يحدث في العديد من فصائل النحل بما في ذلك فصيلة النحلية الفرعية نحل الوقواق. حيث أن جسم إناث هذه الأنواع يفتقر إلى فرشاة جمع حبوب اللقاح (سكوبا) ولا تبني أعشاشها الخاصة. وتدخل بالعادة إلى أعشاش الأنواع التي تجمع حبوب اللقاح، وتضع بيضه في الخلايا التي يوفرها النحل المضيف. وعندما تفقس يرقة نحلة "الوقواق"، فإنها تلتهم كرة حبوب لقاح اليرقة المضيفة، وغالبًا ما تأكل بيضة المضيف كذلك. ويعتبر نوع نحل طنان القطب الشمالي (Bombus Hyperboreus) عدواني حيث أنه يهاجم ويستعبد النحل الآخر من نفس الجنس الفرعي. ومع ذلك، فهو عكس العديد من نحل طفيليات الأعشاش الأخرى، فهو لديه سلال اللقاح وغالباً ما يجمع حبوب اللقاح. في جنوب إفريقيا، يتم تدمير خلايا نحل العسل الإفريقي (A. mellifera scutellata) من قبل الشغالات الطفيلية من نحل عسل جنوب إفريقيا (A. m. capensis)، حيث تضع البيض ذو الضِعفانيّ الصيغة الصبغية ("التوالد العذري الأنثوي")، وتهرب من مراقبة العمال العاديين، مما يؤدي إلى تدمير المستعمرة؛ ويمكن لهذه المتطفلات الانتقال بعد ذلك إلى خلايا أخرى.
يرتبط نحل الوقواق ارتباطًا وثيقًا بمضيفيها ويشبهها في الشكل والحجم. وقد أدى هذا النمط الشائع إلى ظهور المبدأ البيئي "قاعدة إيمري". والبعض الآخر يتطفل على نحل من فصائل مختلفة، مثل النحل الرحال تاونسنديلا (Townsendiella)، ونوعان منها عبارة عن طفيليات سارقة من جنس مشعرات الأرجل (Hesperapis)، بينما الأنواع الأخرى من نفس الجنس تهاجم نحل العرق.

### النحل الليلي
أربع فصائل من النحل تحتوي بعض الأنواع الشفقية وهي: (النحليات الحفارة، ونحليات البوليستر، ونحليات العرق، والنحلية). ومعظمها إما استوائي أو شبه استوائي، لكن البعض منها يعيش في مناطق قاحلة عند خطوط العرض العليا. لدى هذا النحل عوينات متضخمة كثيرًا، وهي حساسة جدا للضوء والظلام، رغم أنها غير قادرة على تكوين الصور. لدى بعضها عيون مركبة متراكبة منكسرة: وهي تجمع بين مخرجات العديد من عناصر عيونها المركبة لتوفير ما يكفي من الضوء لكل مستقبل ضوئي في شبكية العين. وقدرته على الطيران ليلاً تمكنه من تجنب العديد من الحيوانات المفترسة، واستغلال الزهور التي تنتج الرحيق في الليل.

### الحيوانات المفترسة والطفيليات ومسببات الأمراض

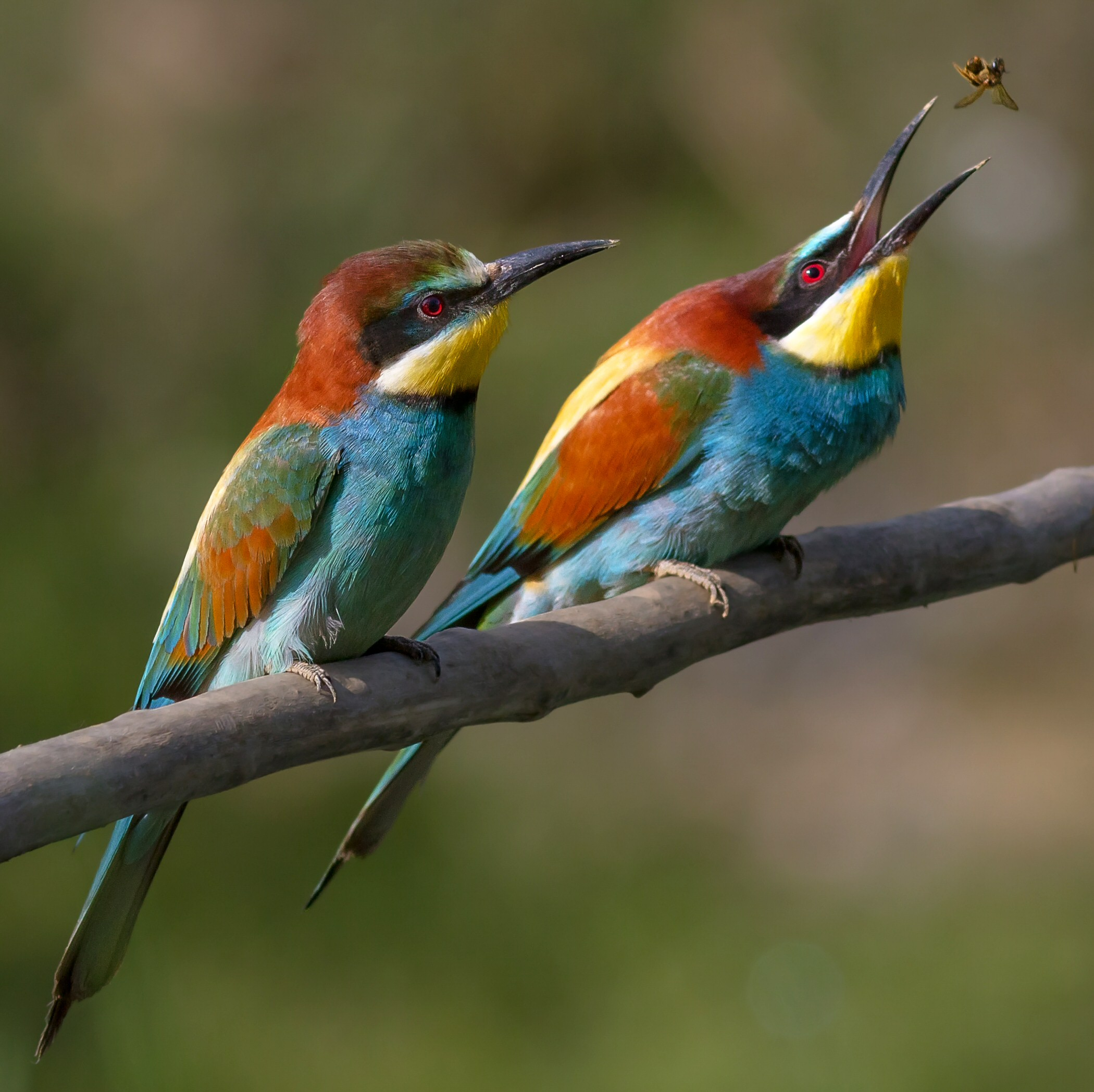
آكل النحل (الوروار الأوروبي)، متخصص في التغذية على النحل؛ هنا يمسك الذكر هدية زفاف لرفيقته.

من الحيوانات الفقارية المفترسة للنحل أكلة النحل، والصرد، وخاطفات الذباب، والتي تقوم بممرات قصيرة لاصطياد الحشرات أثناء الطيران. تطير طيور السنونو والسمامة بشكل مستمر تقريبًا، وتصطاد الحشرات أثناء تحركها. ويهاجم حوام النحل أعشاش النحل ويأكل يرقاته. ويتفاعل طائر مرشد العسل الأكبر مع البشر من خلال إرشادهم إلى أَوكار النحل البري. ثم يفتح البشر هذه الأَوكار ويأخذون العسل وبالتالي يتغذى الطائر على اليرقات والشمع. ومن بين الثدييات، تقوم الحيوانات المفترسة مثل الغرير بحفر أعشاش النحل الطنان وتناول اليرقات وأي طعام مخزن.

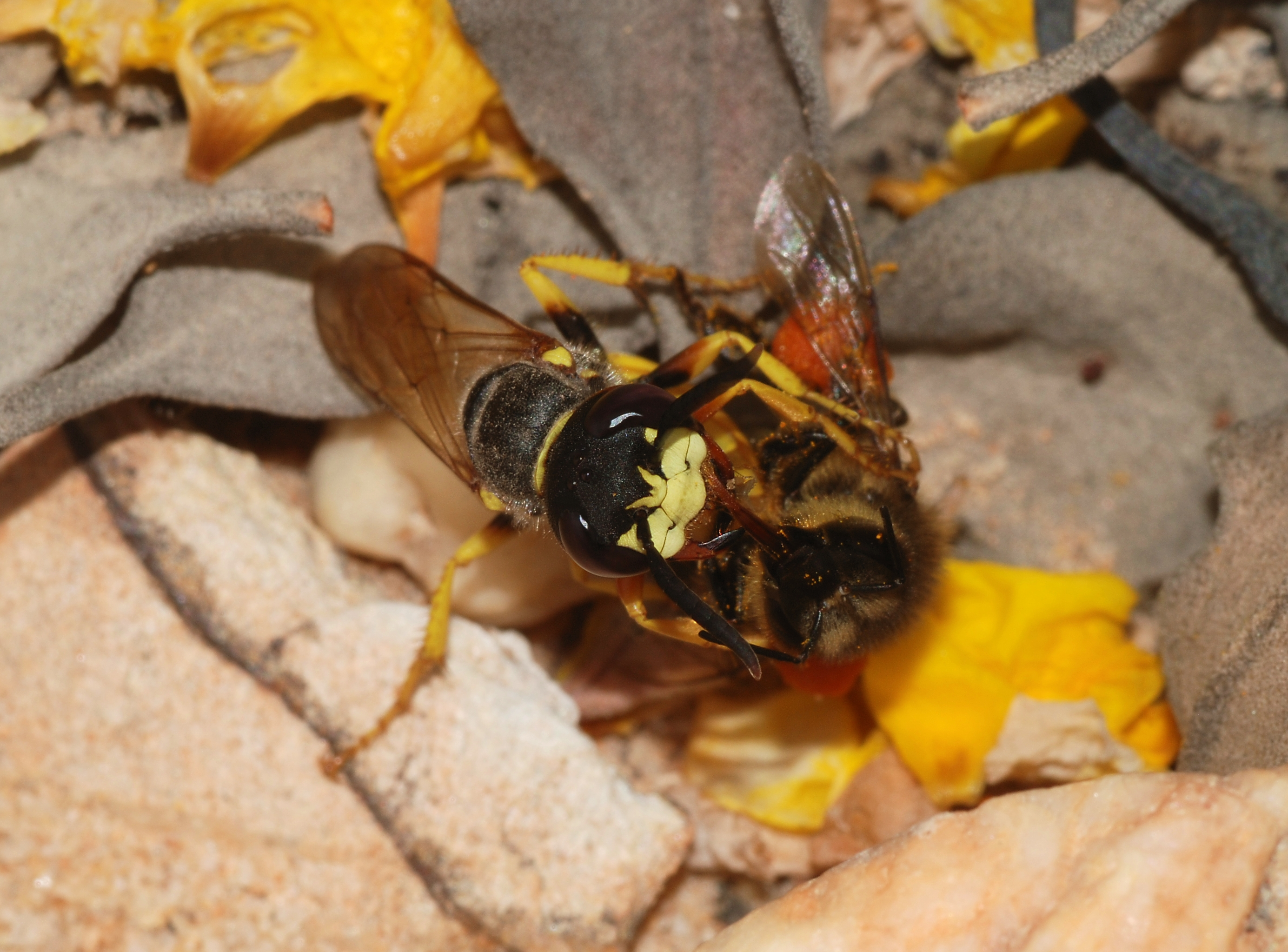
ذئب النحل يشل نحلة بلسعة

ومن الحيوانات المفترسة والمتربصة لأي زائر للزهور العناكب السرطانية التي تنتظر في النباتات المزهرة لتلقحها الحشرات، وكذلك البق المفترس، والسراعيف، وبعضها مثل (سرعوف الزهور في المناطق الاستوائية) يكون ثابتا بتمويه عدواني كالزهور. نحل الذئب هي دبابير كبيرة تهاجم النحل عادة؛ وقد قدر عالم السلوكيات نيكولاس تينبرخن أن مستعمرة واحدة من نحل الذئب الأوروبي قد تقتل عدة آلاف من نحل العسل في يوم واحد: ولاحظ أن كل فريسة كانت من نحل العسل. ومن الحشرات المفترسة الأخرى التي تصطاد النحل أحيانًا الذباب السارق واليعسوب. ويتأثر نحل العسل بالطفيليات مثل سوسة قراد النحل والفاروا. ومع ذلك، يعتقد العلماء أن بعض النحل لديه علاقة متبادلة مع السوس.
ترتبط بعض أنواع سوس شعريات الرسغ من جنس (Tarsonemus) بالنحل، فهي تعيش في وكر النحل وتمتطي النحل البالغ للانتشار. وهي تتغذى على الفطريات أو مواد الوكر أو حبوب اللقاح. ومع ذلك، فإن تأثيرها على النحل لا يزال غامض.

### تكافل الميسيليوم والنحل

#### خصائص الفطريات
أظهرت الدراسات الحديثة أن الميسيليوم (الغزل الفطري) يزود نحل العسل والنحل الغير لاسع بالعناصر الغذائية الحيوية. وبعض الفطريات مثل: خمائر السكيري الاقترانية (Zygosaccharomyces sp)، والمبيضة (Candida sp)، والخميرة الحمراء (Monascus Ruber)، تنتج  مواد كيميائية تحارب البكتيريا والالتهابات الفطرية من أنواع مختلفة والفيروسات. في الآونة الأخيرة، لوحظ أن هذه الأنواع من النحل تأكل الغزل الفطري، مما يشير إلى أن نحل العسل كان "يبحث عن الفطر لجمع الأدوية المضادة للميكروبات لتعزيز المناعة الجماعية". وبدون هذه العناصر الغذائية الحيوية، ترتفع معدلات الإصابة بالأمراض لدى نحل العسل، ويمكن أن ترتفع احتمالية الإصابة بالعدوى الفطرية، الذي يؤدي إلى خلايا نحل غير صحية ونقص بالعسل. يمكن أن تؤدي الالتهابات الفطرية أيضًا إلى اضطراب انهيار المستعمرة، لذا فإن تناول الميسيليوم يقلل من معدل إصابة نحل العسل بالالتهابات الفطرية. يحدث اضطراب انهيار المستعمرة (CCD) عندما تتخلى شغالات النحل عن الملكة وتترك وراءها الحضنة وعدد قليل من النحل الممرض. وهذا لا يكفي للحفاظ على الخلية حيث يتعين على العمال بناء وصيانة هيكل الخلية وكذلك إنتاج العسل. ويمكن أن يحدث اضطراب انهيار المستعمرة أيضًا عندما يتسلل عث الفاروا إلى الخلية. حيث يهاجم هذا العث النحل ويأكله داخل الخلية، مما يجعل من المستحيل عليها الاستمرار في التكاثر وإنتاج العسل. ويؤدي وجود عث الفاروا إلى انخفاض عدد النحل، وتشوهه، وعدم القدرة على التكاثر، وإضعاف المستعمرة عمومًا. وعث الفاروا يكون قادر على التكاثر بشكل أكبر فقط داخل مستعمرة نحل العسل، مما يشكل تهديدًا أكبر إذا تمكنت من التسلل لأنها ستدمر موطنها. ثبت أن الميسيليوم ينبت داخل عث الفاروا وينمو من الداخل إلى الخارج، حيث يقتل العث ويحمي النحل. وبالتالي تعتبر إبادة العث بواسطة الميسيليوم بديلاً أفضل للمبيدات الحشرية التي ثبت أنها سامة تجاه مستعمرات النحل. ويلعب الميسيليوم أيضًا دورًا في تعزيز المقاومة المضادة للالتهابات والبكتيريا في النحل بسبب الإكستيرويدات وخمائر السكيري الاقترانية الموجودة في الميسيليوم، والتي يتم تغذيتها بعد ذلك لليرقات، مما يعزز مناعة الأجيال القادمة ويحسن الصحة العامة للخلية. تعتبر خمائر السكيري الاقترانية "خمائر فاسدة تتمتع بمقاومة شديدة للأحماض والمواد الحافظة" ويمكنها "تحمل تركيزات عالية من السكريات والأملاح". ويعتمد نحل العسل على هذا المصدر المنشط للسماح له بالتطور بشكل صحيح عند مرحلة العذراء للحشرات.

#### حضنة النحل
وجدت علاقة تكافلية بين النحل والميسيليوم بشكل أساسي في النحل البرازيلي الغير لاسع والنحل الماليزي الغير لاسع - أو في نحل العسل الأكثر شيوعًا. حضنات النحل هي يرقات نحل العسل، ويمكن العثور عليها عمومًا داخل خلية النحل، وبشكل خاص في خلايا النحل التي يصنعها الإنسان، يمكن لنحل العسل أن يتطور في مراحل مختلفة (البيض واليرقات والعذراء) داخل الشكل السداسي. ويرقات النحل غير قادرة على إنتاج الستيرويدات عند نشوءها، لذلك فهي تتناول الميسيليوم لتحصل على العناصر الغذائية الحيوية التي لا يمكنها تكوينها بنفسها مثل الإكستيرويدات وخمائر السكيري الاقترانية. بمجرد أن يفقس بيض نحل العسل، يبدأ فيلم ميكروبي أبيض بالنمو على الحدود بين خلية الحضنة وإمدادات غذاء اليرقات، ثم تبتلعه اليرقات لإكمال تطورها.
تلعب الميكروبات المعوي في الأمعاء دورًا هائلاً في صحة مستعمرة النحل بأكملها. فقد تم إجراء ثلاث دراسات مؤخرًا وأدخلت كل منها كائنًا حيًا جديدًا إلى الميكروبات المعوي في أمعاء النحل. تم تغذية النحل بحبوب اللقاح القديمة، مما أدى إلى اضطراب تجمع الميكروبات المعوي، ودخل المضاد الحيوي التيتراسايكلن إلى نظامها الغذائي. وأظهرت الدراسات الثلاث أن قدرة نحل العسل على البقاء على قيد الحياة انخفضت كثيرًا، وأصبح أكثر عرضة للإصابة بالطفيليات والالتهابات الفطرية. إن إدخال غزل فطري معين إلى الميكروبات المعوي لنحل العسل له تأثير عكسي لما حدث في هذه الدراسات الثلاث، مما يسلط الضوء على أهمية ما يتناوله النحل وتأثيراته على بقائه على قيد الحياة خلال مرحلتي النمو والبلوغ.

#### التكافل بين الفطر والنحل
كما ذكر أعلاه، فإن نحل العسل لا يستطيع إنتاج الستيرويدات بنفسه، ويجب تناولها من خلال نظامهم الغذائي، وتحديدًا في عملية التطوير المبكرة. حيث تأكل اليرقات الفطر، وتستفيد اليرقات من الإكستيرويدات والزيجوساكارومايسز التي ينتجها الغزل الفطري. الإكستيرويدات هي ستيرويد طبيعية موجودة في الغزل الفطري وهي تساعد على تحسين الأداء والتكاثر، وتعزيز إنتاج العسل والحفاظ على تشغيل عدد الخلايا بمعدل ثابت. وبالتالي فإن هذه الستيرولات لها تأثير كبير على معدل بقاء نحل العسل. ويحدد تناولها ما إذا كان نحل العسل سيكون قادرًا على حماية نفسه من الالتهابات الفطرية والفيروسات، وما إذا كان سيكون لديه القوة الكافية لزيادة إنتاج العسل والقدرة على تلقيح مساحة أكبر وبشكل متكرر أم لا.
يمكن أن تكون معرفة كيفية تعزيز الغزل الفطري لمناعة نحل العسل أمرًا محوريًا في زيادة عمر نحل العسل وتعزيز التكاثر من خلال المساعدة في تنفيذ سياسات جديدة لمنع استخدام المبيدات الحشرية الضارة.

#### تأثير المبيدات الحشرية
أدت المبيدات الحشرية إلى نقص أعداد النحل مؤخرًا بسبب عدم وجود لوائح بشأن ما يمكن وما لا يمكن رشه على المنتج لحمايتها من التلف أثناء النمو. عندما يجمع نحل العسل حبوب اللقاح والرحيق للتغذية وصنع العسل، فهو يتناول معها كذلك المواد الكيميائية الضارة. مثل هذه المواد الكيميائية تؤثر سلبًا على الميكروبات المعوي الحساسة في نحل العسل وتؤدي إلى ارتفاع معدل الإصابة بالأمراض في النحل.
من خلال الأبحاث المقدمة حول التأثير الإيجابي للغزل الفطري على النحل، فإن العلاقة بين الغزل الفطري ونحل العسل تكافلية حيث أن بقاء النحل على قيد الحياة وقدرة الغزل الفطري على المساعدة في تعزيز تلقيح النحل، يعزز قدرة الفطريات على النمو لأن تلقيح النحل يحسن جودة الهواء والتربة، وبالتالي تعزيز حياة النبات. والسماح بمعدل بقاء أعلى لكل من النحل والغزل الفطري إذا كانا قادرين على أداء دورهما البيئي بشكل صحيح دون انقطاع المبيدات الحشرية الضارة المعتمدة من الحكومة. إن الدراسات الحديثة التي أجريت حول العلاقة التكافلية بين الغزل الفطري ونحل العسل ستثبت أنها حيوية في الحجة الرامية إلى تقليل أنواع المواد الكيميائية التي يسمح القانون برشها على المنتجات. إن استخدام المبيدات الحشرية في المروج والاستخدامات الزراعية الأخرى يدمر سبل عيش الغزل الفطري عن طريق قتل التربة التي تنمو فيها، مما يمنع النحل من تناول العناصر الغذائية الضرورية التي يوفرها الغزل الفطري للبقاء على قيد الحياة.

## النحل والبشر

### في الأساطير والفولكلور

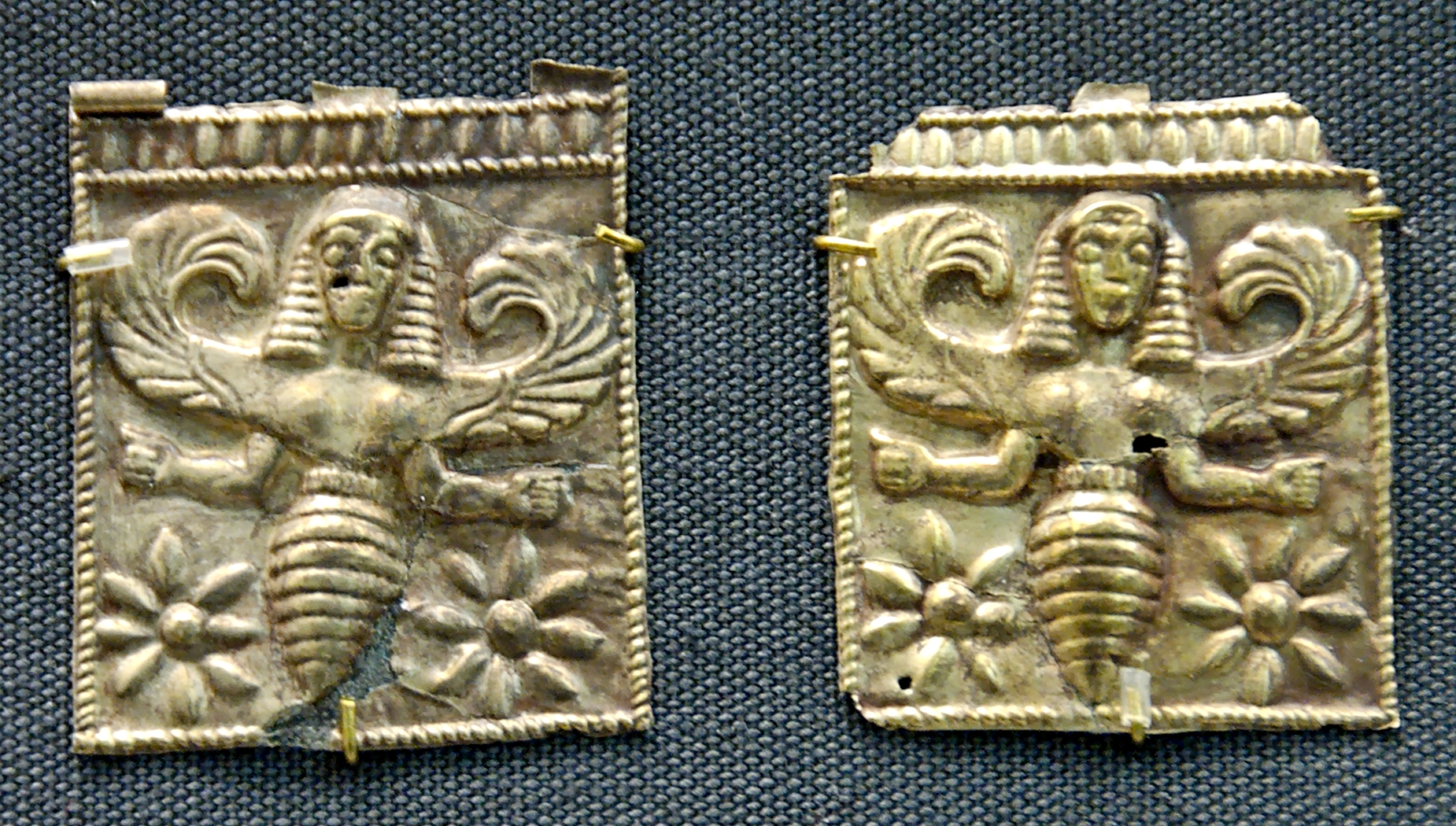
لوحات ذهبية منقوشة بآلهة النحل المجنحة. كاميروس ورودس. القرن السابع قبل الميلاد.

تصف الترانيم الهومرية لهيرميس بأن ثلاث عذارى من النحل يتمتعن بقوة العرافة وقول الحقيقة، وتحدد طعام الآلهة بالعسل. ربطت المصادر عذارى النحل بأبولو، وحتى الثمانينيات، اتبع العلماء جوتفريد هيرمان (1806) في تحديد عذارى النحل بشكل غير صحيح مع ثريا. ووفقًا للأسطورة اليونانية، فقد اكتشفت العسلَ حوريةٌ تدعى ميليسا والتي تعني ("النحلة")؛ وكان العسل يُقدَّم للآلهة اليونانية منذ العصر الميسيني. ارتبط النحل أيضًا بأوراكل دلفي وكانت النبية أو الكاهنة تسمى أحيانًا نحلة. استُخدمت صورة مجتمع نحل العسل منذ العصور القديمة وحتى العصر الحديث، عند أرسطو وأفلاطون؛ عند فيرجيل وسينيكا؛ عند إيراسموس وشكسبير؛ تولستوي، ومن قبل المنظرين السياسيين والاجتماعيين مثل برنارد ماندفيل وكارل ماركس كنموذج للمجتمع البشري. وفي الفولكلور الإنجليزي، يتم إخبار النحل بالأحداث المهمة في المنزل، في عادة تُعرف باسم "إخبار النحل".

### في الفن والأدب

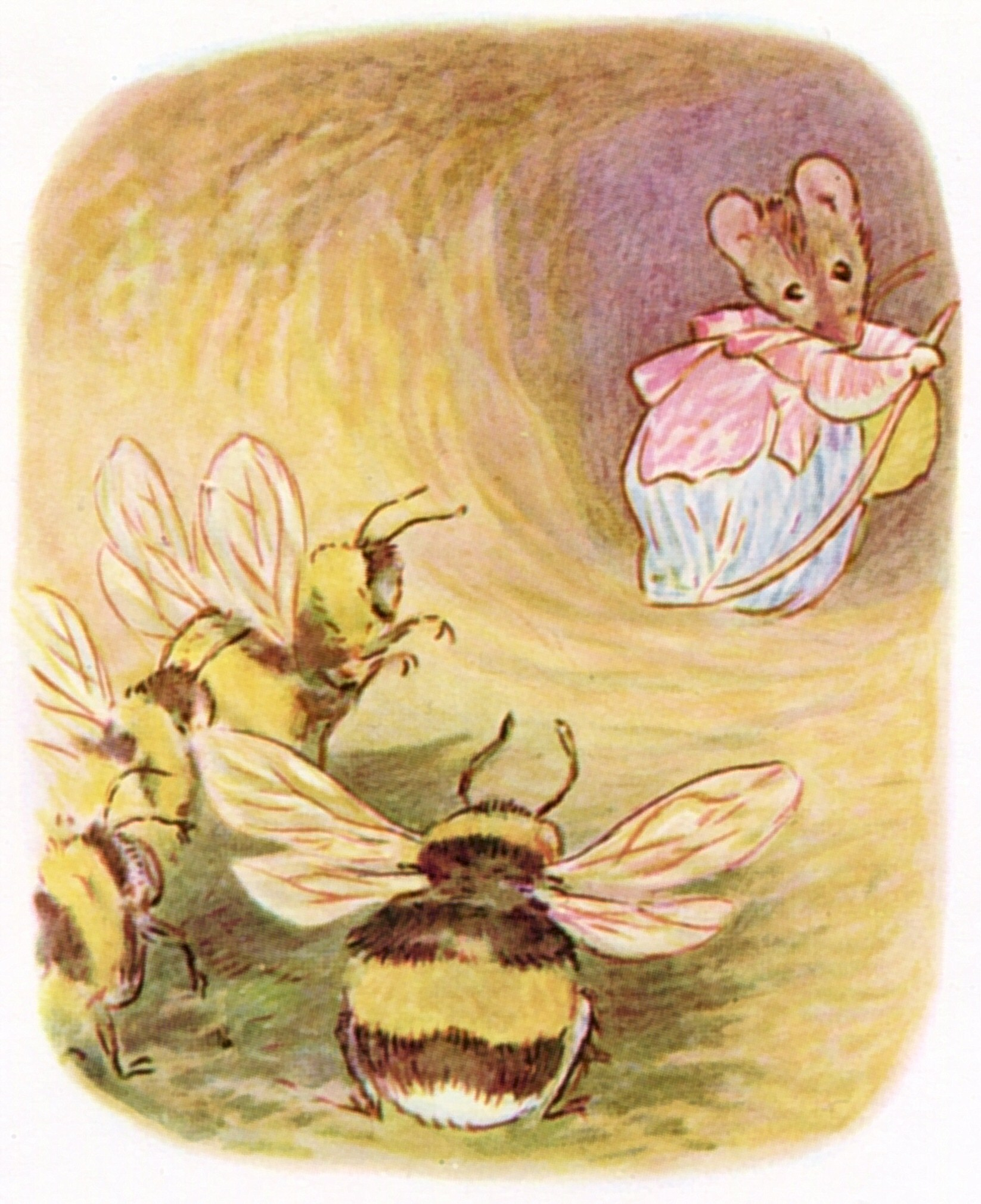
رسم بياتريكس بوتر لبابيتي بامبل في حكاية السيدة تيتلماوس، 1910

من بعض أقدم الأمثلة على النحل في الفن هي اللوحات الصخرية في إسبانيا والتي يعود تاريخها إلى 15000 قبل الميلاد.

تحتوي قصيدة "بحيرة جزيرة إينيسفري" (1888) لويليام بتلر ييتس على المقطع الشعري: 
وقد كان في ذلك الوقت يعيش في بيدفورد بارك في غرب لندن. ويعرض الكتاب المصور "حكاية السيدة تيتلماوس" (1910) من تأليف بياتريكس بوتر قصة "بابيتي بامبل" وحضنتها (في الصورة). يستخدم كتاب البحث عن الكنز "النحل على قرص العسل (1984)" لكيت ويليامز النحل وتربية النحل كجزء من القصة ووالألغاز. تحكي رواية "الحياة السرية للنحل" (2004) من تأليف سو مونك كيد، وفيلمها (2009) من بطولة داكوتا فانينغ قصة فتاة تهرب من منزلها المسيء وتجد طريقها للعيش مع عائلة "آل بوترايتس" التي تربي النحل.
استخدم فيلم الرسوم المتحركة الكوميدي "فيلم النحلة" لعام 2007 النص الأول لجيري ساينفيلد وكان أول عمل له للأطفال؛ وقد قام ببطولة دور نحلة اسمها "باري ب. بنسون"، جنبًا إلى جنب مع الممثلة رينيه زيلويغر. وكان رأي النقاد أن فرضيتها محرجة وأن إيصالها مرهق. يصف كتاب "لدغة في الحكاية" (2014) لديف جولسون جهوده لإنقاذ النحل الطنان في بريطانيا، بالإضافة إلى الكثير عن بيولوجيتها. تحكي فنتازيا الكاتبة المسرحية لالين بول "النحل" (2015) قصة نحلة تدعى فلورا 717 منذ أن فقست.

### تربية النحل

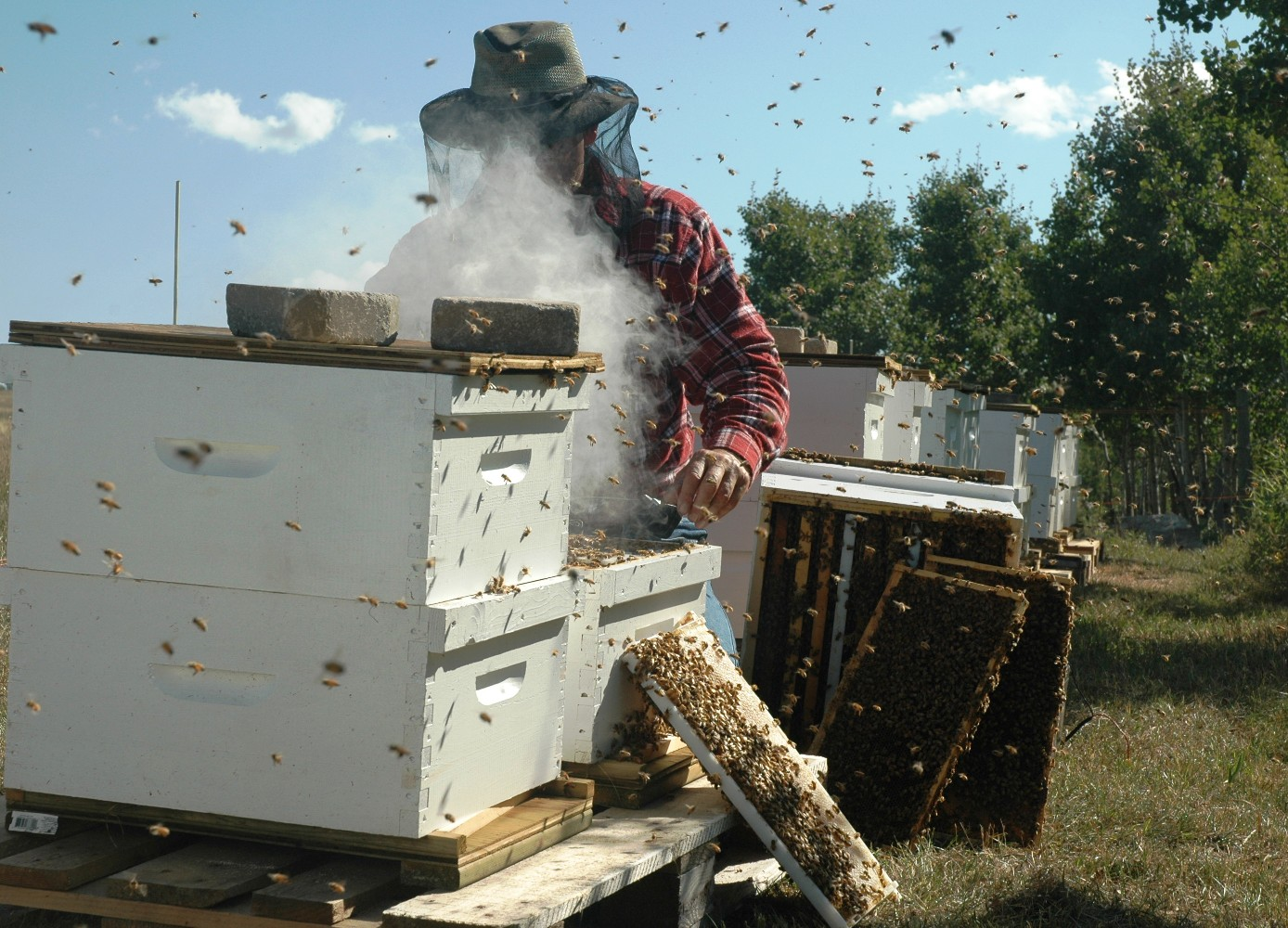
مربي نحل تجاري في العمل

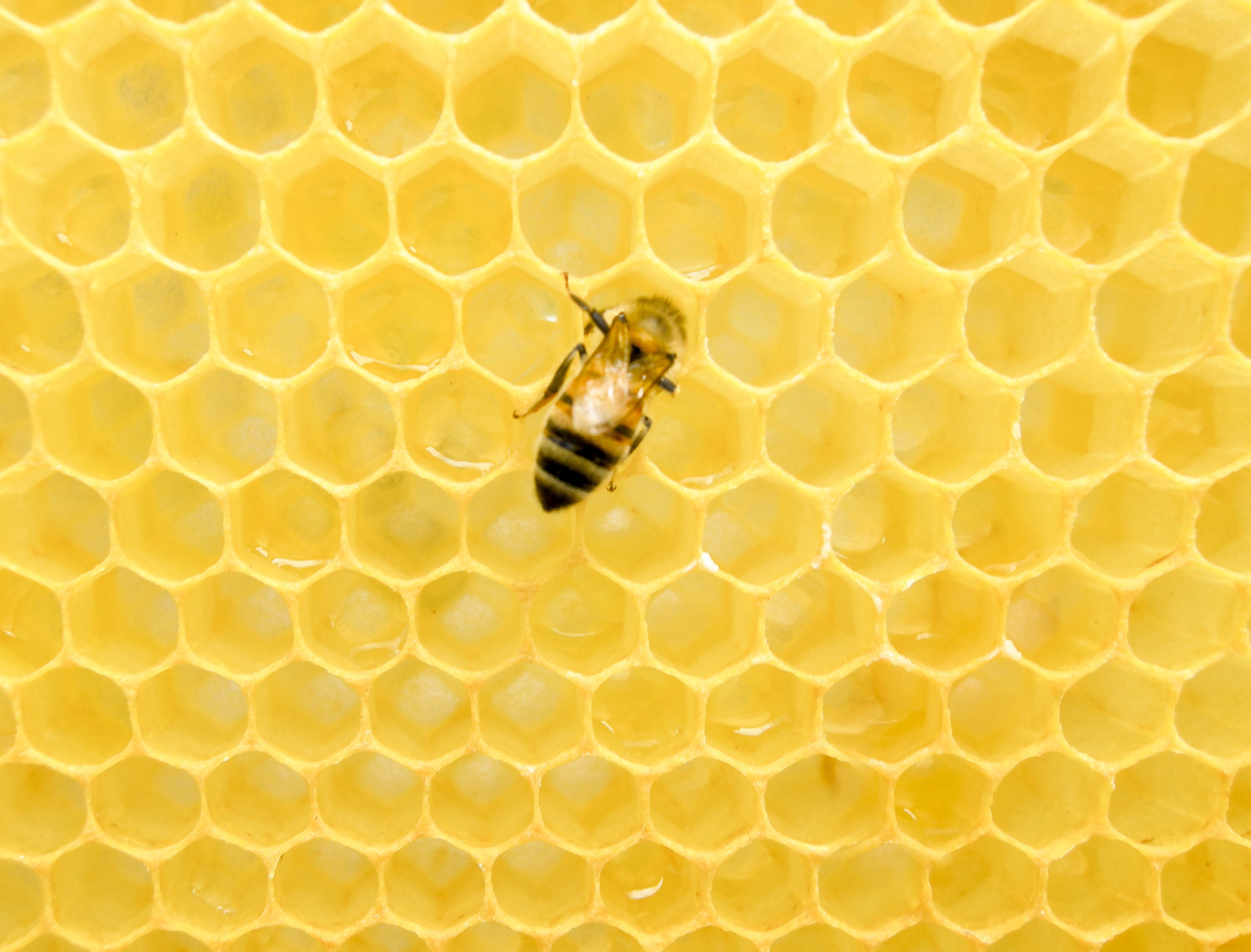
نحلة عسل غربية على قرص العسل

احتفظ البشر بمستعمرات نحل العسل، عادة في خلايا النحل لآلاف السنين. يجمع النحالون العسل، وشمع العسل، والعكبر، وحبوب اللقاح، وغذاء ملكات النحل من الخلايا؛ ويُربَّى النحل أيضًا لتلقيح المحاصيل وإنتاج النحل لبيعه للنحالين الآخرين.
تظهر بعض الرسوم التي تعود إلى 15000 عام مضت للبشر وهم يجمعون العسل من النحل البري؛ وتظهر الجهود المبذولة لتدجينها في الفن المصري منذ حوالي 4500 عام. وفي مقابر الفراعنة مثل توت عنخ آمون، استُخدمت خلايا النحل البسيطة والدخان، وعُثِر على جرار من العسل.
من بين مؤلفي العصر الكلاسيكي، تم وصف تربية النحل باستخدام الدخان في كتاب أرسطو تاريخ الحيوانات الكتاب التاسع. يذكر الكتاب أن النحل يموت بعد اللسع؛ وتقوم الشغالات بإزالة الجثث من الخلية وحراستها؛ وكذلك الطبقات بما في ذلك الشغالات والذكور، والملكات؛ والحيوانات المفترسة بما في ذلك الضفادع وآكلات النحل؛ والرقص الاهتزازي، مع "العرض الذي لا يقاوم" لـ("άροσειονται"، يهتز) و("παρακονουθούσιν"، يراقبون).
وصفَ تربيةَ النحل فيرجيل في كتابه الجيورجيات؛ وهو مذكور أيضًا في كتابه الإنيادة وفي التاريخ الطبيعي لبلينيوس الأكبر.
ومنذ القرن الثامن عشر، سمح الفهم الأوروبي لمستعمرات النحل وبيولوجيا النحل ببناء خلية قرص نحل متحركة بحيث يمكن حصاد العسل دون تدمير المستعمرة.

### ملقحاتٍ تجاريةً

#### دور النحل
يلعب النحل دوراً مهماً في تلقيح النباتات المزهرة، وهو النوع الرئيسي من الملقحات في العديد من النظم البيئية التي تحتوي على النباتات المزهرة. وتشير التقديرات إلى أن ثلث الإمدادات الغذائية للإنسان تعتمد على التلقيح بواسطة الحشرات والطيور والخفافيش، ويجري معظمه عن طريق النحل، سواء كان بريًا أو مستأنسًا. على مدى نصف القرن الماضي، كان هناك انخفاض عام في ثراء أنواع النحل البري والملقحات الأخرى، وربما يعزى ذلك إلى الإجهاد الناجم عن زيادة الطفيليات والأمراض، وطذلك استخدام المبيدات الحشرية، والانخفاض العام في عدد الزهور البرية. وربما يؤدي تغير المناخ إلى تفاقم المشكلة.

#### في الولايات المتحدة
لقد تجاوز التلقيح التعاقدي دور إنتاج العسل للنحالين في العديد من البلدان. بعد دخول عث الفاروا، انخفض عدد نحل العسل الوحشي كثيرًا في الولايات المتحدة، على الرغم من انتعاش أعدادها منذ ذلك الحين. انخفض عدد المستعمرات التي يحتفظ بها النحالون بشكل طفيف، من خلال التحضر، والاستخدام المنهجي للمبيدات الحشرية، وبسبب قراد النحل الوودي وعث الفاروا، وإغلاق أعمال تربية النحل. وفي عامي 2006 و2007، زاد معدل الاستنزاف، ووُصف بأنه اضطراب انهيار المستعمرة. وفي عام 2010، تبين أن فيروس اللافقاريات المقزحة وفطر النوزيما سيرانا موجودان في كل مستعمرة مدمرة، كما أنهما مميتان معًا. وزادت خسائر الشتاء إلى حوالي 1/3. ويُعتقد أن عث الفاروا هو المسؤول عن حوالي نصف الخسائر.

#### في الاتحاد الأوروبي
بصرف النظر عن اضطراب انهيار المستعمرة، فإن الخسائر خارج الولايات المتحدة تعود أسبابها إلى تطهير بذور المبيدات الحشرية، واستخدام مبيدات النيونيكوتينويد مثل الكلوثيانيدين، والإيميداكلوبريد، والثياميثوكسام. منذ عام 2013، فرض الاتحاد الأوروبي قيودًا على بعض المبيدات الحشرية لمنع انخفاض أعداد النحل بشكل أكبر. وفي عام 2014، حذر تقرير الهيئة الحكومية الدولية المعنية بتغير المناخ من أن النحل يواجه خطرًا متزايدًا للانقراض بسبب ظاهرة الاحتباس الحراري. وفي عام 2018، قرر الاتحاد الأوروبي حظر الاستخدام الميداني لمركبات النيونيكوتينويد الثلاثة الرئيسية؛ ويظل مسموحًا باستخدامها في الطب البيطري والدفيئة الزراعية والنقل بالمركبات.

#### تربية النباتات المحلية
ركز المزارعون على حلول بديلة للتخفيف من هذه المشاكل، وذلك من خلال تربية النباتات المحلية، فهي توفر الغذاء لملقحات النحل المحلية مثل نحل (Lasioglossum vierecki) و(Lasioglossum leucozonium) مما يؤدي إلى تقليل الاعتماد على مجموعات نحل العسل.

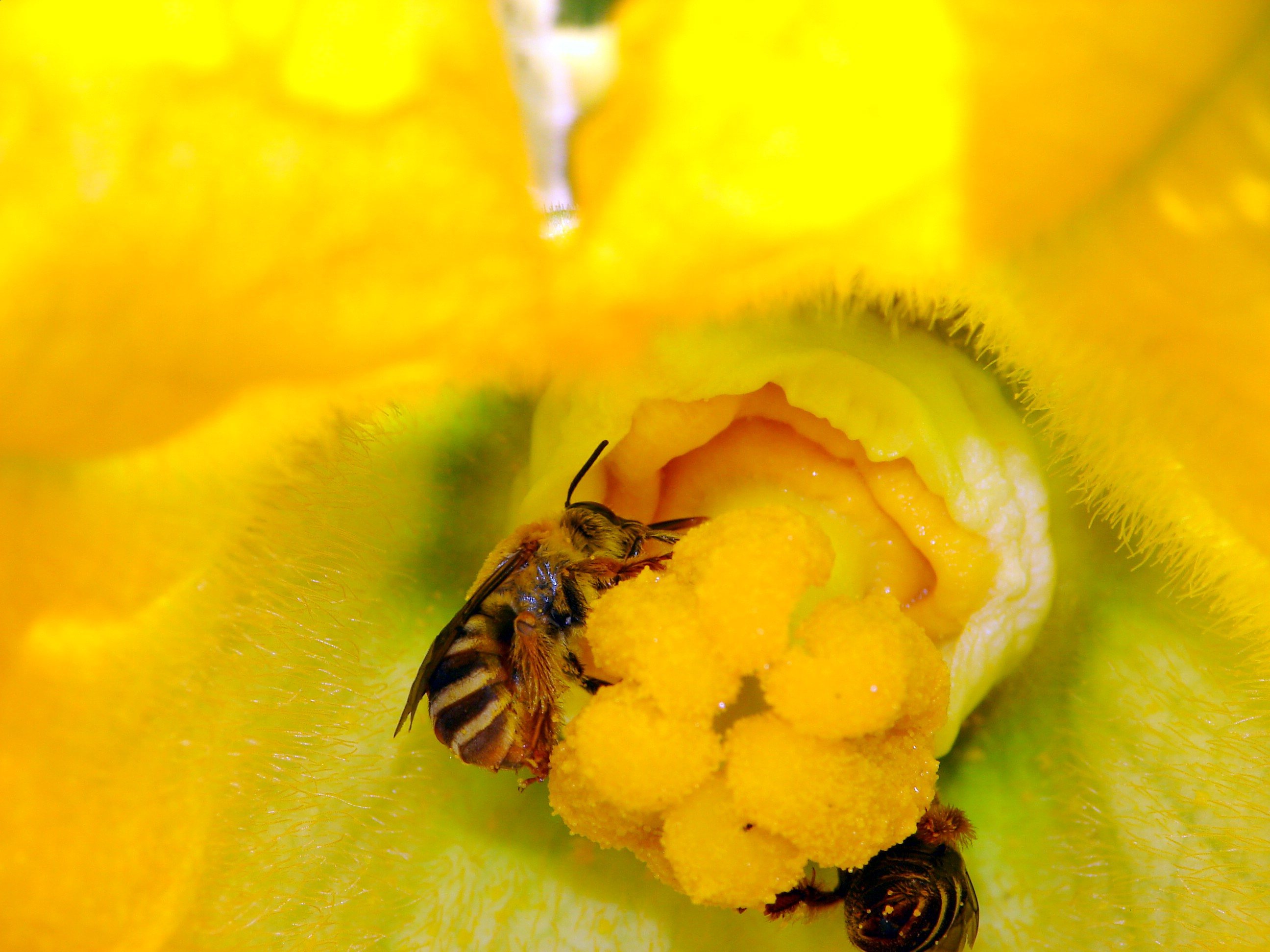
يعتبر نحل القرع (Apidae) من الملقحات المهمة للقرع والخيار.
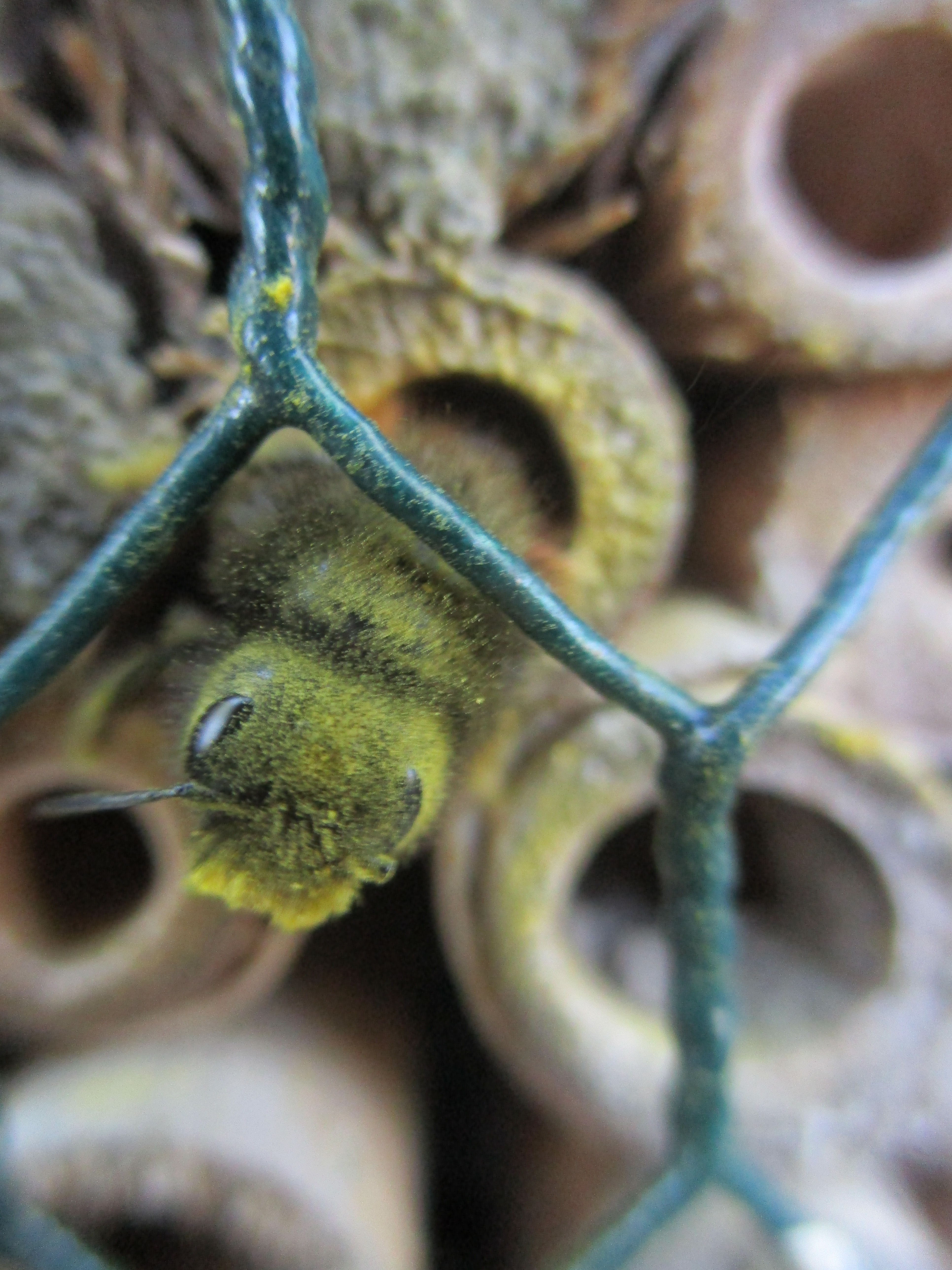
نحلة مغطاة بحبوب اللقاح

### منتجًا للطعام
العسل منتج طبيعي ينتجه النحل ويخزنه لاستخدامه الخاص، لكن حلاوته كانت دائمًا محل إعجاب البشر. قبل محاولة تدجين النحل، كان البشر يداهمون قفيرها للحصول على العسل. ويستخدم الدخان لإخضاع النحل، وقد تم تصوير مثل هذه الأنشطة في اللوحات الصخرية في إسبانيا التي يرجع تاريخها إلى 15,000 قبل الميلاد. 
يستخدم نحل العسل بالتجارة. كما أنها تنتج بعض المواد المستخدمة كمكملات غذائية ذات فوائد صحية محتملة، مثل حبوب اللقاح وصمغ النحل وغذاء ملكات النحل، رغم أن كل هذه المواد يمكن أن تسبب أيضًا تفاعلات حساسية.

### طعامًا
يعتبر النحل من الحشرات الصالحة للأكل عند بعض الشعوب. ففي بعض البلدان يأكل الناس الحشرات، بما في ذلك يرقات وشرانق النحل، ومعظمها من الأنواع غير اللاسعة. ويقومون أيضًا بجمع اليرقات والشرانق والخلايا المحيطة بها، المعروفة بحضنة النحل للاستهلاك. في الطبق الإندونيسي (botok tawon) في وسط وشرق جاوة، تؤكل يرقات النحل مع الأرز، بعد خلطها مع جوز الهند المبشور، الملفوفة بأوراق الموز، ومطبوخة على البخار.
على الرغم من أن حضنة النحل (الشرانق واليرقات) قليلة الكالسيوم، إلا أنها تحتوي على نسبة عالية من البروتين والكربوهيدرات، ومصدر مفيد للفوسفور والمغنيسيوم والبوتاسيوم والمعادن النادرة مثل الحديد والزنك والنحاس والسيلينيوم. بالإضافة إلى ذلك، ورغم أن حضنة النحل تحتوي على نسبة عالية من الدهون، إلا أنها لا تحتوي على فيتامينات قابلة للذوبان في الدهون (مثل A وD وE) ولكنها مصدرًا جيدًا لمعظم فيتامينات B القابلة للذوبان في الماء بما في ذلك الكولين وكذلك فيتامين C. تتكون الدهون في الغالب من أحماض دهنية مشبعة وأحادية غير مشبعة، و2.0% منها عبارة عن أحماض دهنية متعددة غير مشبعة.

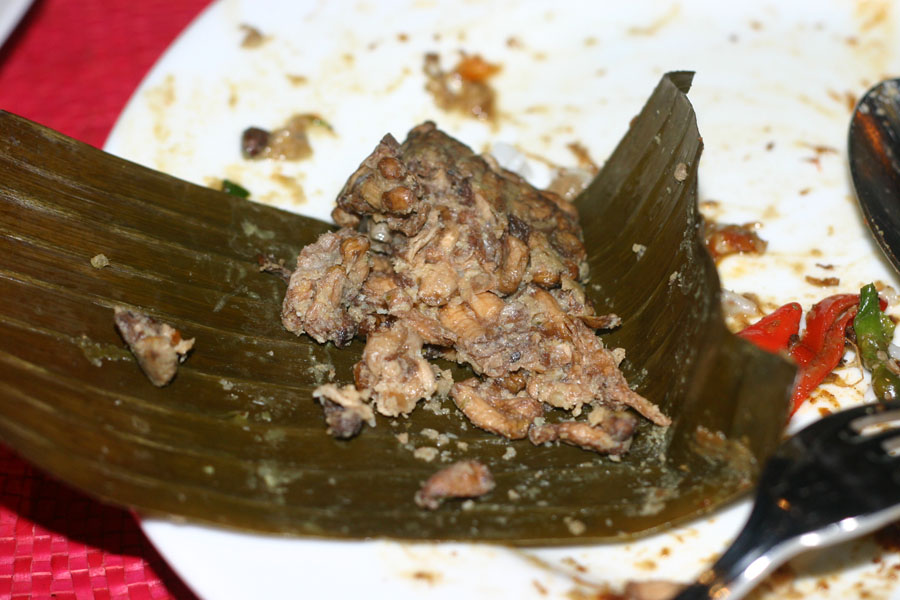
يرقات النحل كغذاء في الطبق الجاوي (botok tawon)
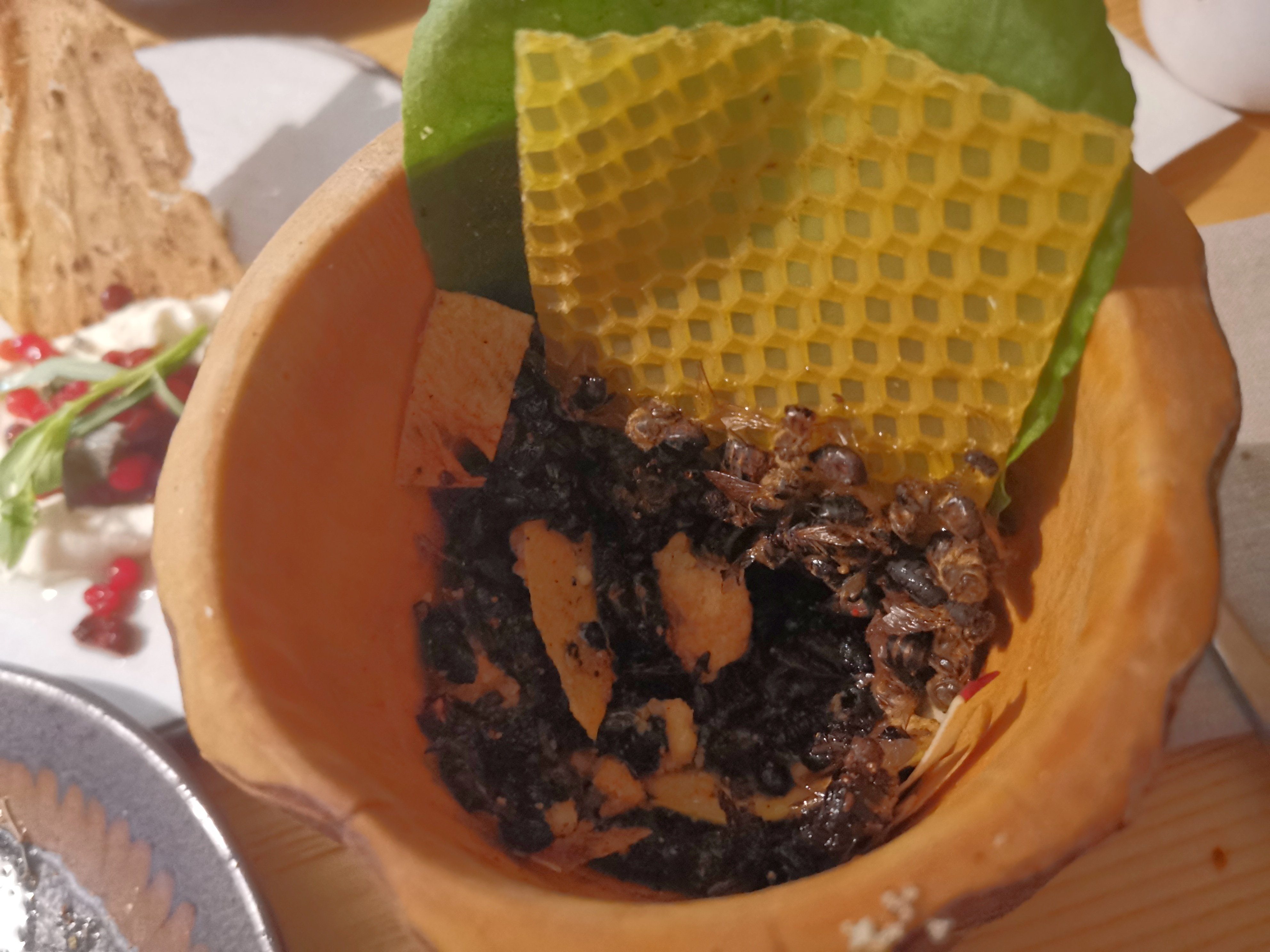
نحل كامل مقلي يقدم في مطعم أوكراني

### طبًا بديلًا
العلاج بالنحل أحد فروع الطب البديل، وفيه تستخدم منتجات عسل النحل، بما في ذلك العسل الخام، والغذاء الملكي، وحبوب اللقاح، وصمغ النحل، وشمع العسل، والأبيتوكسين (سم النحل). إن الادعاء بأن العلاج بالنحل يعالج السرطان، وهو ما يقوله بعض أنصار العلاج بالنحل، لا يزال غير مدعوم بالطب المبني على الأدلة.

### لسعة النحل

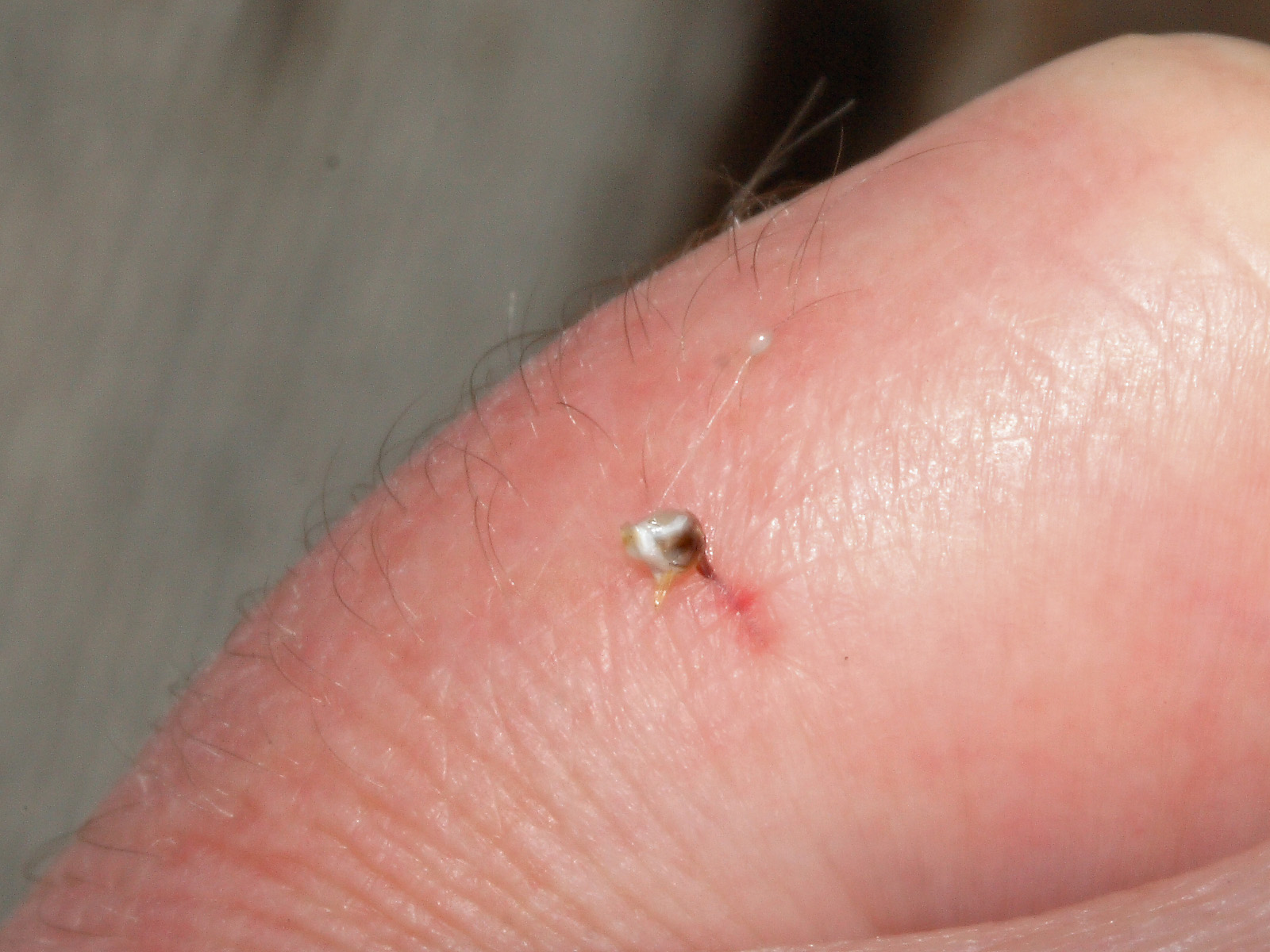
إبرة اللسع ملتصقة بجلد الضحية

ترتبط لسعات النحل المؤلمة في الغالب بغدة السم وغدة دوفور وهي غدد خارجية الإفراز توجد في البطن وتحتوي على مواد كيميائية مختلفة. ففي نحلة (Lasioglossum leucozonium)، تحتوي غدة دوفور في الغالب على الأوكتاديكانوليد بالإضافة إلى بعض الإيكوسانوليد. وهناك أدلة على وجود مركبات n-تريكوسان، وn-هبتاكوسان، و22-دوكوسانوليد. ومع ذلك، يمكن استخدام إفرازات هذه الغدد في بناء العش.
وعلى عكس الدبابير، فإن النحل ليس مفترسا ولا يصطاد الحشرات الأخرى ليتغذى عليها. في طريقها للبحث عن الطعام تكون النحل في العادة غير مؤذية. لكنه مدافع شرس عن قفيره وطرق الهوائية ضد الدخلاء. في هذا السياق، يختار النحالون الأنواع الأكثر تسامحا ويسهل التعامل معها. وهناك أنواع أخرى، مثل النحل القاتل، وهو نوع هو هجين ظهر في البرازيل في الخمسينيات، هي أكثر عدوانية عند الاقتراب من قفيرها، في حين تملك بعض الأنواع الأخرى مثل الزمعاوات (النحل غير اللاسع)، ابرة لسع عير متطورة حيث لا تسمح لها باللسع؛ ويدافع النحل عن نفسه بواسطة عضة لاذعة.
عنما يتعرض النحل للتهديد يلجأ لاستخدام إبرة اللسع لحقن الزعاف في جسم المعتدي سواء كان آفة شرسة كالحشرات أو حيوانات مفترسة لها أو لعسلها أو حتى الإنسان. وتبقى هذه الإبرة المسننة التي تتوفر لدى الإناث فقط عالقة في جلد الضحية، لتتمزق وتنفصل عن بطن النحلة عندما تتحرك بعيدا. وأثناء انفصال الأبرة عن جسم النحلة فإنها تأخد معها جزءا من الأعضاء الداخلية للنحلة، بما فيها كيس الزعاف خاصتها. ويتسبب هذا التمزق في مقتل النحلة اللاسعة.
تضخ النحلة في المتوسط خلال كل لسعة من 50 إلى 140 ميكروغرام من الزعاف (مقابل 10 ميكروغرام للدبور الذي يملك إبرة سلسة تمكنه من اللدغ عدة مرات)، حسب نوع النحل والوقت الذي يتم فيه انفصال الإبرة. على اعتبار أن الإبرة تنفصل عن جسم النحلة حاملة معها كيس الزعاف، تستمر عملية حقن الزعاف حتى بعد رحيل النحلة، نتيجة للتقلصات المنعكسة التي تمارس ضغطا على كيس الزعاف الذي يتطلب حوالي 30 ثانية لتفريغه بشكل كامل. لذلك فمن الضروري تجنب الضغط عليه عن طريق ازالته في ثوان الأولى التي تلي اللسعة.

## معرض الصور

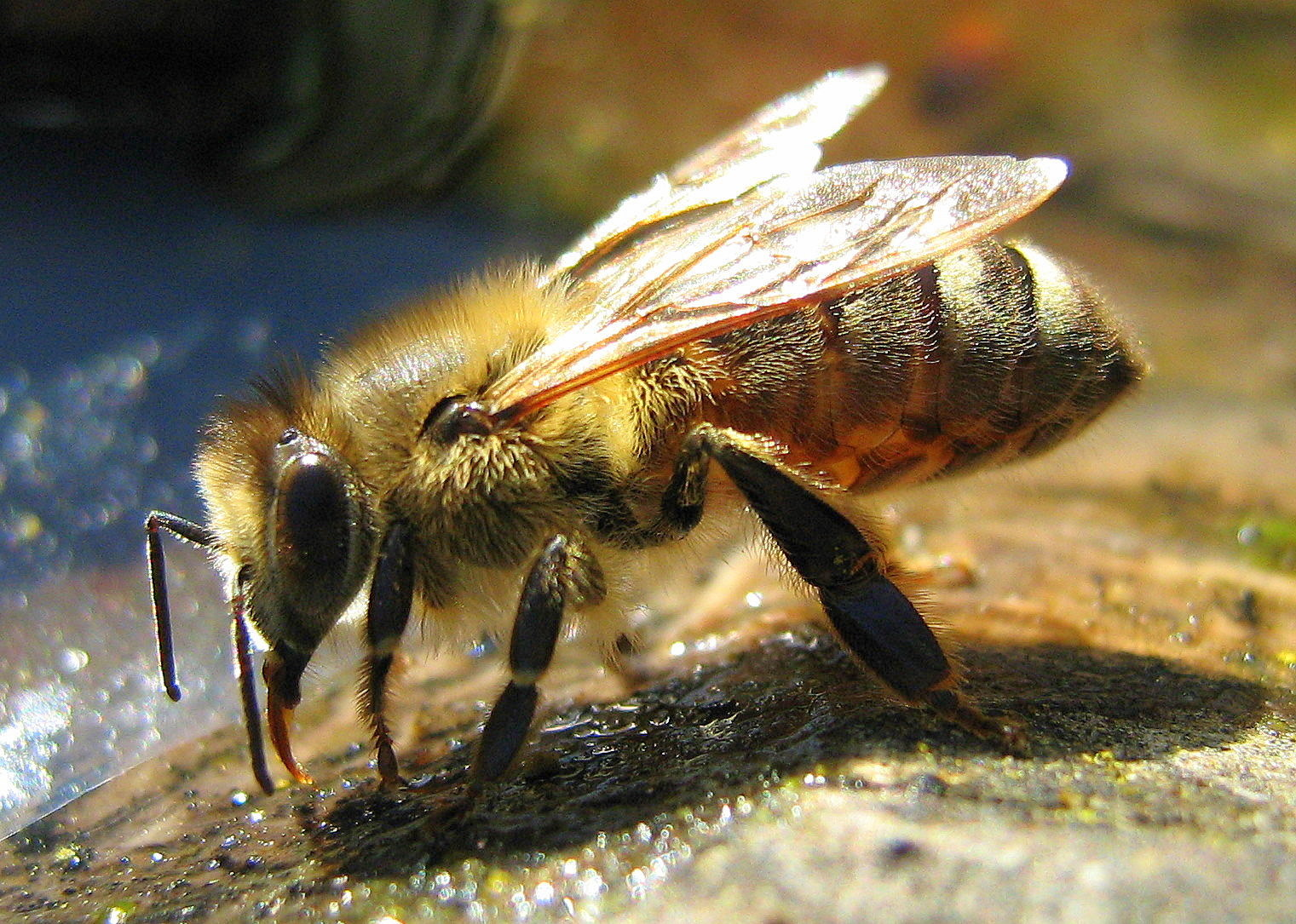
نحلة عسل أوروبية في بولندا
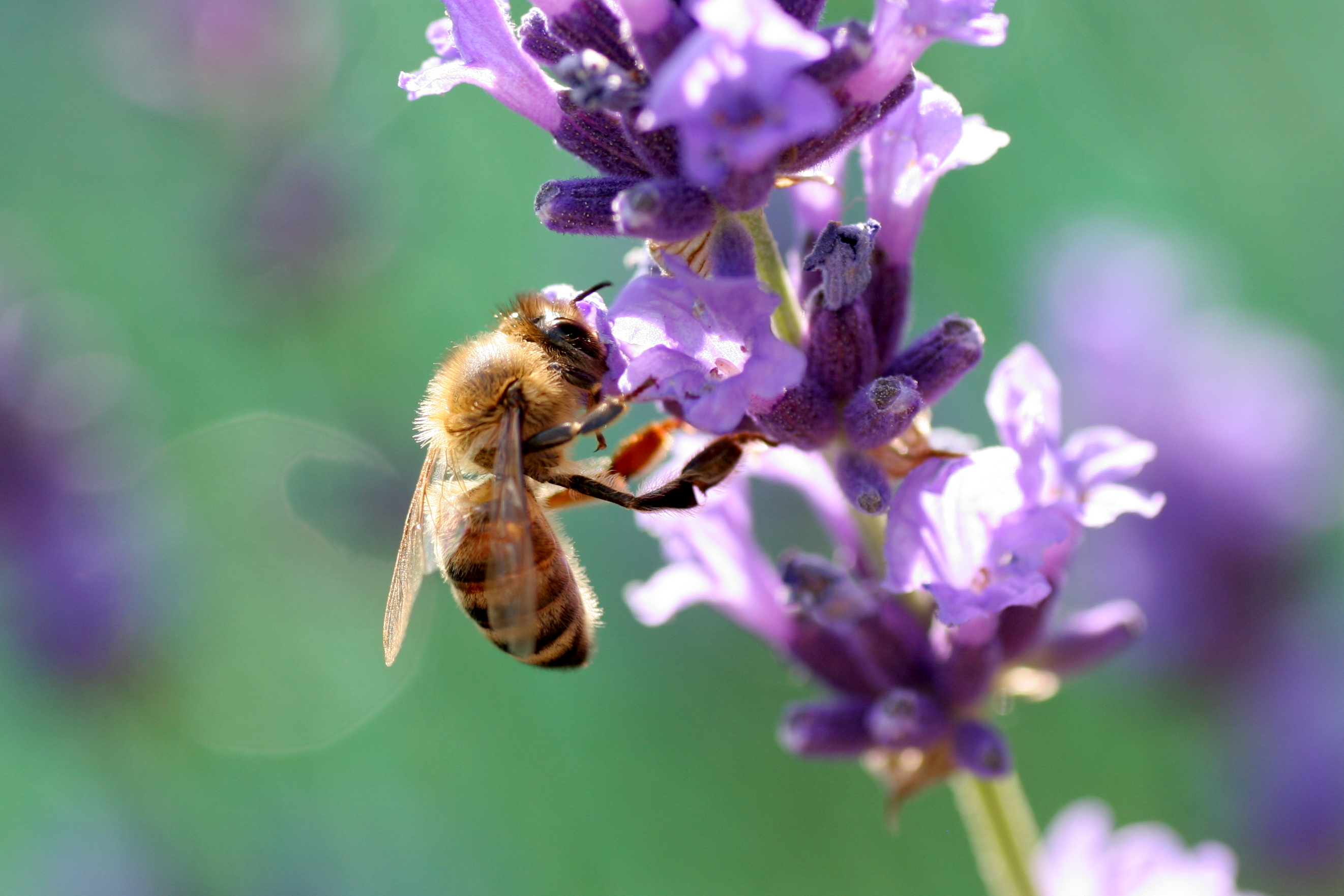
نحلة عسل أوروبية على نبات خزامى
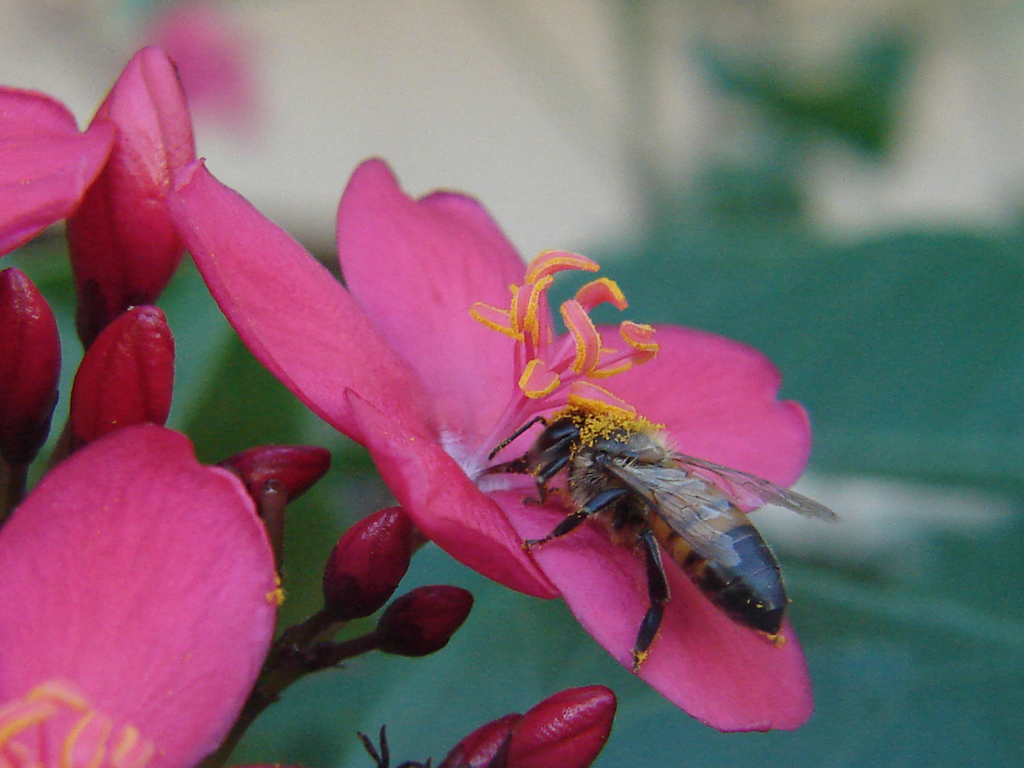
نحل العسل الغربي، Kaunakakai، HI
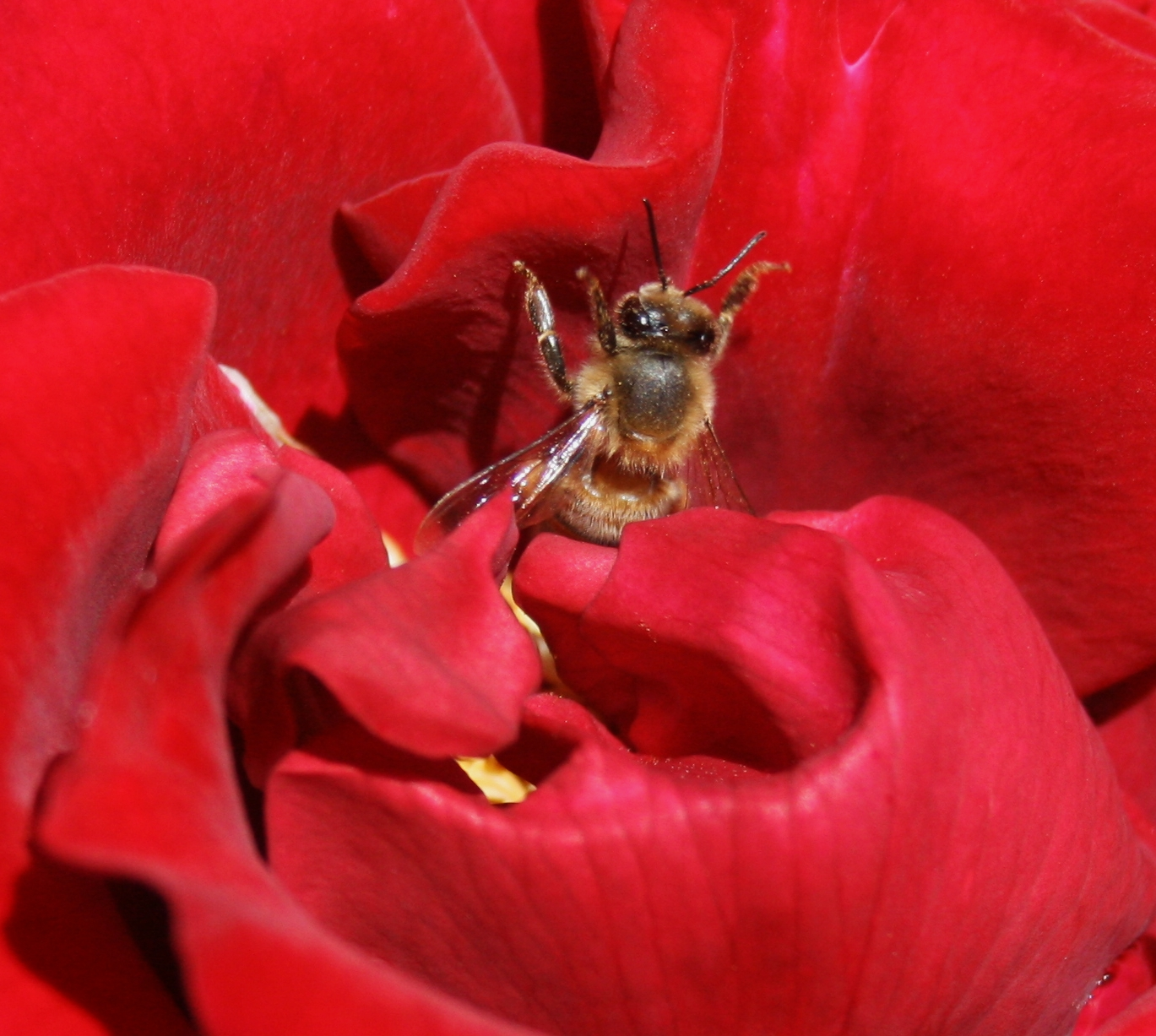
نحلة تجمع حبوب اللقاح من وردة.
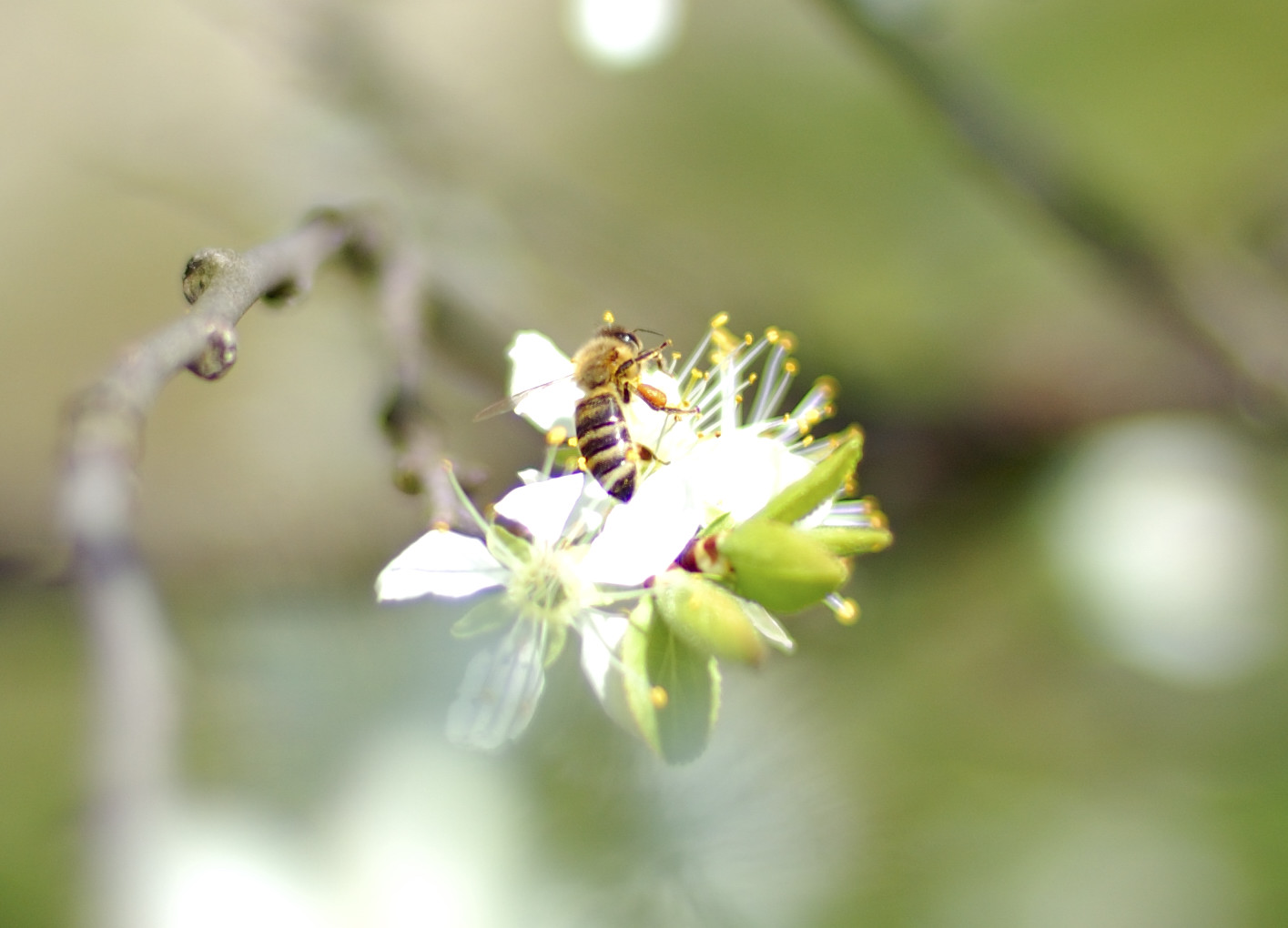
نحلة تقوم على زهرة تفاح
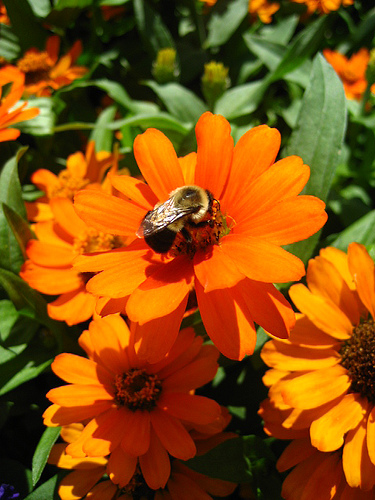
نحلة طنانة في مونتريال
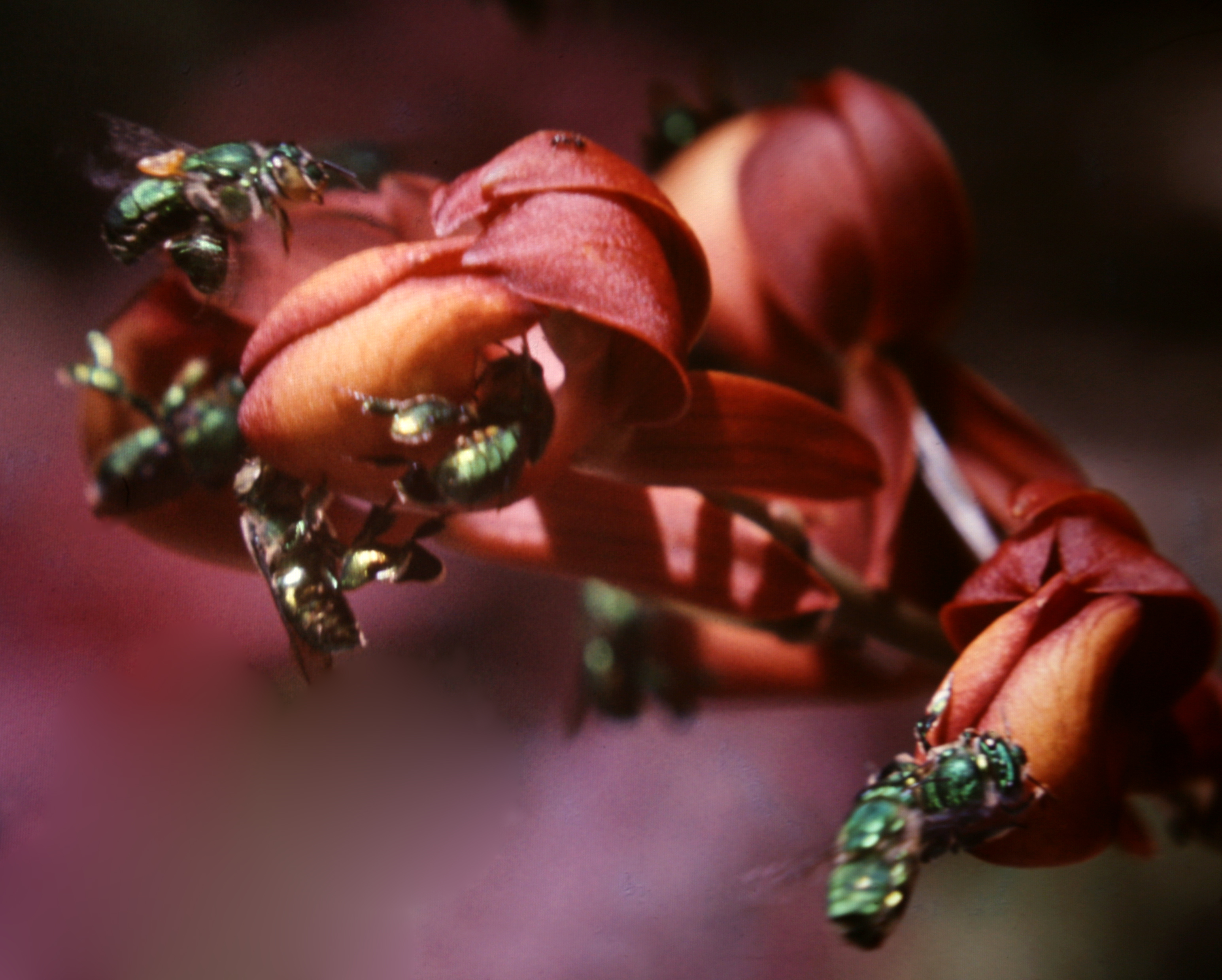
نحلة على زهرة سحلب (بالإنجليزية: Mormodes buccinator)‏ في سورينام)
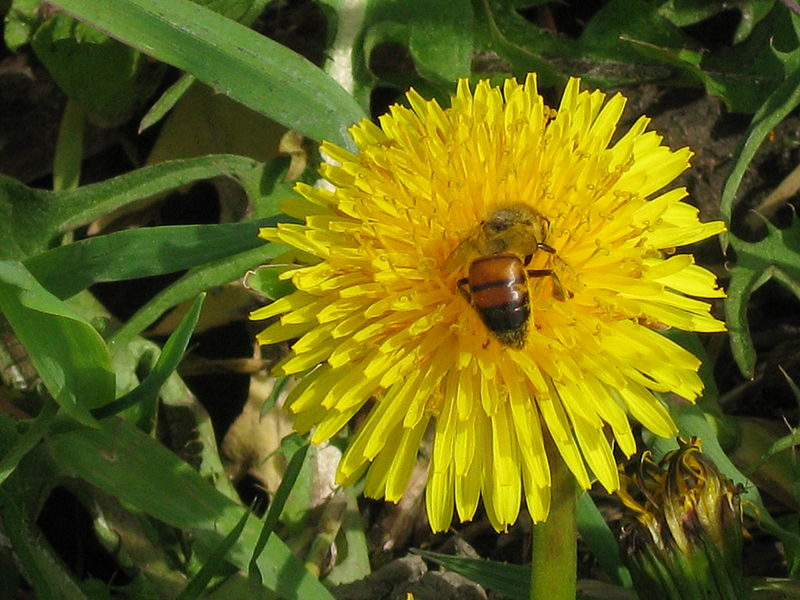
نحلة تقوم بجمع حبوب اللقاح من زهرة هندباء
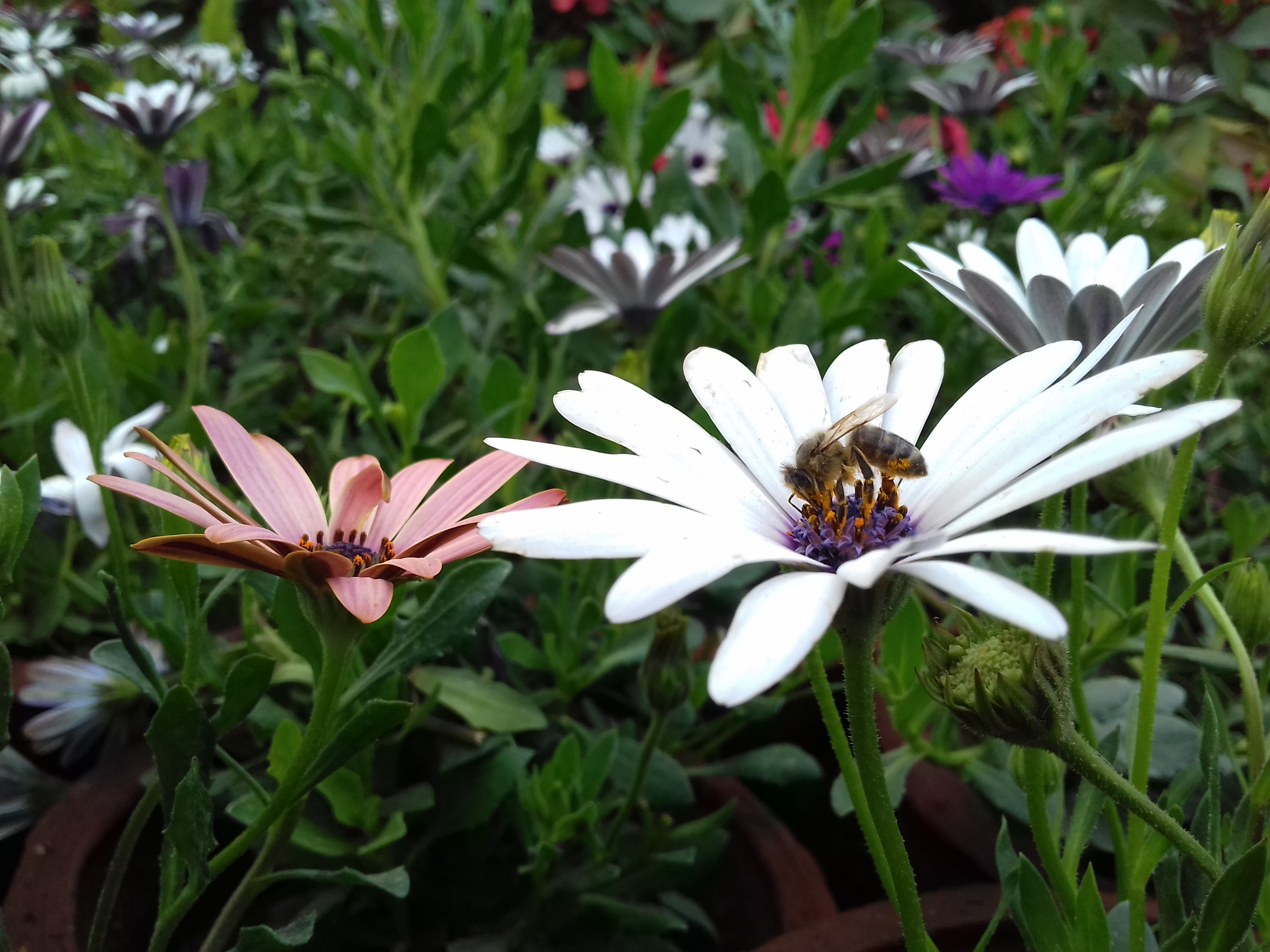
نحلة في مصر
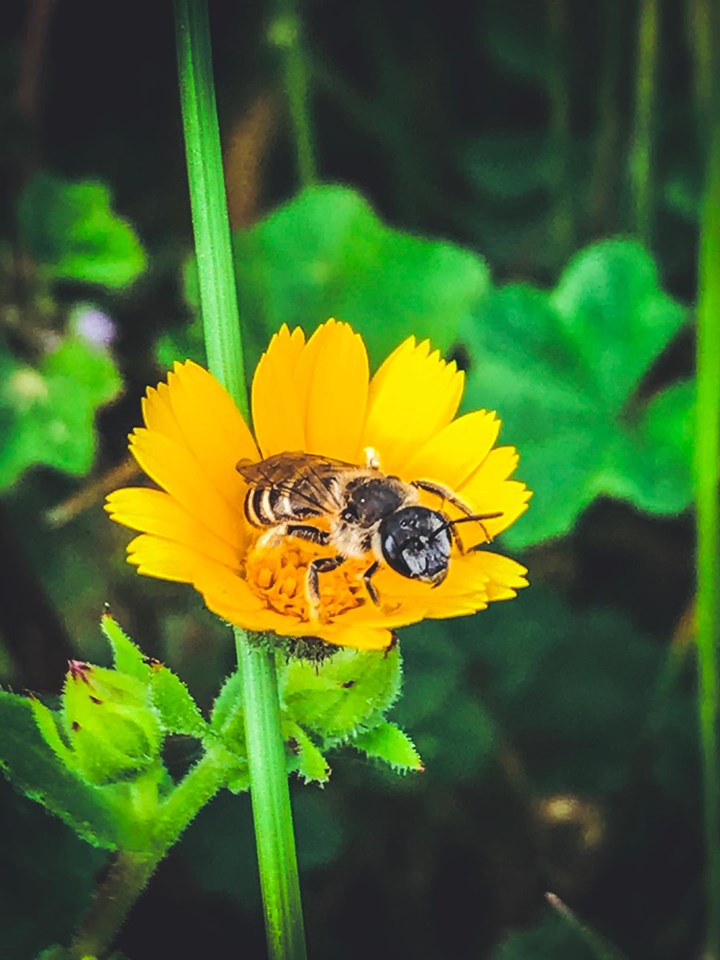
نحلة على زهرة
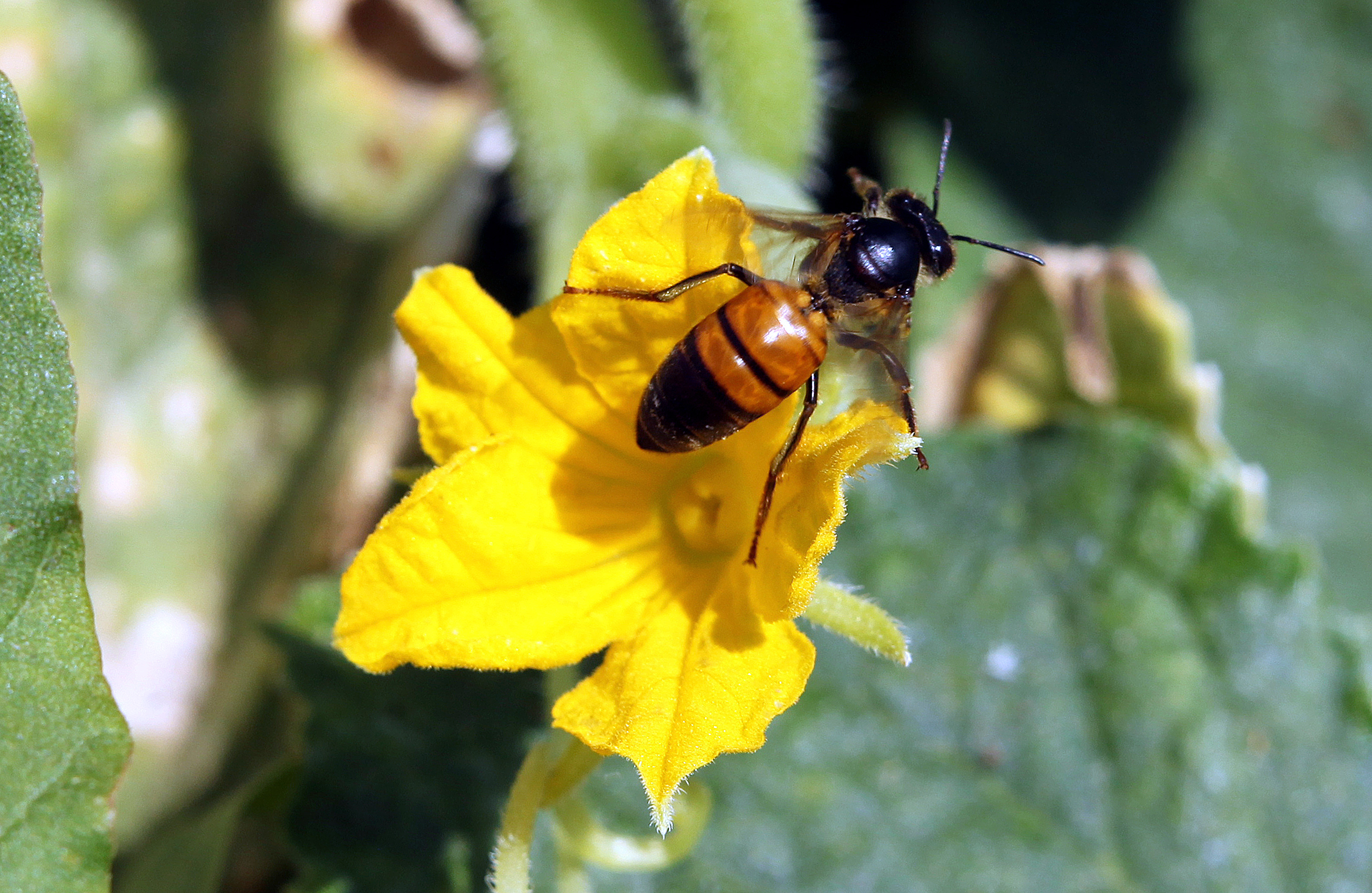
نحلة في فلسطين

## وصلات خارجية
- الأساس الحسي للغة الرقص عند نحل العسل من مجلة العلوم الأمريكية - النسخة العربية